# Нападение на Перл-Харбор
Нападе́ние на Перл-Ха́рбор (англ. Attack on Pearl Harbor, яп. 真珠湾攻撃 синдзю-ван ко:гэки) — внезапная комбинированная атака воздушных и подводных сил японского флота на американские силы, находившиеся на военно-морской базе в Перл-Харборе (Гавайские острова). Атака произошла воскресным утром, 7 декабря 1941 года и стала поводом к вступлению США во Вторую мировую войну.
Нападение стало кульминацией десятилетия ухудшения отношений между США и Японской империей — ухудшения, связанного прежде всего с расширением территории империи в Китае: от создания марионеточного государства Маньчжоу-Го (1932) до постепенного распространения боевых действий Второй японо-китайской войны (1937) на внутренние китайские регионы. В июле 1939 года федеральное правительство США объявило о прекращении действия «Договора о торговле и мореплавании», действовавшего с 1911 года и являвшегося частью выхода Японии из серии «неравноправных договоров», подписанных западными странами с сёгунатом Токугава. В июле 1941 года — после того как японские власти оккупировали Французский Индокитай и усилили свою поддержку держав «оси» — американское правительство полностью разорвало торговые и финансовые отношения с Японией, экономика которой в тот период была зависима от поставок американского сырья. Заморозка японских финансовых активов и нефтяное эмбарго значительно усилили в японском правительстве, возглавлявшемся премьер-министром Тодзио Хидэки, позиции сторонников силового решения проблемы — построения «Великой восточноазиатской сферы сопроцветания» под японским лидерством и без европейского участия. Тем не менее, дипломатические переговоры между Соединёнными Штатами и Японией продолжились в Вашингтоне вплоть до военного нападения.
Адмирал Ямамото Исороку спланировал Гавайскую операцию авианосных сил японского Объединённого флота против Тихоокеанского флота США. Операция должна была обеспечить беспрепятственное завоевание Японией всей Юго-Восточной Азии — включая нефтяные месторождения Голландской Ост-Индии — и ряда тихоокеанских островов. Крайне рискованную атаку предполагалось провести в шести тысячах километров от японского побережья; для её осуществления потребовалось создание специальных авиабомб и модифицированных торпед. Формальной целью атаки было выведение из строя американского флота — прежде всего, его авианосных сил — на срок в шесть месяцев. Приказ о начале операции был отдан 5 ноября 1941 года: на фоне масштабных успехов вермахта в войне нацистской Германии против СССР, обеспечивавших безопасность японской Квантунской армии. После нескольких месяцев специальных учений, 16 ноября «Ударная группа» (Кидо Бутай) из 6 авианосцев, 2 линкоров, 3 крейсеров и 9 эсминцев покинула базу на Курильских островах. Командующий Тихоокеанским флотом, дислоцированным на острове Оаху с апреля 1940 года, адмирал Хазбенд Киммел и командующий базой генерал Уолтер Шорт были оповещены о вероятности начала войны на Тихом океане, но не ожидали масштабного воздушного нападения: оба командующих готовились к подводной атаке или актам саботажа со стороны местного населения с японскими корнями.
7 декабря японские самолёты стартовали с авианосцев, расположившихся в 230 морских милях (426 км) от Гавайских островов. Торпедоносцы, пикирующие бомбардировщики и истребители первой волны — всего 183 самолёта — появились над Перл-Харбором в 7:55 по местному времени. Им удалось достичь полной внезапности: только шесть американских самолётов поднялись в воздух, чтобы отразить первую волну. В течение получаса линейный корабль «Аризона» взорвался, линкор «Вест Вирджиния» затонул, линкор «Оклахома» перевернулся, а флагман «Калифорния» — затонул на мелководье. Учебное судно «Юта», ошибочно принятое японскими лётчиками за боевой корабль, также было потоплено. В 8:50 началась вторая волна атаки — около 170 самолётов — в ходе которой серьёзно пострадавший линкор «Невада» был вынужден выброситься на берег, а линкор «Пенсильвания» был подожжён. Также пострадал целый ряд менее крупных американских кораблей, включая три крейсера и три эсминца. Из восьми авианосцев США два базировавшихся на Гавайях авианосца «Энтерпрайз» и «Лексингтон» в момент нападения занимались транспортировкой самолётов на острова Уэйк и Мидуэй западнее Перл-Харбора, в то время как японский флот атаковал с севера.
Атака на Пёрл-Харбор серьёзно подорвала военно-морские и Военно-воздушные силы США на Тихом океане: два линкора были потеряны безвозвратно, а линкоры «Калифорния» и «Вест Вирджиния» стали вновь боеспособны только летом 1944 года. Однако, американские авианосные силы остались полностью в строю, что сказалось на ходе войны уже в июне следующего года — в ходе Битвы за Мидуэй. На Гавайях погибло 2403 американских военнослужащих и 68 гражданских лиц; японские силы потеряли 29 самолётов — а также все пять сверхмалых подводных лодок, которым не удалось нанести урон силам США. После осознания масштаба произошедшего, в городе Гонолулу и его окрестностях среди гражданского населения началась паника, поскольку гавайцы ожидали высадки японского десанта непосредственно на архипелаг. На следующий день, 8 декабря — после речи президента Франклина Рузвельта, назвавшего нападение «днём позора» — Конгресс США официально объявил войну Японской империи. Находясь под впечатлением от японского успеха, через три дня фюрер нацистской Германии Адольф Гитлер объявил войну США.
Практически сразу после нападения на Гавайи у целого ряда современников возник вопрос об ответственности с американской стороны. В итоге, в период с 1941 по 1946 год в США было проведено 9 официальных расследований гавайских событий; в 1995 году список дополнило десятое разбирательство. Наряду с террористическими актами 11 сентября 2001 года, нападение на Перл-Харбор входит в число наиболее изученных эпизодов в истории США: распределение ответственности за японский успех между чиновниками в Вашингтоне и командирами на местах стало одним из сложнейших вопросов в обширной историографии Перл-Харбора. Отсутствие координации между американскими ведомствами в предвоенный период стало отдельной темой историко-политических исследований.
Значительный интерес, проявляемый массовой аудиторией к событиям декабря 1941 года, привёл как к созданию мемориала на месте событий, так и к появлению значительного числа художественных произведений, базирующихся на данных событиях. Тот же интерес стал основой для серии работ, в которой развивались сразу несколько «теорий заговора». Несмотря на то, что после войны решением Токийского трибунала нападение на военную базу нейтральной страны было признано военным преступлением Японской империи, отдельные элементы «теории заговора» продолжают получать поддержку от японского правительства и в XXI веке.
В 2019 году место нападения на Перл-Харбор стало национальным мемориалом.

## Контекст

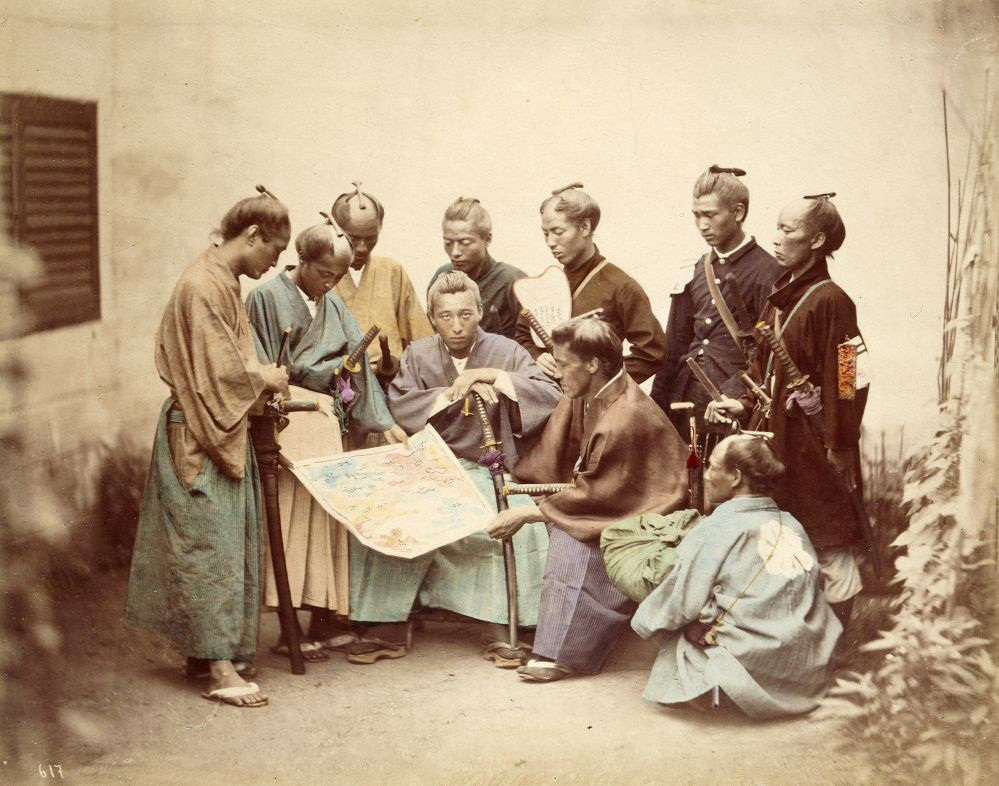
Самураи из княжества Сацума (Феликс Беато, 1860-е)

В XIX веке, к концу существования сёгуната Токугава, Япония была более изолированной страной, чем двумя столетиями ранее. Хотя некоторые европейские книги, прежде всего нидерландские работы, импортировались на Японские острова, личных контактов японцев с европейцами и американцами было крайне мало, а торговля с «внешним миром», шедшая через искусственный остров Дэдзима в Нагасаки, сократилась до минимума — поскольку экономика Японии практически полностью удовлетворяла внутренние потребности островитян. Так торговец Дайкокуя Кодаю, после кораблекрушения проведший несколько лет в Российской империи и сумевший вернуться в Японию, был заключён под домашний арест вплоть до своей смерти в 1828 году.

### Конец изоляции Японии

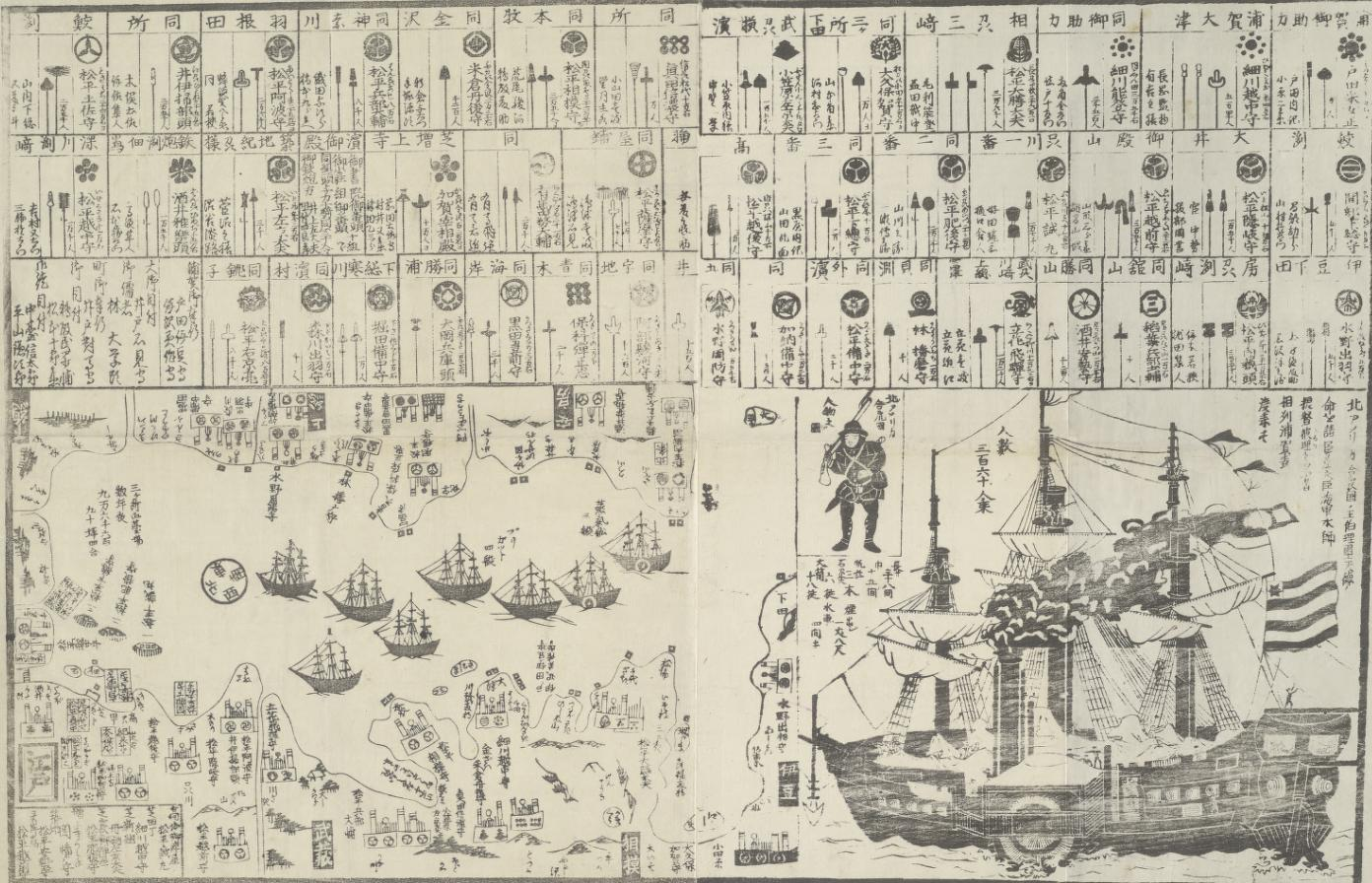
Гравюра об экспедиции М. Перри (1854)

Ситуация начала резко меняться к середине XIX века, когда новости о поражении китайской империи Цин в Первой опиумной войне и подписании «неравноправного» Нанкинского договора, начавшего формирование системы «договорных портов», постепенно дошли до властей сёгуната. Так, родзю Мидзуно Тадакуни, являвшийся ключевым организатором реформ Тэмпо, воспринял ситуацию в Китае как «предупреждение» для Японии. Представители сёгуна отправили голландцам в Нагасаки список вопросов о ситуации в Китае, из которой они узнали как о численности британских войск на соседнем континенте, так и о возможностях паровых кораблей.
В тот же период в Соединённых Штатах Америки распространились сообщения о жестоком обращении японских властей с американскими китобоями, потерпевшими кораблекрушение и выброшенными на берега Японии. Перспектива создания порта для пополнения запасов угля на пароходах, пересекавших Тихий океан, добавила важности для контакта с Японией. Победа США в войне с Мексикой и присоединение Калифорнии значительно укрепили американские позиции на Тихоокеанском побережье, а последовавшая за этим золотая лихорадка привели к тому, что намного больше американцев перебрались на крайний Запад страны. В 1844 году Вансяский договор уравнял американские права в Китае с британскими.

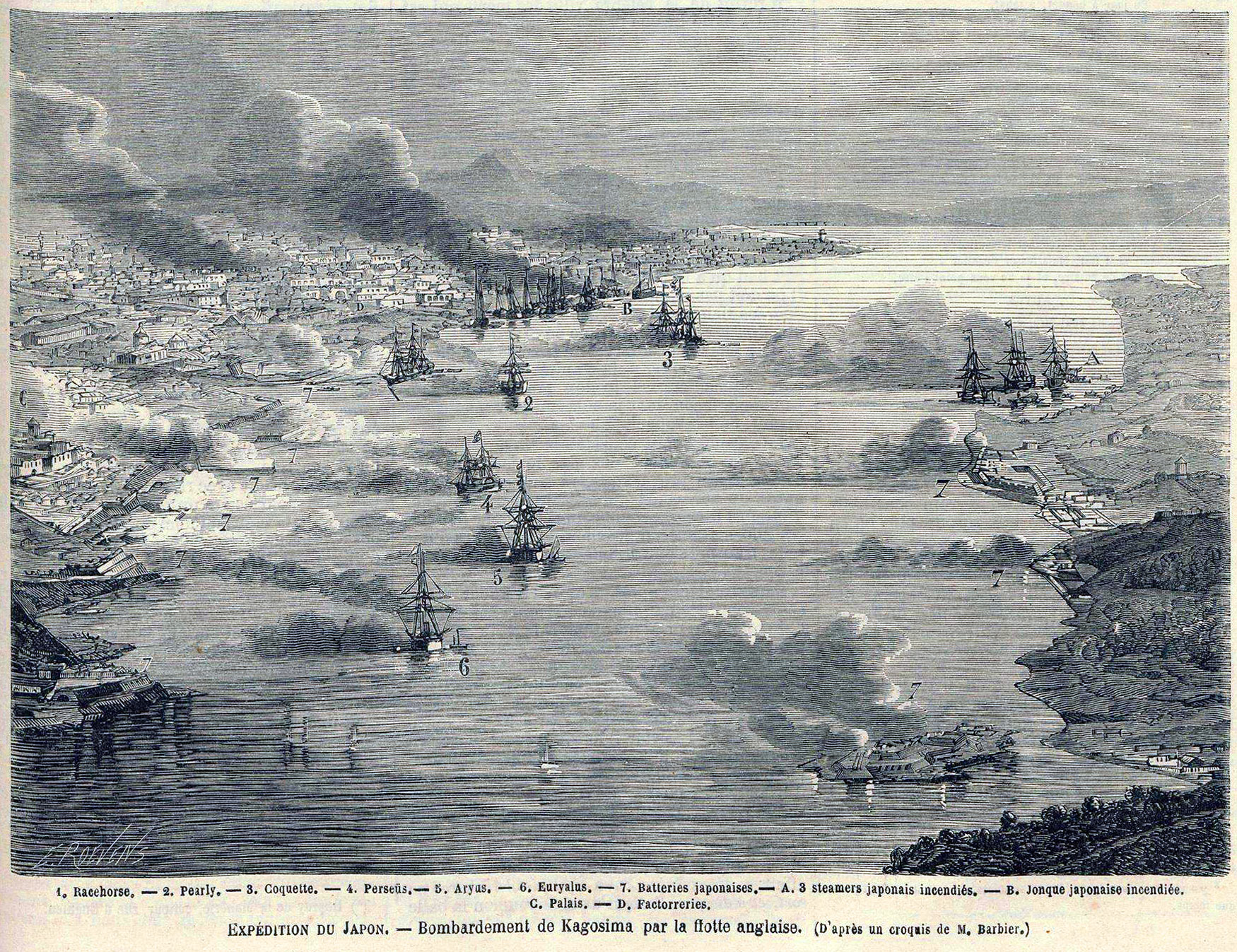
Бомбардировка Кагосимы (Le Monde illustré, 1863)

В 1853 году американские власти организовали военную экспедицию во главе с участником американо-мексиканской войны Мэтью Перри. Коммодор Перри, имевший в своём распоряжении четыре боевых «чёрных корабля» (курофунэ), предполагал потребовать от властей сёгуната «как право, а не как услугу, те акты вежливости, которые должны проявляться от одной цивилизованной нации к другой». Зная о своём нарушении японских законов и используя угрозу применения военной силы, Перри добился заключения Канагавского договора, завершившего изоляцию Японии. Первые контакты привели и к конфликтам: в частности, в августе 1863 года британская эскадра произвела бомбардировку сацумского города Кагосима — в ответ на убийство англичанина Чарльза Ричардсона.

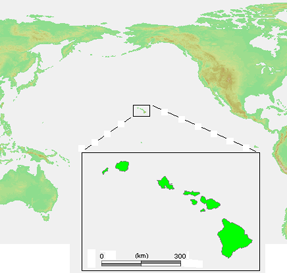
Гавайские острова

В 1868 году, после перехода государственной власти в Японии от сёгуна к императору и войны Босин, на Японских островах началась реставрация Мэйдзи. После того как император Мэйдзи издал клятву Пяти пунктов — включавшую как соблюдение им международного права, так и открытость Японии ради получения новых знаний, необходимых для укрепления страны — в стране начались масштабные преобразования практически во всех сферах жизни: включая правовую систему, экономику, религию и военное дело. Конституция, принятая в 1889 году, и Имперский парламент, созванный через год, сделали Японскую империю второй страной в Азии, объявившей о введении у себя конституционной формы правления. Чиновники новой империи, «перескочившей» от феодальной замкнутости к высокоразвитому индустриальному обществу за время жизни всего одного поколения, начали предпринимать масштабные усилия для устранения системы «неравных договоров». Их работа привела к успеху: в 1894 году был подписан «Англо-японский договор о торговле и мореплавании», а в 1911 — аналогичный американо-японский договор).

### Американская колонизация Гавайев. Филиппины
Гавайские острова стали известны европейцам после третьего путешествия британского капитана Джеймса Кука: он увидел остров Оаху 18 января 1778 года. Хотя в XVIII веке британские власти и считали архипелаг своей территорией, практически лишённые растительности острова не вызвали особого интереса в Лондоне. Попытки Российско-американской компании закрепиться в Гонолулу, включавшая в себя строительство двух фортов в 1816 и 1817 годах, не имела продолжения. Аналогичная французская попытка, предпринятая в 1839 и 1842 годах, также потерпела неудачу.
К 1795 году гаваец Камеамеа I стал первым правителем, установившим — при поддержке белых поселенцев, известных как «хоуле» — контроль над всеми островами архипелага, ранее управлявшимися вождями нескольких племён. Через год после смерти Камеамеа, в 1820 году, в Гонолулу прибыли кальвинистские миссионеры из Новой Англии: за следующие полвека они стали фактическими «хозяевами» островов, приготовив их союзу с США. В 1829 году король Камеамеа III официально ввёл на островах христианство. К 1840 году «духовный империализм» привёл к — по крайней мере, внешней — христианизации местного населения. На Гаваях было создано государство, близкое к теократическому, но имевшее упорядоченную судебную систему и представительные органы власти. В 1843 году независимость Королевства Гавайи была признана Великобританией, Францией и США.
4 июля 1854 года американские поселенцы на Гаваях впервые выступили с призывом к присоединению архипелага к США. Первые попытки королевства установить дипломатические контакты с Японией потерпели неудачу в 1860 году; к 1871 году Гавайскому королевству удалось подписать свой первый договор с Японской империей. В середине века изменилась и экономическая модель на островах: китобойный промысел, ранее являвшийся самым прибыльным экономическим предприятием в регионе, уступил место выращиванию сахарного тростника. В результате, после Гражданской войны в США, к 1875 году американские «сахарные бароны» установили фактический контроль над политической системой королевства.
Поскольку выращивание сахара и фруктов требовало обилия дешёвой рабочей силы, плантаторы начали завозить на острова иностранных рабочих: в 1890 году из 90 000 населения 15 307 человек прибыли на острова из Китая, 12 360 были японцами, а 8602 — португальцами, в основном приехавшими с острова Мадейра. В январе 1893 года — после масштабного кризиса в сахарной отрасли, вызванном изменением тарифов на импорт сахара-сырца президентом США Уильямом Мак-Кинли — королева Лилиуокалани была свергнута группой «Комитета безопасности» и на архипелаге было создано временное республиканское правительство из белых колонистов, выступавших за присоединение островов к США. Договор о присоединении был подготовлен, но не был подписан при Мак-Кинли — новый президент Гровер Кливленд, настроенный антиимпериалистически, расценил запланированную аннексию как «извращение нашей национальной миссии».
В результате была создана независимая Республика Гавайи, которая приняла конституцию и избрала президентом Сэнфорда Доула. Испано-американская война вызвала заметное усиление «экспансионистской тенденции» в США: в июне-июле 1898 года обе палаты Конгресса приняли решение объявить Гавайи территорией США. В тот же период острова Гуам, Пуэрто-Рико и Филиппины перешли под американский контроль; США формально превратились в колониальную империю. Граждане Республики Гавайи, за исключением представителей «жёлтых рас», стали американцами и на архипелаге было введено всеобщее избирательное право. Однако, быстрого превращения Гавайев в американский штат, на что рассчитывали сторонники присоединения, не произошло: острова, обеспечивавшие себя продовольствием менее чем на 15 %, продолжали управляться из Вашингтона до 1959 года.
В начале XX века, архипелаг становится местом отдыха для состоятельных туристов: отель «Royal Hawaiian Hotel», открывшийся в 1927 году, стал крупнейшим в регионе. Близкий к субтропическому климат и «пышная растительность», привезённая колонистами, — наряду с активной рекламной кампанией «тихоокеанского рая» — сделали Гавайи популярным туристическим направлением. В 1936 году авиакомпания Pan American начала проводить транстихоокеанские полёты на больших летающих лодках фирмы Boeing, доставлявших туристов в Перл-Сити. Олимпийский чемпион Дьюк Каханамоку, родившийся в Гонолулу, активно пропагандировал новый вид спорта — сёрфинг — ставший в тот период популярным и за пределами Гавайев. «Сладостное безделье» местных жителей, получавших значительный доход от туризма, позднее стало восприниматься как одна из причин успеха внезапной атаки японского флота.

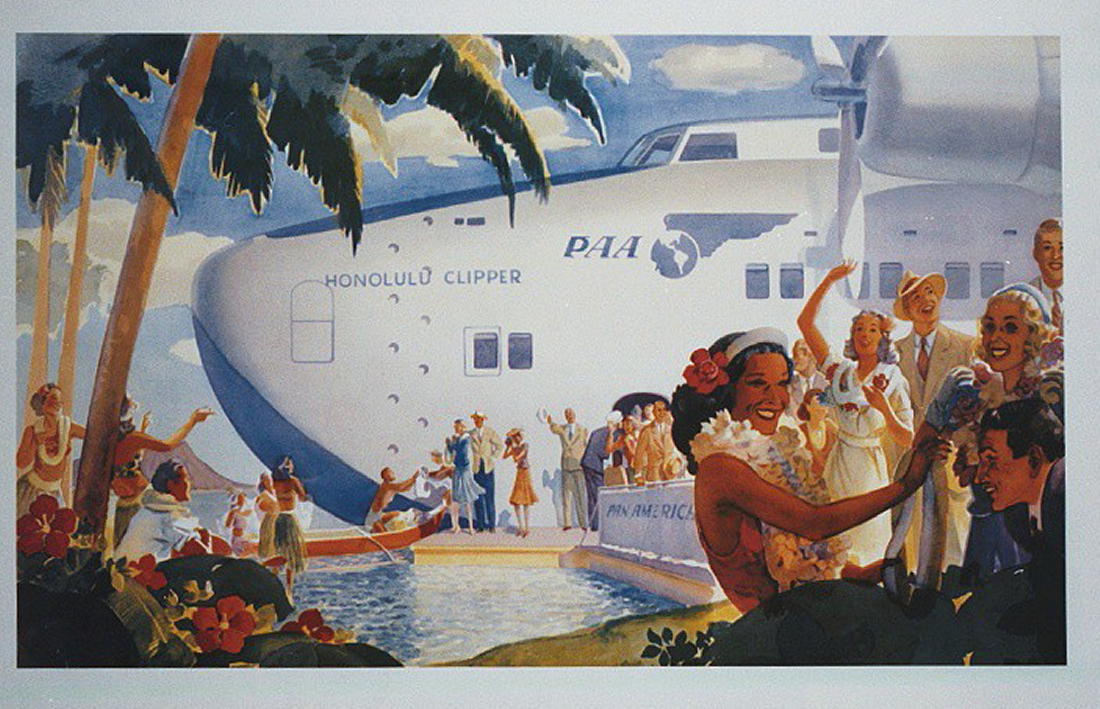
Рекламный постер PanAm (1930-е)

Американские войска прибыли на острова сразу после аннексии, в августе 1898 года. Политический центр архипелага, остров Оаху, стал также и главной военной базой. В 1908 году Перл-Харбор, являющийся одной из лучших гаваней мира, был расширен до полноценной базы военно-морского флота США — строительство завершилось к 1911 году. Во время Первой мировой войны остров Форд — названный в честь местного плантатора, выращивавшего на нём сахарный тростник — перешёл во владение американского федерального правительства, которое передало его армейским авиаторам. В 1939 году, после долгих переговоров, армейские лётчики перебрались на новый аэродром Хикам-Филд. В 1935 году военное министерство США назвало территорию Гавайи «приоритетной» в списке на расширение заморских контингентов американской армии; уже после начала Второй мировой войны, в 1941 году, на островах был сооружён дополнительный военный аэродром Эва-Филд. Когда Тихоокеанский флот США был переброшен в Перл-Харбор, военно-морской персонал на острове одномоментно увеличился с 24 000 до 100 000 человек.

## Предыстория

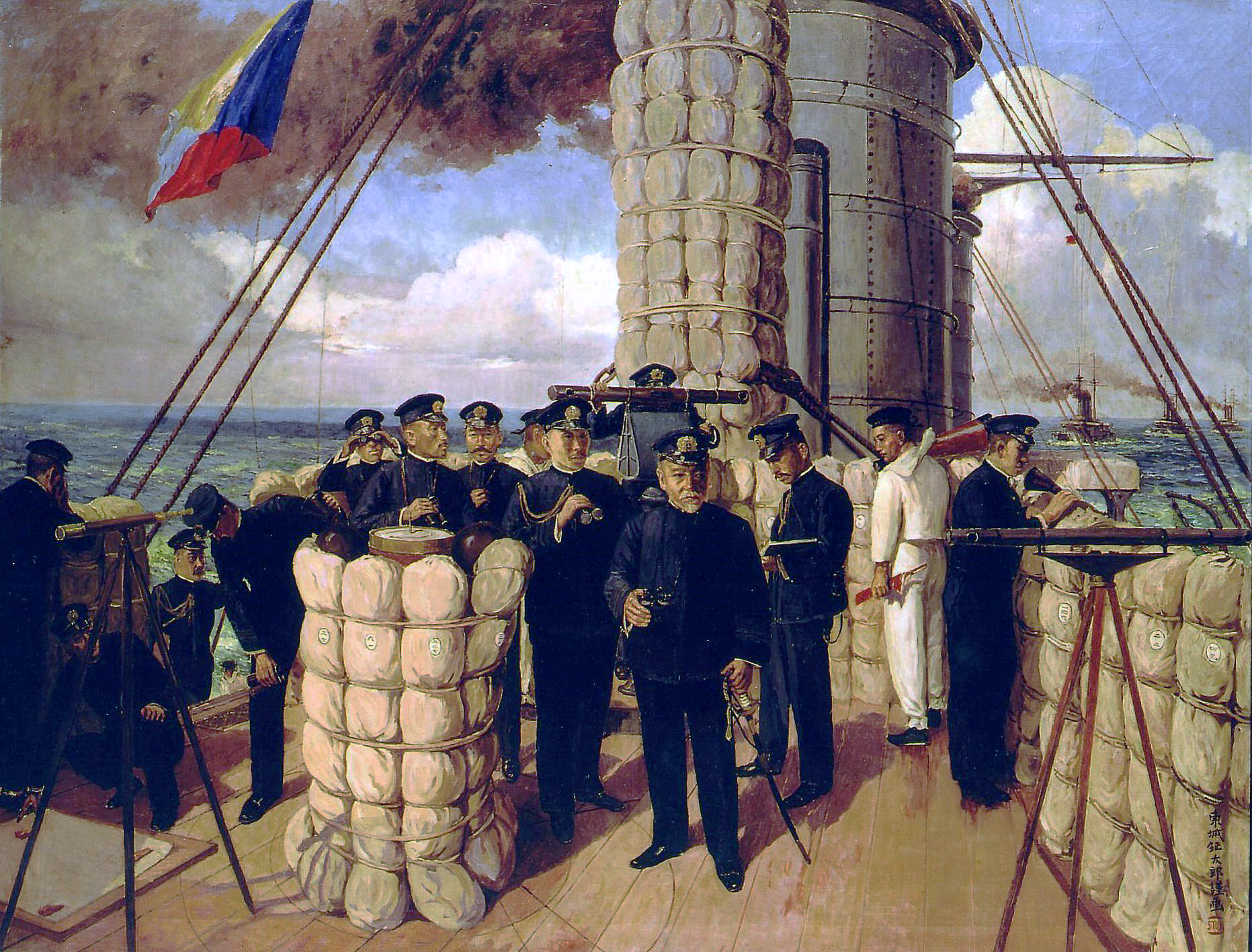
«Адмирал Того перед Цусимским сражением» (Тодзё Сётаро, 1906)

### Новая японская политика и нападение на Порт-Артур
После того как вопрос о «реформе договоров» был снят с повестки дня, правительство Японской империи сменило свой «осторожный» курс во внешней политике — курс, не пользовавшийся поддержкой японских политических партий, способных через парламент заблокировать принятие бюджета страны. Правительство империи спровоцировало конфронтацию с Китаем по вопросу о статусе Корейского полуострова: новая политика получила практически единодушную поддержку депутатов, выделивших значительные финансовые средства на необходимые вооружения. Первая японо-китайская война, в ходе которой обе стороны использовали иностранное оружие — включая боевые корабли, построенные на европейских верфях, — завершилась после тройственной интервенции подписанием Симоносекского договора, по которому Японская империя получала контроль над Тайванем и значительную контрибуцию, но отказывалась от аннексии Ляодунского полуострова.

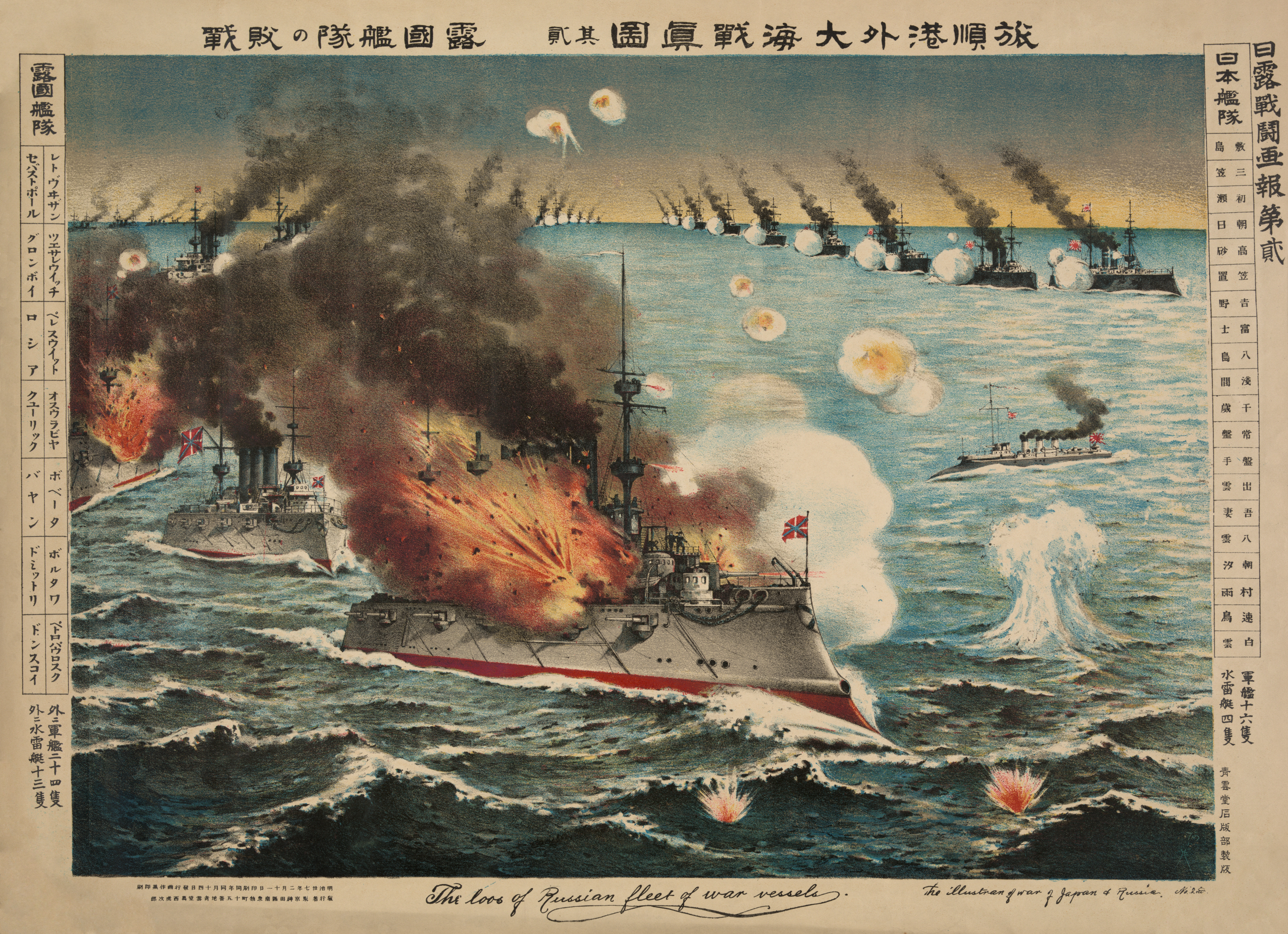
Внезапное нападение на Порт-Артур (1904)

После того как в 1895 году группа японских и корейских солдат убила королеву Мин, правившую в Корейской империи, в стране усилилось российское влияние: через три года произошла передача Российской империи Порт-Артура, расположенного на Ляодунском полуострове. В феврале 1904 года кабинет премьер-министра Кацуры Таро принял решение готовиться к войне с Российской империей. После Русско-японской войны Японская империя — продемонстрировавшая как свои достижения, так и амбиции — вошла в группу Великих держав. Императорский флот Японии, сыгравший решающую роль в войне, стал «военной визитной карточкой» островной империи: Цусимское сражение в мае 1905 года, в котором флот под командованием адмирала Того Хэйхатиро разгромил силы Российского императорского флота, изменило отношение европейских и американских военных к японским ВМС; их перестали читать «второразрядными». При этом нападение на российский флот, предпринятое до формального объявления войны, было описано в лондонской газете The Times как «дерзкий поступок, которому суждено занять почётное место в анналах военно-морской истории». Таким образом, Япония была признана ключевой военно-морской державой начала XX века.
В ходе Первой мировой войны Японская империя присоединилась к Антанте, но ограничила свой вклад в дело союзников захватом германских владений в Китае и на Тихом океане. После окончания войны, в 1919 году, Япония получила под своё управление Маршалловы Острова, но «Шаньдунский вопрос» вызвал разногласия между ней и союзниками по Антанте. Кроме того, будущий премьер-министр Коноэ Фумимаро, входивший в состав японской делегации на Парижской мирной конференции, опубликовал во французской столице небольшое эссе, в котором выразил опасения относительно перспектив будущего «англо-американского мира». Исходя из того, что мир делился на страны, у которых уже были территории и природные ресурсы, и на те, которые таковых не имели, — принц Коноэ отмечал, что западные союзники, стремившиеся «к миру во всём мире», входили в число первых и потому были заинтересованы в сохранении статус-кво. Политикам и чиновникам Британской и Французской империй «было легко» обвинять Германию в агрессии, поскольку их империи к началу XX века уже захватили нужные им территории.

### Противоречия с США и принятие решения о начале войны

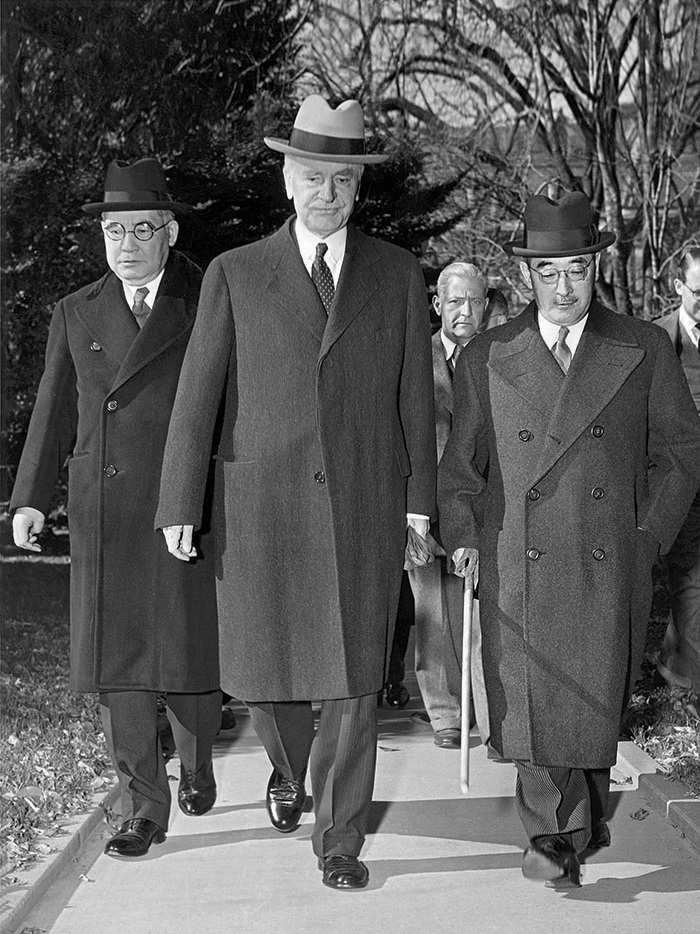
Госсекретарь США К. Халл с японским послом Номурой (слева) и специальным посланником Курусу (справа) на пути в Белый дом (17 ноября 1941)

Постепенно территориальная экспансия стала ключевой целью всей внешней политики властей в Токио, которые надеялись получить под свой контроль природные ресурсы континентального Китая — прежде всего, железную руду и уголь — и тем самым решить экономические проблемы растущего населения Японских островов. С 1933 году года — с выхода Японии из Лиги Наций, ассамблея которой объявила, что японские власти нарушали международные договоры и «разжигали войну» — японские власти все больше политически отдалялась от своих союзников по Первой мировой войне и сближалась с нацистской Германией и фашистской Италией — власти которых также имели собственные планы по расширению подконтрольных им территорий. Процесс сближения завершился подписанием Антикоминтерновского и Тройственного (Берлинского) пактов, сформировавших к 1940 году «ось» Рим — Берлин — Токио.
25 июля 1941 года, после того как японские войска оккупировали южную часть Французского Индокитая, федеральные власти США приступили к заморозке всех японских активов. 26 июля президент США Франклин Рузвельт расширил действия своего указа «Executive Order 8389» на все финансовые и торговые операции, в которых участвовали японские интересы. Американский ответ на новую агрессию также включал в себя и всеобъемлющее эмбарго на экспорт американских товаров в Японию. В списке товаров, вывоз которых был запрещён с 1 августа, оказалась и нефть.

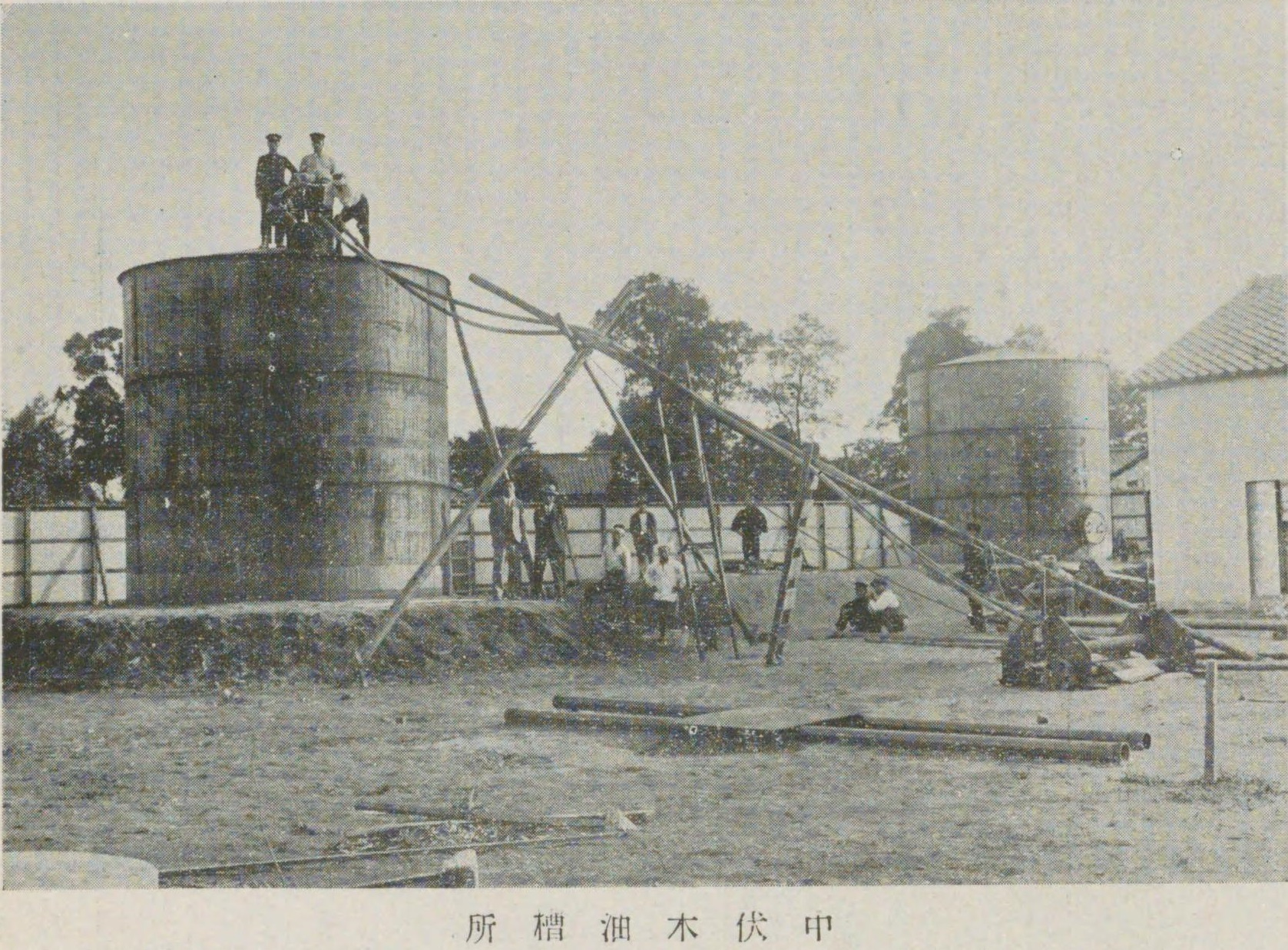
Нефтяной терминал в Тояме (1936)

В Токио политики и военные разделились по вопросу о войне на два лагеря; раскол был особенно заметен во флоте. 31 июля начальник штаба ВМФ, адмирал Нагано Осами получил аудиенцию у императора Хирохито. Хотя сам Нагано ранее был в числе противников войны с США, он всё больше разочаровывался в перспективе дипломатического решения: незадолго до усиления американских санкций он стал сторонником начала войны, полагая, что «сейчас ещё есть шанс добиться победы, но со временем он будет только уменьшаться».
Если… мы больше не будем получать поставки нефти, то наши запасы будут исчерпаны в течение двух лет. В случае войны, все запасы нефти будут исчерпаны в течение полутора лет.— из сообщения адмирала Нагано императору Хирохито, 31 июля 1941
В необходимости войны выразили сомнения трое бывших премьер-министров Японии на расширенном совещании 29 ноября 1941 года. В частности, Вакацуки Рэйдзиро считал, что нельзя ввергать Японию в войну с экономически более сильным противником ради абстрактных идеалов. Однако действующий премьер Хидэки Тодзио возражал, что Япония не может обойтись без идеалов. Это происходило на фоне продвижения концепции «зоны совместного процветания» под эгидой Японии и освобождения Азии от западного присутствия, а также пропагандистской кампании об исторической миссии Японии.
Последовавшие после нефтяного эмбарго долгие дипломатические переговоры, шедшие параллельно с подготовкой военной операции, не привели к сближению позиций сторон и 1 декабря император Хирохито одобрил решение начать войну. Общей позицией японских политиков и военных было мнение «лучше сейчас, чем позже». Решение Японской империи начать войну против Соединённых Штатов было результатом готовности пойти на «крайний риск в безвыходной ситуации» — а не преувеличением военного потенциала Японии по сравнению с американским. Японские чиновники и военные предпочли «сделать ставку» на войну в надежде изменить сложившийся статус-кво, который они полагали неприемлемым.

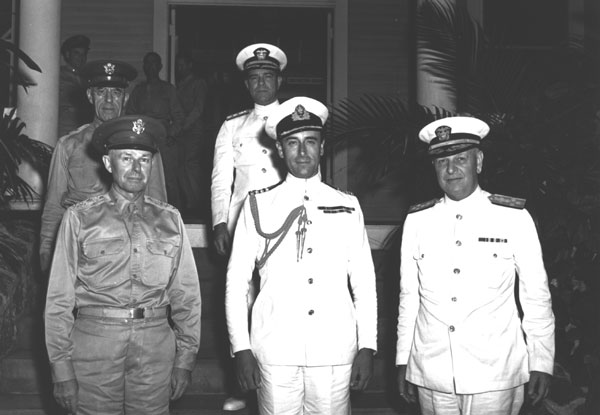
Генерал У. Шорт (слева) и адмирал Х. Киммел (справа); в центре британский адмирал Л. Маунтбеттен (август 1941)

### На Гавайских островах
В субботу 1 февраля 1941 года адмирал Хазбенд Киммел принял командование Тихоокеанским флотом США у адмирала Джеймса Ричардсона. Как и его предшественник, Киммел был озабочен возможностью саботажа со стороны местного населения: прежде всего, местных «японцев» (нисэй), из которого 37 500 родились за пределами США. Европейский опыт, в рамках которого правительство Гитлера активно использовало представителей немецкоязычных меньшинств (Deutschsprachige Minderheiten) для установления контроля над Чехословакией и Польшей, казался релевантным властям как в Гонолулу, так и в Вашингтоне. Так, Национальная гвардия на Гавайях принимала в свои ряды американцев китайского происхождения, но почти не принимала потомков японских переселенцев.
7 февраля генерал-лейтенант Уолтер Шорт был назначен командующим 45-тысячным контингентом американской армии на Гавайях. В его задачи входила как оборона острова Оаху, так и защита Тихоокеанского флота в Перл-Харборе от нападения с суши или с воздуха. Однако, в сложной системе командования, сложившейся на Гавайях, дальняя разведка было возложена на флот, а не на армию. В высшем американском командовании на Гавайях высказывали самые различные мнения относительно потенциальной угрозы для военно-морской базы: вице-адмирал Патрик Беллинджер и генерал Фредерик Мартин составили секретный отчёт (Martin-Bellinger Report), в котором указали как на возможность внезапного воздушного удара по островам, так и на способность Императорского флота подойти к Гавайям без обнаружения. Однако командующий Шорт не ожидал нападения извне — он больше опасался актов саботажа.
4 ноября штаб американских ВМС отправил сообщение адмиралу Киммелу и ряду руководителей морских округов, включая командующего 14-м (гавайским) военно-морским округом Клода Блоха. В сообщении говорилось, что Япония, похоже, начала вывод всех своих торговых судов из Западного полушария. Командир крейсера «Солт-Лейк-Сити», капитан Эллис М. Закариас, считал подобное возвращение коммерческих судов обратно в Японию одним из «первых признаков начала военных действий».

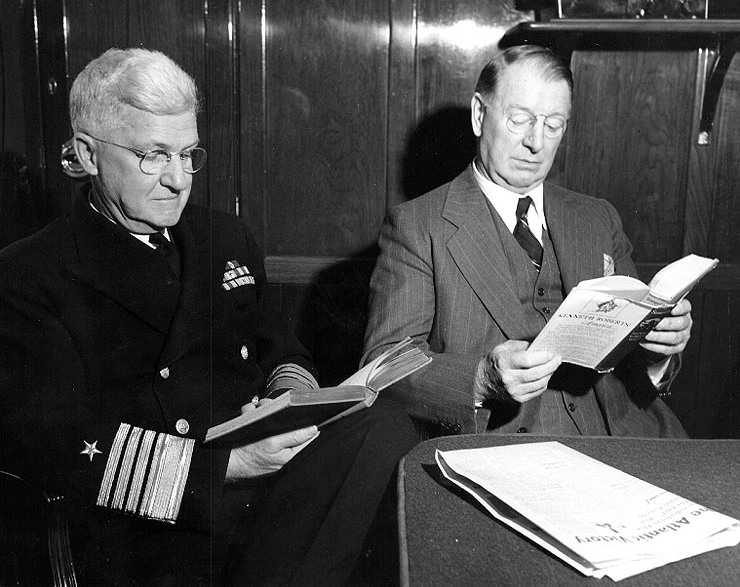
Адмирал Г. Старк и секретарь военно-морских сил Ф. Нокс (1943)

27 ноября начальник военно-морских операций, адмирал Гарольд Старк отправил на Гавайи очередное предупреждение об опасности японского саботажа. Начальник штаба армии Джордж Маршалл отправил в 14:30 того же дня «War Department Message No. 472», в котором также сделал общее предупреждение о потенциальной войне с Японией всем американским командирам на Тихом океане. Однако в данных «двусмысленных» предупреждениях Перл-Харбор не упоминался как потенциальная цель японской атаки.
Переговоры с Японией, похоже, прекращены… остается лишь малая вероятность того, что японское правительство продолжит их. Дальнейшие действия Японии непредсказуемы, но враждебные действия возможны в любой момент.— из сообщения № 472 генерала Дж. Маршалла, 27 ноября 1941
В результате на Гаваях усилился «саботажный психоз» и «шпиономания». Командование отдало приказ разместить американские самолёты в тесном строю в центре аэродромов — где их можно было лучше защищать от диверсантов. Адмирал Киммел приказал постоянно патрулировать вход в гавань. Он также приказал привести все корабли в состояние боевой готовности на случай нападения японских подводных лодок: 4 октября 1939 года подводная лодка кригсмарине U-47 проникла на британскую военно-морскую базу в Скапа-Флоу и торпедировала линкор «Ройал Оук», что привело к гибели 786 офицеров и матросов. Масштабная десантная операция японского флота также рассматривалась американским командованием как потенциальная угроза для базы, но отдельный авиаудар не ожидался.

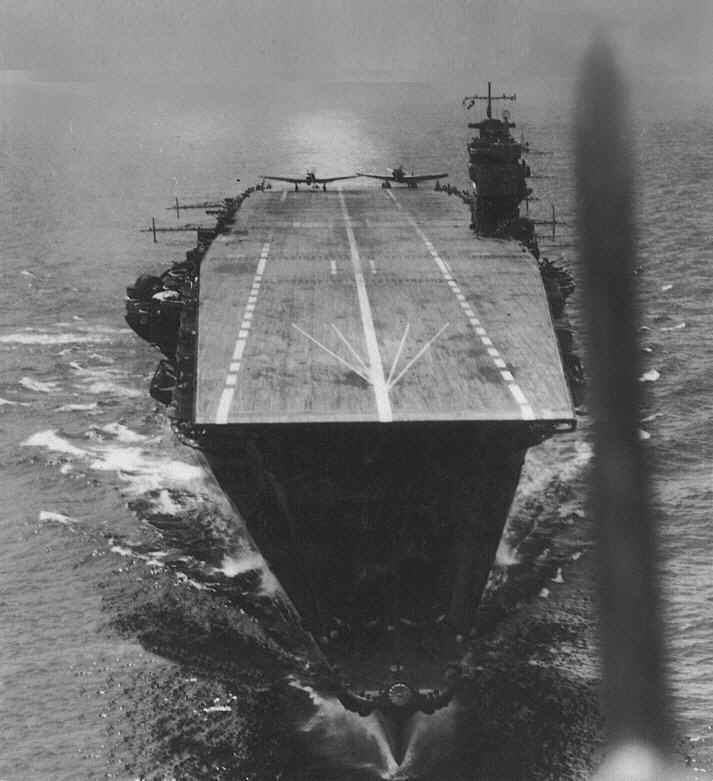
Бомбардировщики Aichi D3A на борту авианосца «Акаги» (апрель 1942)

## Подготовка операции
10 апреля 1941 года на основе Первого воздушного флота в японском флоте были сформированы «мобильные силы», Кидо Бутай (яп. 機動部隊 кидо: бутай) под командованием вице-адмирала Нагумо Тюити. Первоначально Кидо Бутай состояли из пяти авианосцев; к зиме 1941—1942 годов к ним был добавлен ещё один авианесущий корабль. В итоге, в силы вошли шесть авианосцев: «Акаги», «Кага», «Хирю», «Сорю», «Сёкаку» и «Дзуйкаку».
Флагманом был выбран «Акаги», спущенный на воду в 1925 году и способный поднять в воздух 63 самолёта. Самыми современными кораблями были «Сёкаку» и «Дзуйкаку», построенные в августе и сентябре 1941 года; они были способны нести до 84 самолётов. В сумме силы насчитывали более 389 летательных аппаратов: 350 машин предназначались для удара по Перл-Харбору, а 39 — для защиты самой эскадры от американского контрудара. В эскадру также входили два линкора, два тяжёлых и один лёгкий крейсер, девять (по другим данным — 11) эсминцев и пять подводных лодок. Созданием сил, способных осуществить «операцию Гавайи», японское правительство стремилось нейтрализовать Тихоокеанский флот США, что позволило бы японской армии провести оккупацию территорий в Юго-Восточной Азии и ряда островов в Тихом океане.

### Перспективы авианосцев: атака Таранто и гибель «Бисмарка»

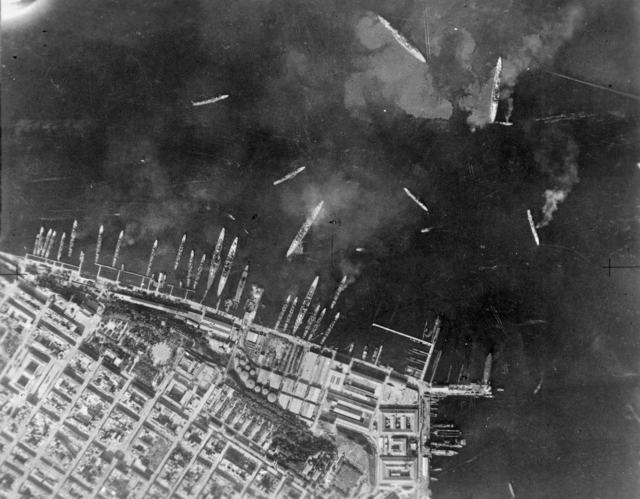
Последствия атаки на Таранто (ноябрь 1940)

Автором проекта внезапного удара по Перл-Харбору был главнокомандующий Объединённым флотом, адмирал Ямамото Исороку, тяжело раненный в Цусимском сражении, где он потерял два пальца на левой руке. Ямамото учился в США, он также посещал Мексику и Кубу. В 1930 году он был прикреплен к японской делегации в качестве эксперта на Лондонской военно-морской конференции. Ямамото являлся противником самой идеи войны с США, но, получив приказ готовиться к подобной войне, он стал настаивать на необходимости вывести из строя американский флот в самом начале конфликта.
Было принято решение [начать войну], диаметрально противоположное моему личному отношению. Нет другого выбора, кроме как твёрдо и энергично следовать данному курсу. Эта ситуация действительно странная для меня. Полагаю, я должен считать это своей судьбой.— из личного письма адмирала Ямамото, 1941
По состоянию на 2016 год, не было точно известно, когда Ямамото впервые задумался об операции на Гавайях. Исследователи предполагали, что его вдохновили манёвры, проходившие в марте 1940 года и имитировавшие атаку авианосца на японские линкоры «Муцу» и «Нагато». В тот момент Ямамото уже начал думать о внезапном нападении на флот в Перл-Харборе как о способе начать войну и прикрыть японское наступление на юг, исключив американское вмешательство: адмирал прокомментировал учения начальнику штаба Объединённого флота Фукудомэ Сигэру фразой «разве нельзя было бы атаковать Гавайи с воздуха?»

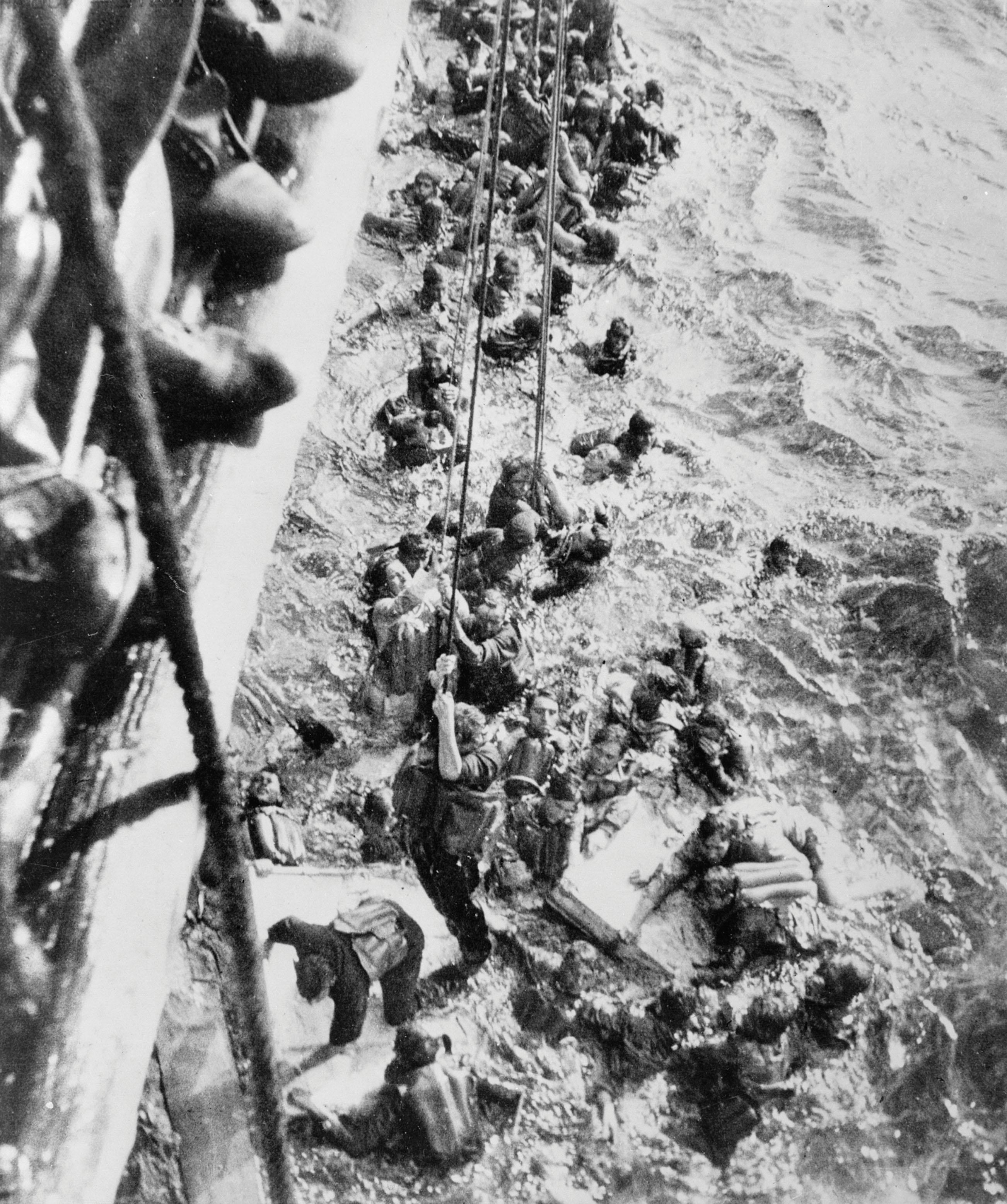
Выжившие моряки с «Бисмарка» поднимаются на борт «Дорсетшира» (май 1941)

Предположение Ямамото о том, что военно-воздушные силы являлись решающим фактором в современной морской войне, было подкреплено воздушным налётом британской авиации на порт Таранто, состоявшимся в ночь с 11 на 12 ноября 1940 года. Серьёзный урон нанесённый Королевским военно-морским силам Италии торпедоносцами «Суордфиш», взлетевшие с авианосца «Илластриес», показал уязвимость флота для атак с воздуха. В мае 1941 года важность ВВС была подтверждена, когда самолёты с британского авианосца «Викториес» полностью вывели из строя флагман германского флота, линкор «Бисмарк».
Возможности авианосцев поражать ключевые наземные объекты также активно обсуждались и тестировались в 1930-е годы: ещё в январе 1929 года, в ходе ежегодных учений американского флота ВМС, адмирал Мейсон Ривз отделил авианосец «Саратога» от основных американских сил и симулировал независимый «воздушный удар» по Панамскому каналу. Вместе с тем, большинство американских адмиралов восприняли учения Ривза как простой «трюк», не имевший военного значения.

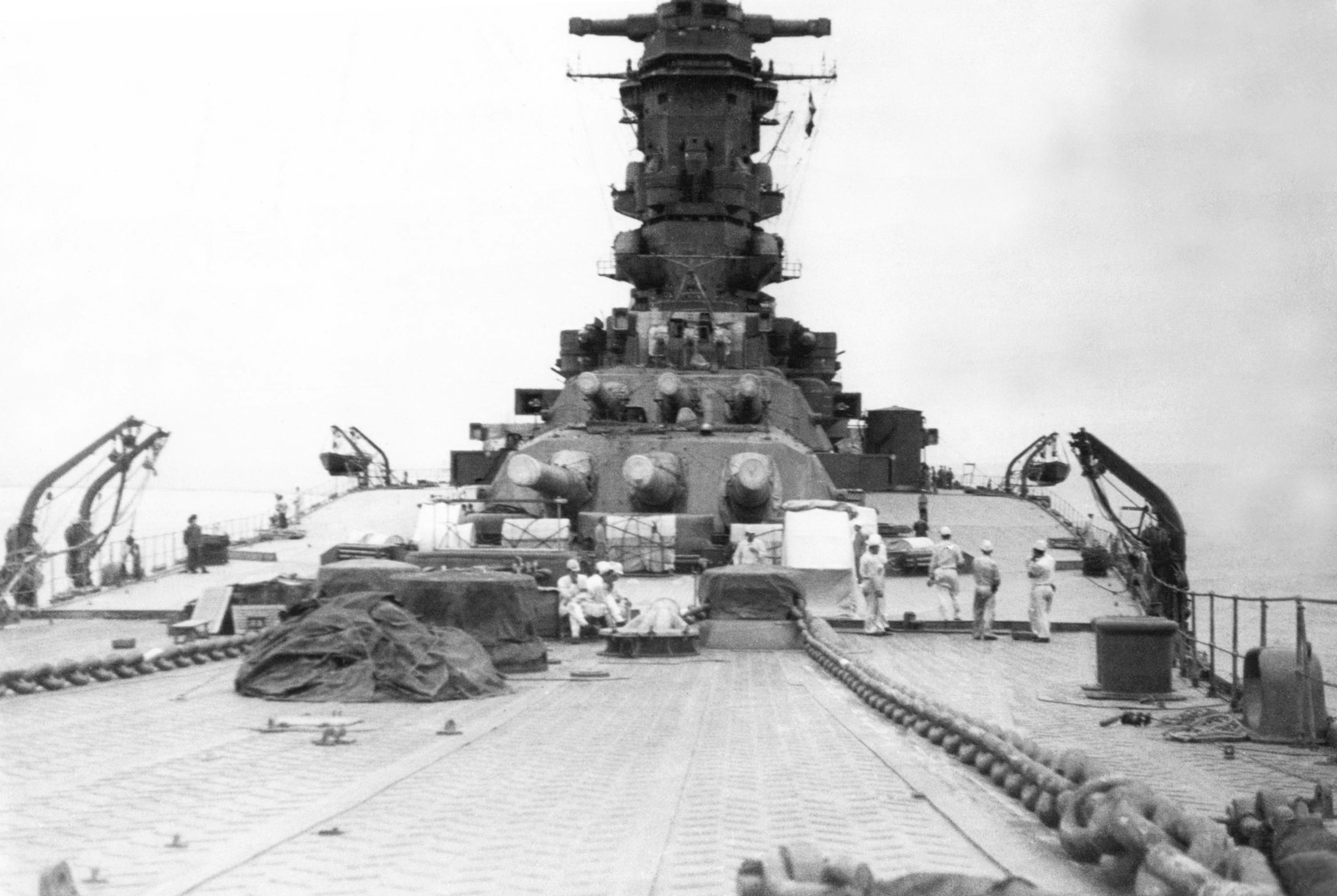
Орудия суперлинкора «Мусаси» (август 1942)

Большинство японских адмиралов — милитаристская фракция — также придерживалось традиционной точки зрения, согласно которой следующее морское сражение на Тихом океане будет проведено и выиграно крупным флотом надводных, а не авианесущих, кораблей. Авианосцам в такой битве отводилась вспомогательная роль: проведение разведки и целеуказание для морской артиллерии. «Устоявшаяся» японская стратегия предполагала нанесение ударов по американскому флоту в ходе его движения в западную часть Тихого океана, а затем — генеральное надводное сражение с ослабленным, «истощённым», противником к западу от Маршалловых островов. Спуск на воду двух суперлинкоров класса «Ямато» — «Ямато» в августе и «Мусаси» в ноябре 1940 года — отражал данные убеждения.

### Конкретизация идеи. План операции
7 января 1941 года Ямамото в частном письме военно-морскому министру Оикаве Косиро впервые изложил в письменной форме свою идею атаковать Тихоокеанский флот США на Гавайях с воздуха, а также — с помощью подводных лодок. В письме было указано, что он ранее говорил с министром о данном сценарии начала войны. Ямамото мотивировал удар по американскому флоту опасностью того, что авианосцы США могли бы подвергнуть бомбардировке города Японии. Ямамото также выразил желание лично возглавить атаку на Перл-Харбор — что означало для него понижение в должности.
В середине января Ямамото сообщил ряду подчинённых о своих стратегических соображениях. Он представил им сценарий превентивного удара, сравнив его с традиционной концепцией решающего сражения: по новому плану Тихоокеанский флот должен был быть выведен из строя не на океанских просторах, а на своих базах — на Филиппинах или на Гавайях. После доклада адмирала капитан Куросима Камэто поручил подполковнику Сасаки Акире (яп. 佐々木彰) изучить возможности нападения на Гавайи. Сасаки представил три возможных сценария: (i) пикирующие бомбардировщики взлетали с авианосцев на расстоянии 350 морских миль (650 км) и атаковали только американские авианосцы, оставляя линкоры невредимыми; (ii) пикирующие бомбардировщики атаковали с большего расстояния и после атаки приземлялись в море, где экипажи подбирались подводными лодками — поскольку спасение экипажей зависело от погоды, оно не могло быть гарантировано; (iii) японские авианосцы, подойдя к Гавайям на расстояние 300 морских миль (550 км), проводили комбинированную атаку истребителями, пикирующими бомбардировщиками и торпедоносцами. Последний сценарий был похож на другой план, который Ямамото приказал разработать параллельно: в конце января адмирал поручил контр-адмиралу Ониси Такидзиро представить свои идеи; Ониси был выбран, поскольку он участвовал в воздушных боях на китайском фронте и имел практический военный опыт.

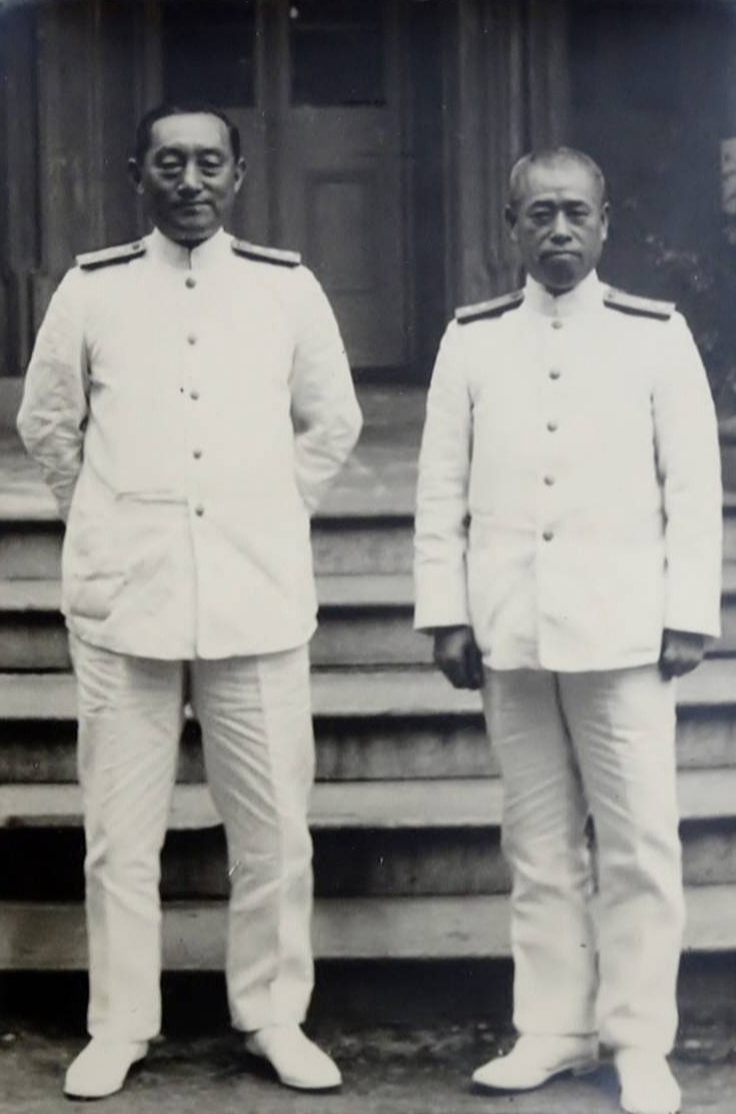
Министр флота Ёнай и адмирал Ямамото в конце 1930-х

Участники составления планов несколько раз упоминали идею провести десантную операцию и захватить Гавайи, однако после первых серьёзных размышлений они признали такой проект нереалистичным. Ямамото и его сотрудники кратко рассмотрели идею, придя к выводу, что они не обладали достаточными материально-техническими ресурсами: десантные силы были необходимы для «рывка на юг», а снабжение оккупированных Гавайев едой и строительными материалами потребовало бы отвлечение дополнительных ресурсов. В тот же период, на одном из ключевых совещаний по планированию атаки, Ониси указал, что если война, начавшаяся атакой на юге, может завершиться компромиссом с США, то нападение на Перл-Харбор разрушило бы любую надежду на компромиссное урегулирование конфликта.
В начале февраля Ониси связался со старшим пилотом авианосца «Кага» Гэндой Минору. Через неделю Гэнда представил два плана атаки: оба плана предполагали атаку двумя волнами. Первый план ограничивался использованием только пикирующих бомбардировщиков, поскольку в эффективности горизонтальных бомбардировщиков и торпедоносцев типа «Накадзима B5N» существовали сомнения. Торпеды, обычно сбрасывавшиеся в воду с большой высоты, глубоко погружались перед тем как всплыть ближе к поверхности; а глубина гавани Перл-Харбора составляла всего 12 метров. Если технические проблемы с торпедами будут решены, второй план Гэнды предусматривал комбинированную атаку пикирующих бомбардировщиков и торпедоносцев. В обоих планах истребители должны были сопровождать бомбардировщики, защищая их от истребителей противника, а затем — атаковать авиационные объекты на американской базе.

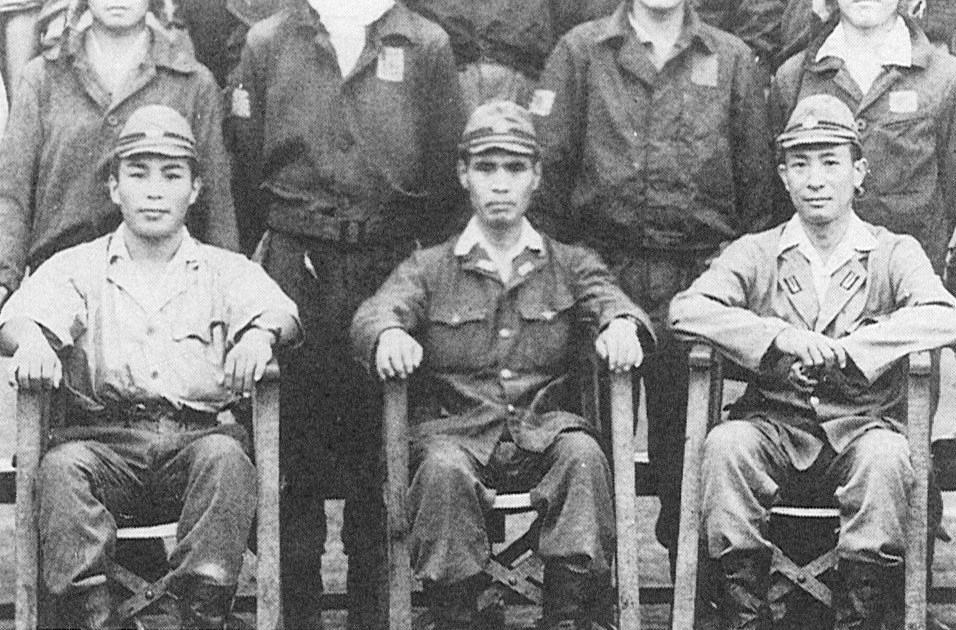
Пилот Гэнда (в центре) в июле 1945

Во всех сценариях американские авианосцы рассматривались как ключевая цель для атаки: их полное уничтожение было «абсолютным приоритетом». Линейные корабли, крейсера, вспомогательные суда, авиационные части и инфраструктурные объекты на суше также подлежали атаке — но только в качестве второстепенных целей. Уничтожение американских авианосцев предотвращало возможность немедленной контратаки и, следовательно, обеспечивало безопасности самого японского авианосного флота. План Гэнды предусматривал использование всех трёх авианосных подразделения — то есть всех шести авианосцев флота, имевшихся в распоряжении. В качестве возможного места встречи для «мобильных сил» Гэнда предложил сначала остров Хоккайдо, как самый северный из главных японских островов, или остров Огасавара в 1000 км к югу от Токио. По его плану в течение двух недель флот смог бы оказаться в 200 морских милях (370 км) от Гавайев.
План Гэнды по комбинированной атаке с использованием торпедоносцев был отвергнут Ониси, который предположил, что в гавани будет установлена противоторпедная сеть. Ониси предложил Ямамото сценарий с использованием только пикирующих бомбардировщиков, но Ямамото счёл, что атака только пикирующими бомбардировщиками будет неэффективной: бомбардировщик Aichi D3A мог нести только одну 250-килограммовую бомбу. Ямамото настоял на идее Гэнды о комбинированной атаке, для которой предполагалось решить проблему с торпедами. Приняв данную концепцию, участники обсуждения приступили к разработке детального «Плана операции по внезапной атаке на Гавайи»: в разработке участвовали Ониси, начальник штаба 1-го воздушного флота Кусака Рюносукэ и сам Гэнда. Они также должны были спланировать необходимое снабжение кораблей и их точный маршрут к цели. Поскольку строительство двух новых авианосцев было близко к завершению, они также были включены в план атаки.

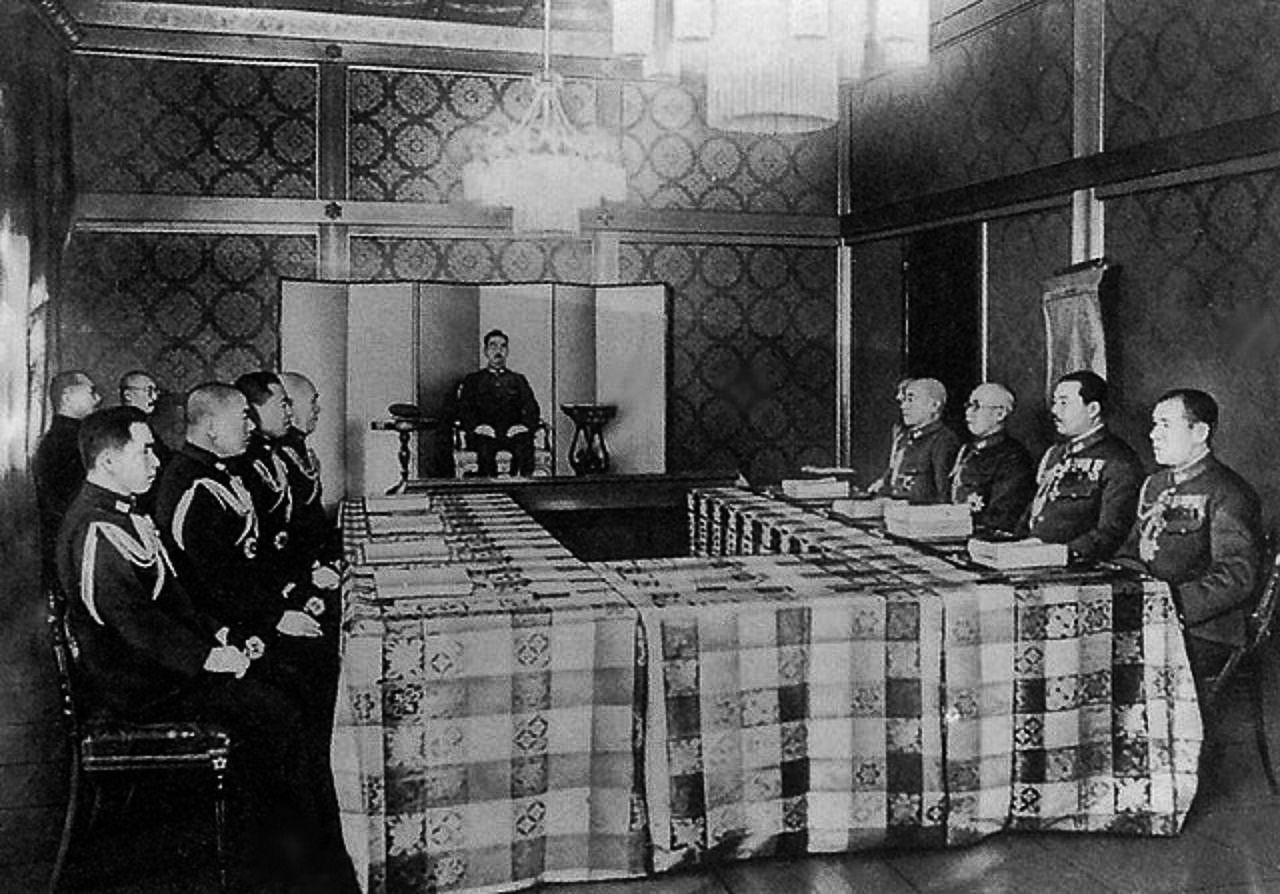
Собрание императорской ставки (1943)

### Критика и принятие плана
В августе 1941 года, после того как правительство США наложило эмбарго на Японскую империю, Ямамото продолжал работу над планом нападения на Гавайи. В этот период генеральный штаб японского флота под командованием адмирала Нагано Осами уточнил свои планы по скоординированному нападению в Азиатско-Тихоокеанском регионе на территории, контролировавшиеся США и Великобританией; штаб также получил от Ямамото первые предложения об «операции Гавайи». Тем не менее, после переговоров с капитаном Куросимой, штаб флота высказался против предложения Ямамото. Офицеры штаба полагали, что двухнедельный путь на Гавайи с высокой вероятностью лишит операцию внезапности, а кроме того — технические трудности с многократной дозаправкой кораблей в ходе такого путешествия казались непреодолимыми.
Технические трудности самого удара также были велики: горизонтальные бомбардировщики, сбрасывавшие бомбы с высоты около 2000 метров, крайне редко попадали точно в корабли. Кроме того, поскольку авиация времён Второй мировой войны не являлась всепогодной, плохая погода в день нападения делала его просто невозможным. Погодные условия вызвали проблемы у авиации и повлияли на то, что польские солдаты 1 сентября 1939 года успели взорвать важный мост у Диршау. Эвакуация британских войск из Дюнкерка также стала возможной во многом из-за бездействия люфтваффе, вызванного нелётной погодой. Аналогично, в ходе воздушной битвы за Британию, в период с 19 по 23 августа 1940 года из-за плохой погоды над Англией «царило затишье» — а первый ответный британский налёт на Берлин фактически сорвался по той же причине.

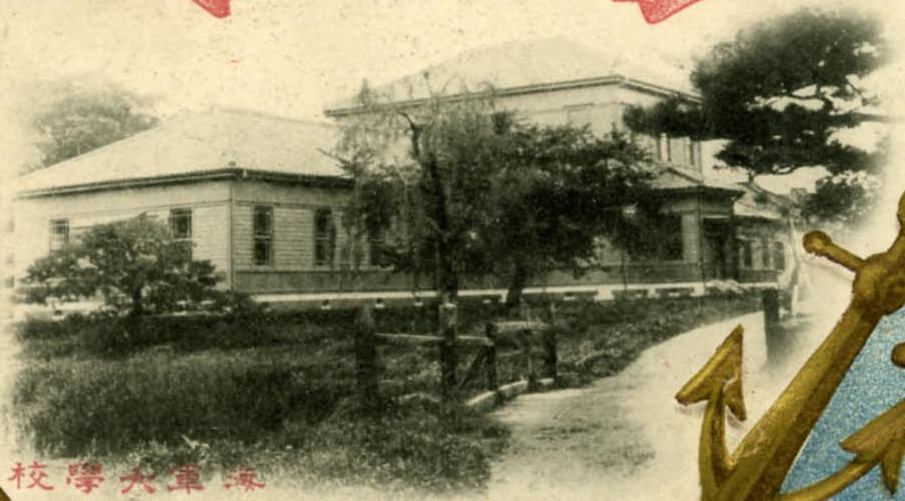
Здание Высшей военной академии Императорского флота в начале XX века

Ключевым же возражением против плана адмирала Ямамото было то, что авианосцы требовались для поддержки продвижения японской армии в Юго-Восточную Азию — и потому не могли быть использованы против Гавайских островов. В итоге, генеральный штаб пришёл к выводу, что план Ямамото был малореалистичным. Несмотря на отказ командования, Ямамото продолжил придерживался своей идеи: в сентябре штаб Объединённого флота провёл в помещениях Высшей военной академии Императорского флота командно-штабные учения на случай войны на Тихом океане. Учения включали в себя и проработку нападения на Гавайи, проходившего в особо охранявшемся отдельном помещении. Результаты учений были представлены в штаб ВМФ. В ходе двух раундов учений Кидо Бутай в составе четырёх авианосцев «подошёл» к гавайскому острову Оаху с севера. Использование 360 самолётов позволило «потопить» четыре американских линкора, два авианосца и три крейсера, а также — нанести тяжёлые повреждения одному линкору, одному авианосцу и трём крейсерам; к концу игры было уничтожено 180 американских самолётов. Японские силы потеряли один авианосец и 217 самолётов.
Ямамото после учений стал предлагать использование всех шести японских авианосцев. Видя сопротивление штаба ВМФ, Ониси и Кусака предложили компромиссное решение — использовать три авианосца, имевшие дальность хода в 10 000 морских миль и способных достичь пункта назначения без пополнения топлива. Остальные авианосцы должны были использоваться для кампании в Юго-Восточной Азии. Ямамото полагал, что использование трёх авианесущих кораблей, способных поднять в воздух только 226 самолётов, было недостаточно для обеспечения решительного успеха: он потребовал не менее 350 бомбардировщиков и истребителей. Дополнительные расчёты, проведённые в октябре 1941 года показали, что Императорский флот потеряет около половины техники (кораблей и самолётов) при атаке на Перл-Харбор, однако Ямамото продолжил настаивать на использовании всех имевшихся сил. В ходе учений, ни на одном из их этапов высадка на Гавайских островах не обсуждалась.

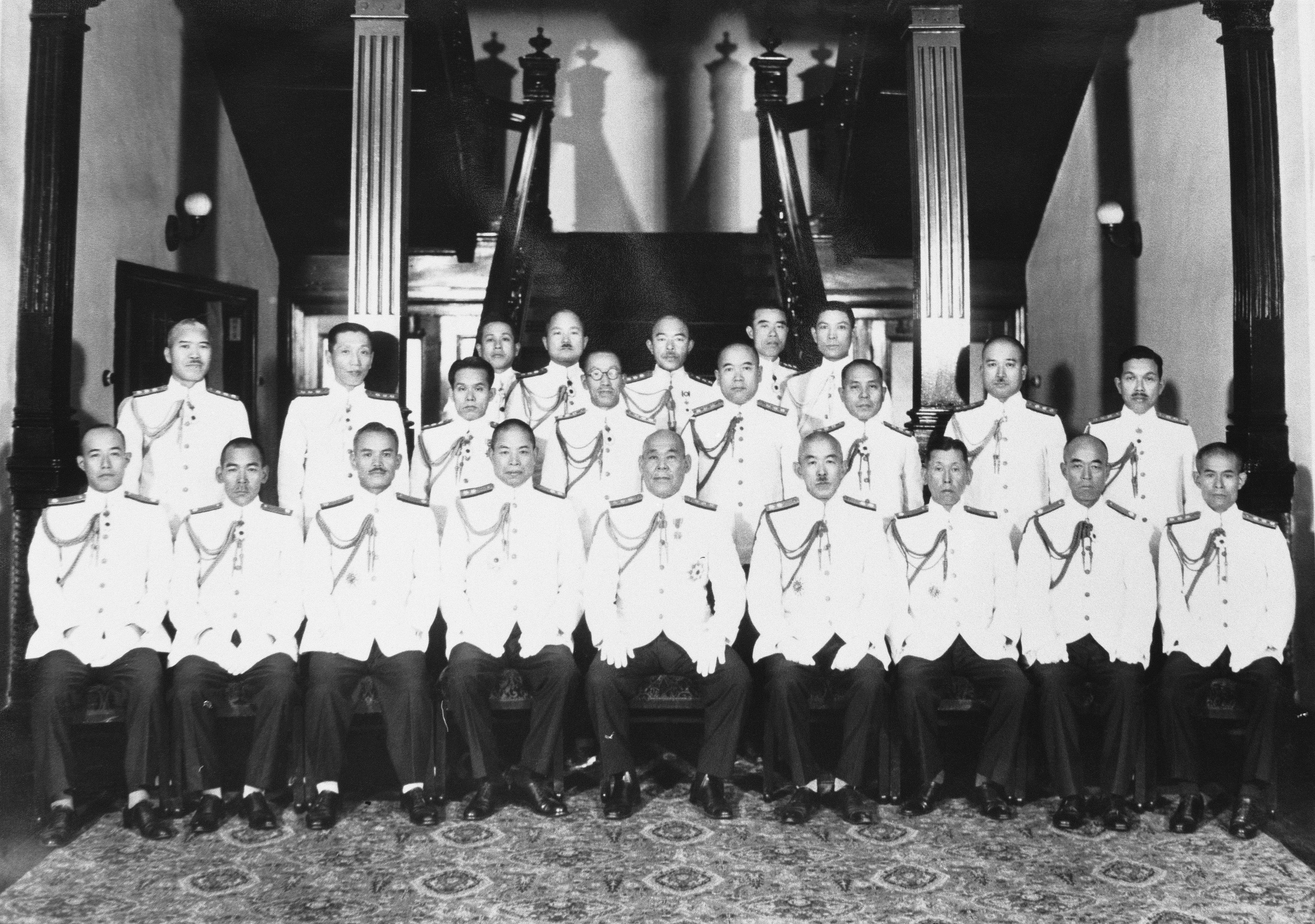
Командование японского флота (ранее 1943)

Всего через несколько часов после созыва нового правительственного кабинета Тодзио Хидэки, 19 октября, Курасима снова встретился с главой первого отдела генерального штаба ВМФ Фукудомэ Сигэру, который отвечал за военные операции и военную стратегию. Между офицерами разразился «жаркий спор»: Курасима настаивал на проведении полноценной «Гавайской операции», а Фукудомэ категорически возражал против данного проекта. Не сумев переубедить своего оппонента, Куросима потребовал встречи с заместителем начальника штаба ВМФ, контр-адмиралом Ито Сэйити, близким знакомым Ямамото. Куросима сообщил ему об угрозе Ямамото уйти в отставку в случае, если требования адмирала не будут выполнены. Ито, в свою очередь, сообщил об угрозе Нагано, который — опасаясь потерять своего командующего незадолго до начала боевых действий — согласился на операцию. Условием согласия было то, что Ямамото «будет нести за это полную ответственность». После этого был утвержден единый «Оперативный план Императорского флота» (Imperial Navy Operation Plan), включавший в себя и операцию на Гавайях.
После того как Ямамото — используя ту же тактику угрозы собственной отставки, что и германский генерал Эрих Людендорф во время Первой мировой войны — добился своей цели, на объединённой конференции от 15 ноября 1941 года военные и политические деятели Японской империи приняли решение о военном плане страны. План был согласован десятью днями ранее на императорской конференции: 4 ноября Нагано лично представил план «Гавайской операции» императору. В случае неудачи переговоров в Вашингтоне, проект предполагал завоевание значительной части Азиатско-Тихоокеанского региона в течение первых пяти месяцев. Вторая фаза предполагала «защиту оккупированных территорий», простиравшихся от Бирмы до архипелага Бисмарка, и обеспечение безопасности транспортировки природных ресурсов в метрополию. Затем, посредством войны на истощение, Японская империя предполагала вынудить США начать переговоры о мире.

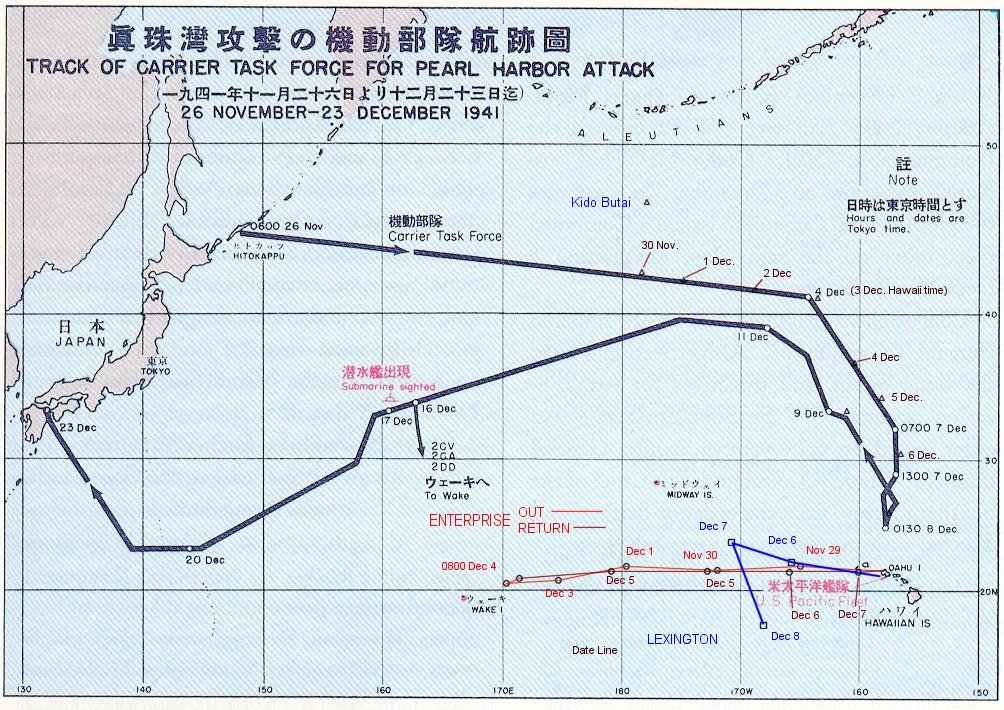
Маршрут Кидо Бутай в Тихом океане

### Детальный план атаки
После того, как генеральный штаб ВМФ Японии согласился на операцию «Гавайи», Первый воздушный флот приступил к разработке детального проекта нападения. Первым вопросом стал маршрут следования крупной авианосной группы: с точки зрения погоды, наиболее удобным маршрутом для Кидо Бутай был путь через Маршалловы острова, которые японские власти постепенно заселяли своими колонистами. Однако, здесь существовала значительная опасность быть обнаруженными американскими патрульными катерами или многочисленными торговыми судами. В конечном итоге был выбран иной маршрут: он проходил через северную часть Тихого океана, где погода была значительно хуже — но который, в то же время, находился далеко от обычных судоходных и патрульных маршрутов. После сбора в бухте Танкан на Курильских островах, флот должен был выйти в море и за четыре дня до атаки прийти в полную боевую готовность. За день до атаки корабли должны были прибыть на пересечение 33° северной широты и 157° западной долготы. Утром в день атаки авианосцы должны были выйти на позицию в 200 морских милях (370 км) к северу от Перл-Харбора: японская разведка сообщала, что воздушные патрули американского флота вылетали с Оаху на юг.
Остров Оаху был разделён на пять зон атаки. Первая зона состояла из территории между военно-морской верфью и островом Форд, занимавшем большую часть пространства в центре гавани. Вторая зона включала в себя район к северо-западу от острова Форд; тремя оставшимися зонами были более мелкие бухты Уэст-Лох, Мидл-Лох и Ист-Лох. Первая зона была, в свою очередь, разделена на (i) зону доков к северо-западу от военно-морской верфи — здесь находились линкоры — (ii) район гавани — где стояли другие корабли — (iii) портовые сооружения и (iv) оставшуюся территорию. Первая зона была основной целью всей атаки. Пилоты 1-й и 2-й авианосных дивизий должны были атаковать именно в центральном районе, поскольку они были наиболее опытными из всех японских лётчиков. Наименее опытные пилоты из 5-й авианосной дивизии должны были атаковать аэродромы и наземные объекты.

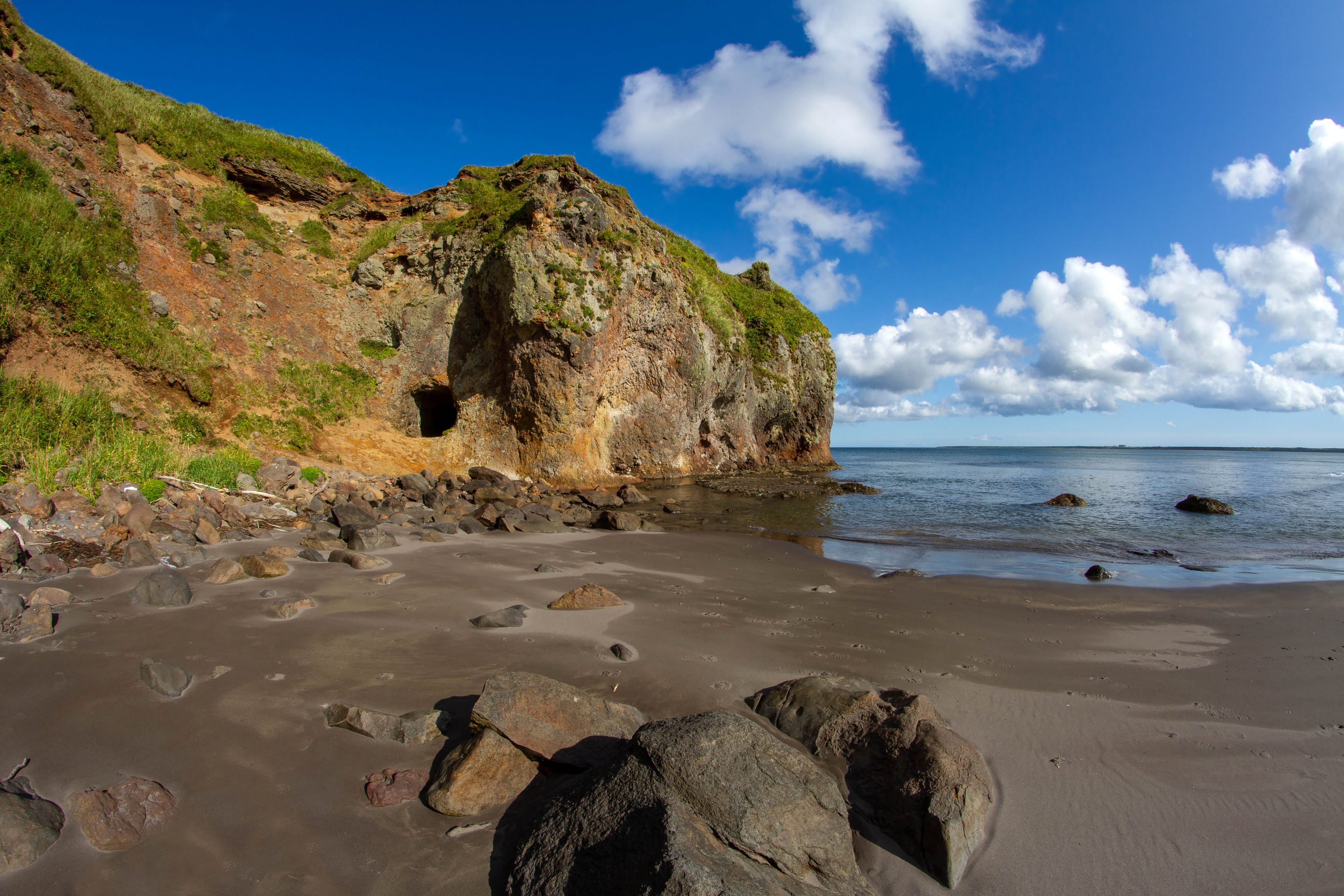
Залив Танкан на острове Итуруп (2019)

Разделение на две волны, с полуторачасовым интервалом между ними, было связано с настоянием Гэнды — который понимал невозможность сформировать в воздухе единую эскадрилью из трёх сотен самолётов. В первой версии плана, после запуска самолётов авианосцы должны были повернуть на север и двигаться со скоростью 20 узлов до точки в 300 морских милях (550 км) к северу от Пёрл-Харбора, что позволило бы им максимально быстро выйти из зоны ответного удара американцев. Гэнда категорически противился такому развороту, поскольку он исключал возможность для повреждённых японских самолётов вернуться на свои корабли. План, основанный на таком отходе, мог также отрицательно сказаться и на моральном состоянии лётчиков.
Возражения Гэнды были приняты во внимание: по новому плану Кидо Бутай продолжал движение на юг после запуска первой ударной волны, что позволило запустить вторую волну с расстояния в те же 200 миль — и только потом флот поворачивал на север. Такой план, с одной стороны, подвергал большему риску корабли, но, с другой стороны, облегчал задачу для самолётов. После удара «Мобильные силы» должны были пройти атолл Мидуэй на расстоянии в 800 миль и вернуться во внутренние воды Японии. Два авианосца предполагалось выделить для атаки Мидуэя на обратном пути, если флот имел бы такую возможность. Если флоту будет нанесён серьёзный урон, он должен был отступить на мандатную территорию Маршалловых островов, закрытую для посещения любыми иностранными судами.
Для заправки авианосцев и эсминцев флот сопровождали 7 танкеров по 10 000 тонн каждый: если флот в связи с погодными условиями не мог быть дозаправлен в открытом море, на авианосцах были размещены 3500 металлических бочек по 200 литров горючего и 40 000 канистр по 18 литров. Для размещения огнеопасных ёмкостей по всему кораблю министерство флота формально согласилось временно отменить свои противопожарные инструкции. Первоначально предполагалось, что самолёты взлетят ночью. Когда в ходе манёвров выяснилось, что взлёт в темноте затруднял разделение самолётов на эскадрильи, взлёт первой волны был запланирован на час до восхода солнца. Пилот Футида Мицуо, имевший за свои характерные усы прозвище «Гитлер», был выбран в качестве командира первой волны.

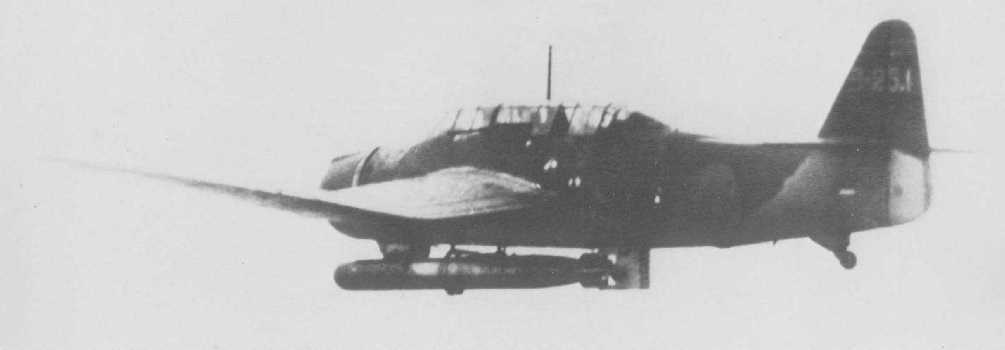
Торпеда Model II на подвеске Aichi B7A (1940-е)

### Тренировки
С сентября 1941 года японские пилоты проходили подготовку к атаке на Пёрл-Харбор: для этого использовались базы ВМС на острове Кюсю. Базы были выбраны по причине ландшафтного сходства с Гавайями и малой глубиной местной гавани — также 12 метров. Вскоре пилоты торпедоносцев столкнулись с предсказанной проблемой: торпеда Model II после сброса опускалась на глубину в 20 метров и взрывалась при столкновении со дном мелководной гавани. Проблема была решена снижением высоты сброса, уточнения угла входа торпеды в воду (18,5±1,5°) и установкой на торпеды специально сконструированных деревянных «оперений». Жители соседнего города были очень удивлены, наблюдая, как японские самолёты пролетают в сторону залива, едва не задевая крыши их домов — а проститутки из местного квартала «красных фонарей» обратили внимание на необычное возбуждение тренировавшихся пилотов[значимость факта?].
К 17 ноября компания «Мицубиси» из города Нагасаки смогла в крайне сжатые сроки произвести достаточное количество модифицированных торпед. Вместе с тем, японские адмиралы понимали, что в мелкой гавайской гавани корабли США будут посажены на дно, а не потоплены: корабли можно будет поднять и, в случае затяжной войны, отремонтировать. Они также понимали, что большинство членов экипажей могли выжить при атаке на корабли в порту.

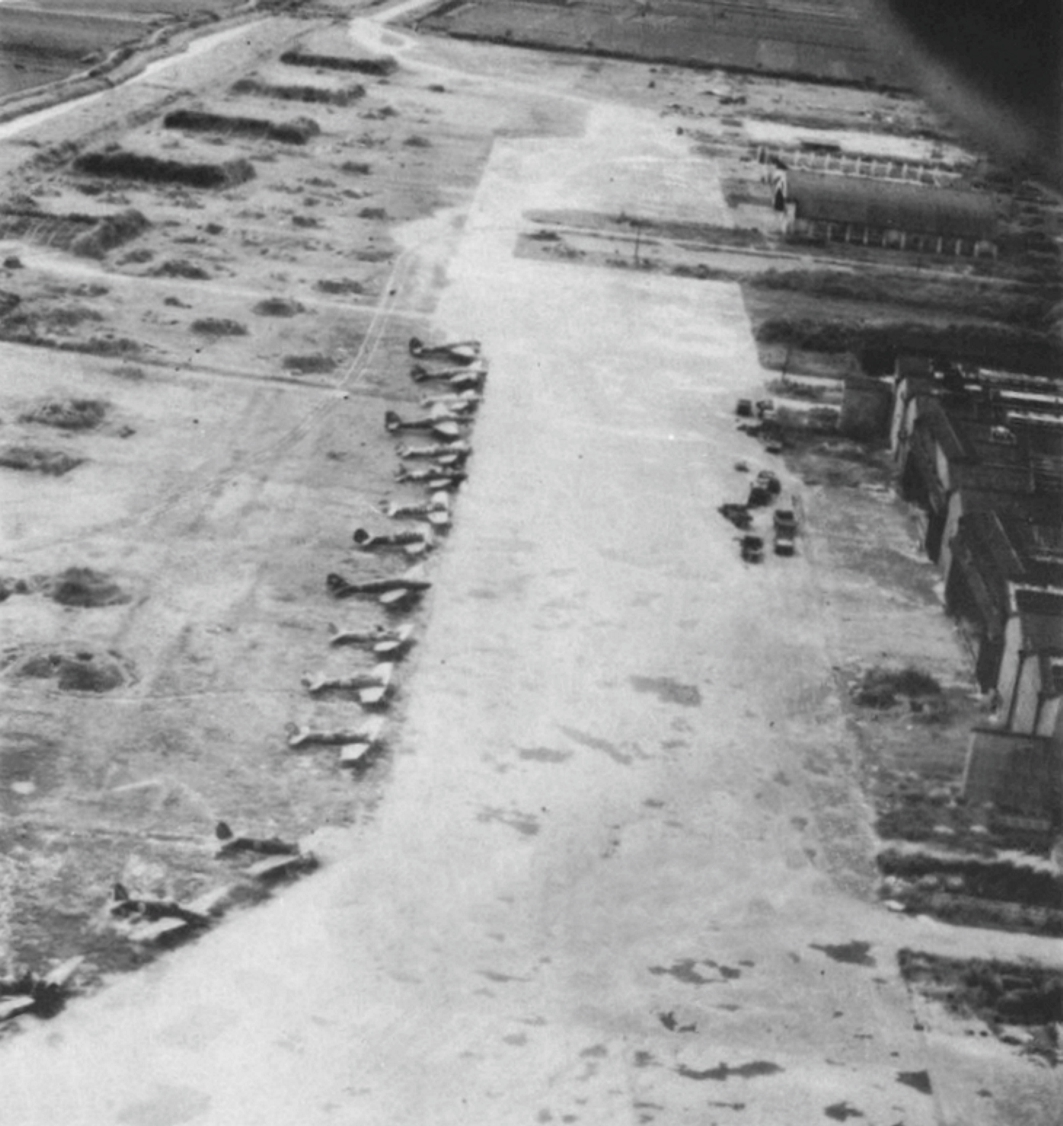
База Йокосука (август 1945)

Первые опыты по атаке боевых кораблей горизонтальными бомбардировщиками начались весной 1941 года. В конце сентября Императорский флот провёл эксперименты со специальными бомбами, представлявшими собой модифицированные 16-дюймовые снаряды. Специальный авиакорпус провёл десятидневные пробные сбросы на авиаполе у базы в Йокосуке, недалеко от города Касумигаура — не добившись ни одного попадания в цель. К 10 октября учения были расширены, а 23 числа на базе прошла лекция о боевых действиях в Европе: Футиду особенно интересовало нападение на Таранто. Изменив тип формации эскадрильи, снизив высоту сбросу до 3000 метров и усилив интенсивность тренировок, японские пилоты в итоге добились 70 % попаданий в цель.
В июле военно-морской атташе США в Токио, капитан Генри Смит-Хаттон (Henri H. Smith-Hutton, 1901—1977), сообщил своему правительству, что японский флот готовит манёвры на западном побережье острова Кюсю, в море Ариаке. Атташе знал, что в ходе учений японский ВМФ осуществлял воздушные атаки на крупные военные корабли. Но в тот момент в Вашингтоне не знали ни об операции «Гавайи», ни о скором вступления Японии в войну.

### Выход в море
В среду 26 ноября 1941 года «Мобильные силы» японского ВМФ покинули залив Хитокаппу на курильском острове Итуруп. Это произошло в 06:00 по местному времени: на Гавайях было 25 ноября 10:30, а в Вашингтоне — 16:00. Якорная цепь флагмана «Акаги» застряла, что задержало выход в море всей эскадры на полчаса — и вызвало заметное неудовольствие у суеверных людей, бывших на борту Кидо Бутай. Последними бухту покинули танкеры.
Все мы должны быть готовы к необычайному сопротивлению американцев… Япония за свою историю сталкивалась со многими достойными противниками — монголами, китайцами, русскими, — но в этой операции мы встретим самого сильного и самого изобретательного противника из всех.— из речи адмирала Ямамото, 17 ноября 1941 года

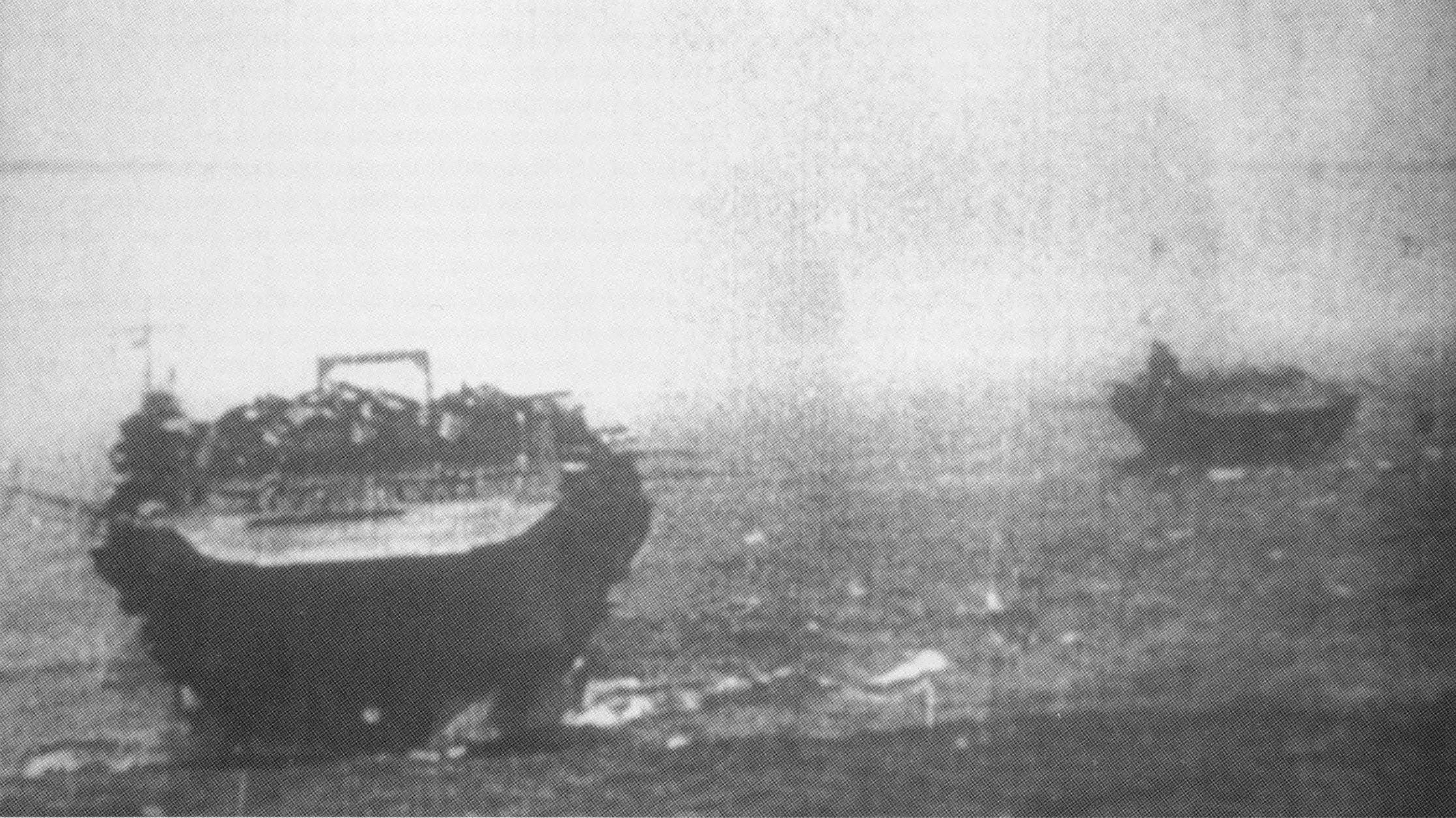
Японские «Мобильные силы» на пути в Перл-Харбор (ноябрь 1941)

29 ноября глава департамента Фукудомэ отправил Кидо Бутай — уже находившемуся в северной части Тихого океана — сообщение, что «нет надежды на японо-американские переговоры». Командующий Нагумо сделал вывод, что война была неизбежна. Технически Токио ещё мог отозвать свои силы, поскольку — несмотря на строжайший режим радиомолчания, соблюдавшийся на протяжении всего перехода — Кидо Бутай принимал сигналы из штаба флота. 1 декабря по токийскому времени Кидо Бутай вошёл в Западное полушарие. Несмотря на штормовую погоду, корабли регулярно дозаправлялись в открытом море. Уже в море техники на авианосцах продолжали прикреплять к самолётам новые торпеды, поскольку не успели сделать это во время стоянки на Курилах. Только что поставленные истребители «Зеро», 21 штука, также нуждались в модификации. 2 декабря с линкора «Нагато» Мобильные силы получили приказ «Взойдите на гору Ниитака 1208», что означало атаку 8 декабря по японскому времени — 7 декабря по гавайскому.

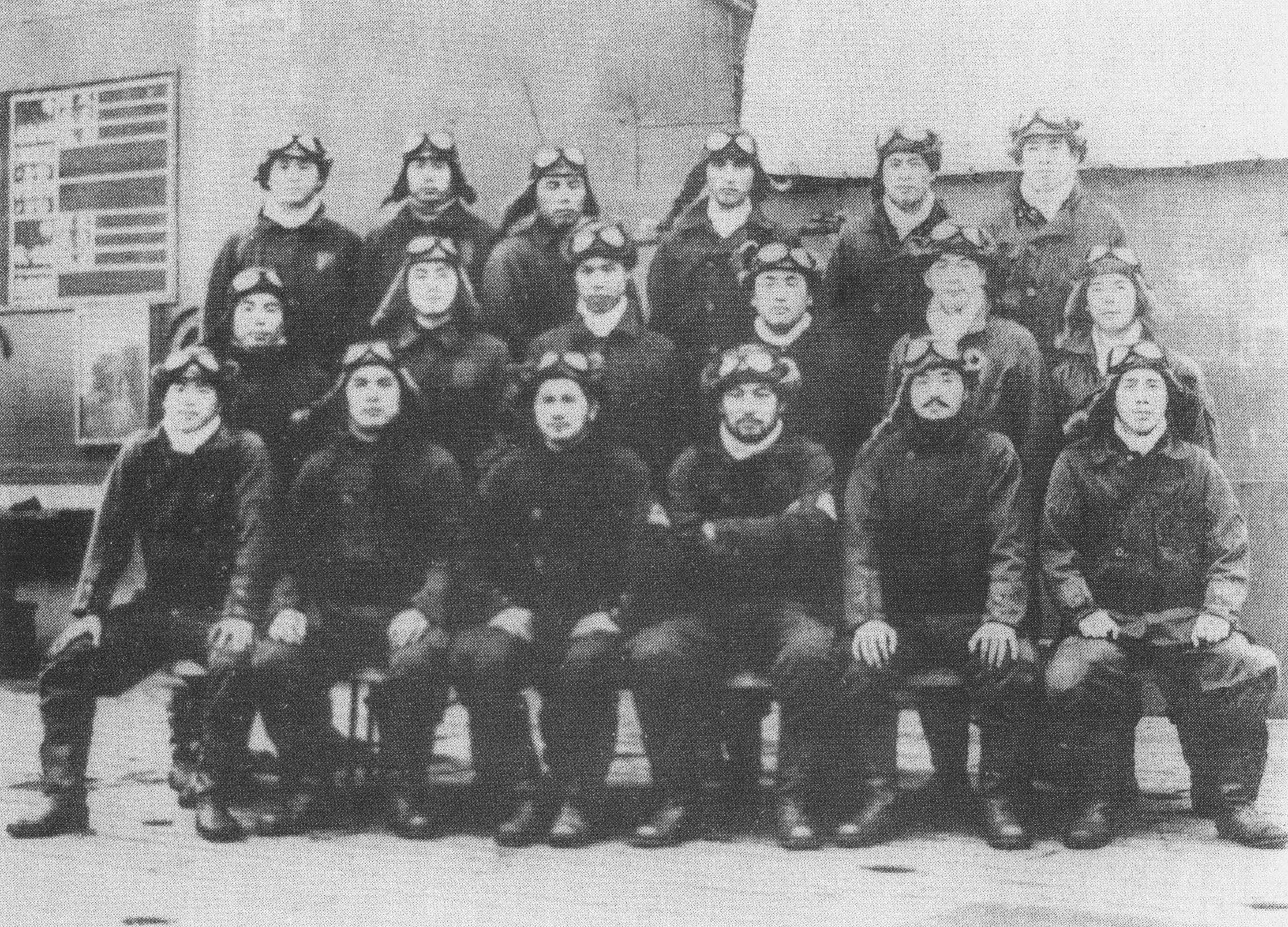
Пилоты «Дзуйкаку» перед атакой (6 декабря 1941)

3 декабря шторм сделал невозможной дозаправку кораблей и унёс за борт старшину с авианосца «Кага». На следующий день Кидо Бутай повернул на юг, в сторону Гавайских островов, а ещё через день, находясь в зоне плохой видимости, столкнулся с неизвестным торговым судном, которое не передало никаких радиосигналов. На следующий день на кораблях были вывешены плакаты с сообщением от самого Ямамото: «От этой кампании зависит судьба Империи. Каждый из вас должен сделать всё возможное!» В мае 1905 года, перед Цусимским сражением, японский броненосец «Микаса» поднял сигнальный флаг «Z» — в декабре 1941 года японские моряки подняли тот же флаг на мачте авианосца «Акаги». После этого боевые корабли Кидо Бутай увеличили скорость и отделились от судов снабжения.

### Разведка на Гавайях
С сентября 1938 года граждане нацистской Германии Бернхард Юлиус Отто Кюн, предположительно бывший военно-морским офицером в годы Первой мировой войны, и его жена Рут собирали для генерального консульства Японии на Гаваях информацию об американском флоте. Японские спецслужбы передали семье Кюн в сумме около 70 000 долларов США: так, 25 октября 1941 года Бернхард Кюн получил конверт с 14 000 долларов.

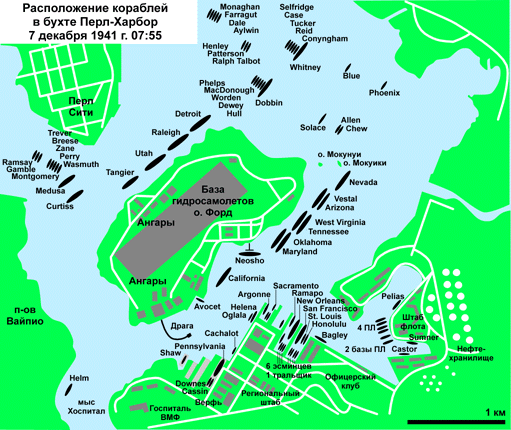
Расположение кораблей в бухте Перл-Харбор

С 1941 года генеральный штаб японского флота использовал также и своих специалистов для разведки: в марте лейтенант Ёсикава Такэо был отправлен на Гавайи под именем «Моримура Тадаси», где он выдавал себя за гавайского японца. Японский консул в Гонолулу Кита Нагао отправлял шифровки о состоянии дел на Гавайях в министерство иностранных дел в Токио, которое затем передавало информацию в штаб флота. Основная задача заключалась в сборе сведений о позиции Тихоокеанского флота, передвижениях его кораблей, а также — об аэродромах, системе обороны и передвижениях войск.
Восемь линкоров попарно пришвартованы в зоне „A“, два авианосца в зоне „B“, десять тяжёлых и три легких крейсера, а также — семнадцать эсминцев стоят на якоре в зоне „C“.— из сообщения Ёсикавы, 6 декабря 1941
12 мая агент Ёсикава отправил свой первый доклад со списком кораблей Тихоокеанского флота. Затем он отправлял отчёты 10-го числа каждого месяца. 15 ноября он получил из Токио приказ докладывать дважды в неделю, а 2 декабря министерство иностранных дел приказало консульству в Гонолулу присылать ежедневные отчёты о ситуации. В период с 12 мая по 6 декабря в японскую столицу было отправлено в общей сложности 177 сообщений: все они были получены Ямамото. Адмирал и его коллеги заметили, что американские корабли, как правило, уходили на манёвры в течение недели — и возвращались в Перл-Харбор на выходные. В результате, японские офицеры смогли определить лучший день для внезапной атаки — им стало воскресенье, 7 декабря 1941 года. В сообщениях из Гонолулу также указывалось, что американские линкоры не были защищены противоторпедной сетью. Ожидая, что в ближайшем будущем сеть всё же будет установлена, на военно-морской базе в Йокосуке были начаты «лихорадочные и безуспешные» работы по разработке специальной торпеды, способной пробить такую сеть.

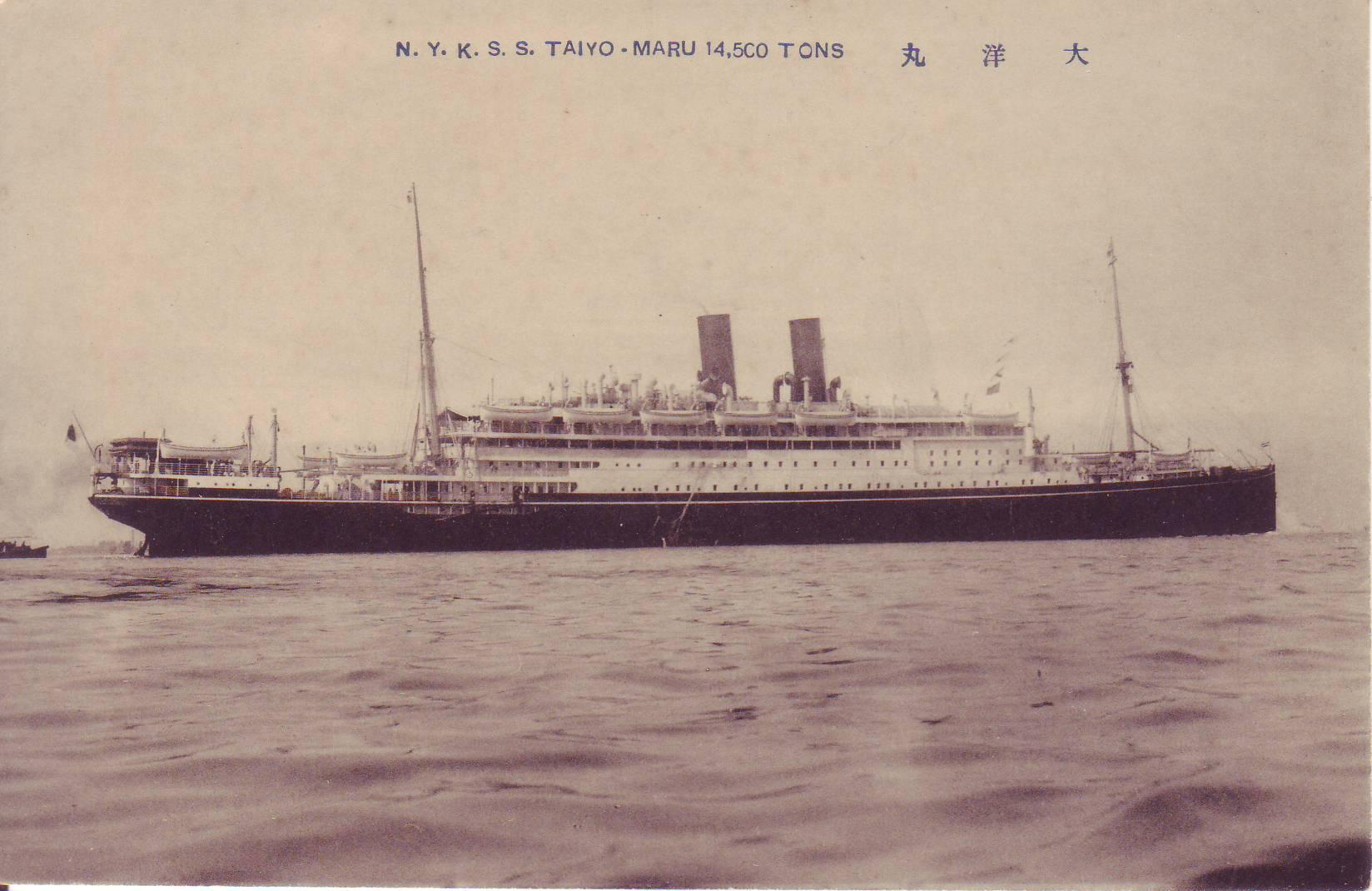
Судно «Тайё Мару» в 1920-е

Чтобы спланировать маршрут Кидо Бутай в северной части Тихого океана, три офицера-разведчика — Маэдзима, Мацуо и Судзуки — были отправлены на Гавайи. Имея на руках гражданские документы, они совершили путешествие на пассажирском судне «Тайё Мару», принадлежавшем компании Nippon Yusen Kaisha (NYK). Судно отплыло из города Йокогама 22 октября, неся на своём борту как японцев, так и американцев, работавших в Японии. Во время плавания по планировавшемуся маршруту Кидо Бутай, офицеры делали записи о погоде, о встреченных кораблях и самолётах, а также — о возможностях по дозаправке в море.
После того как судно прибыло на Гавайи, все три офицера встретились с японским консулом, который отправил через них свои доклады в Токио. Офицеры также получили дополнительную информацию от местных жителей японского происхождения. В результате, в планах нападения было уточнено, что американские линкоры стояли в два ряда в так называемом «линкорном ряду» (англ. Battleship Row), а глубоководная стоянка в Лахайне на северо-западе острова Мауи более не использовалась флотом США. Несмотря на то, что и ФБР, и таможенная служба, и армейская разведка наблюдали за «Тайё Мару», контакты между консульством и агентами с борта лайнера не привлекли внимания американских властей.

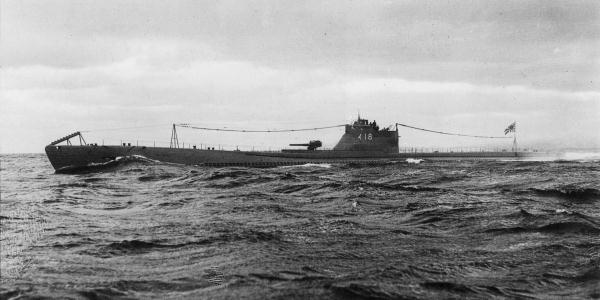
Подлодка I-18 на испытаниях в январе 1941

Вечером 5 ноября «Тайё Мару» отплыл с 8-го пирса в Гонолулу. После возвращения в Токио, 17 ноября, офицеров-разведчиков вызвали в штаб ВМФ, чтобы они лично доложили о своей деятельности. Затем офицер Судзуки стал членом команды линейного крейсера «Хиэй», входившего в «мобильные силы». Офицер Мацуо стал членом команды подводной лодки I-22, которая также отправилась на Гавайи.
Последняя информация, полученная непосредственно перед началом атаки на Перл-Харбор, исходила от Ёсикавы: 6 декабря он сообщил, что Тихоокеанский флот США не был готов к войне и не принял никаких конкретных мер защиты — в частности, над базой не были установлены заградительные аэростаты. В своём сообщении Ёсикава перепутал учебный корабль «Юта» с авианосцем «Энтерпрайз»; он также ошибочно сообщил, что видел в гавани ещё один авианосец, вероятно «Лексингтон». Днём 6 декабря, в своей последней телеграмме за номером 254, Ёсикава снова сообщил, что видел два авианосца. Однако за шесть часов до атаки Ёсикава всё же доложил в Токио, что американских авианосцев не было в гавани — Кидо Бутай получил эту ключевую информацию за три часа до старта первой волны. Лётчик Футида позднее писал, что он и его подчинённые утром 7 декабря знали, что на Гаваях не было американских авианосцев — но они всё же надеялись, что разведданные окажутся ошибочными.

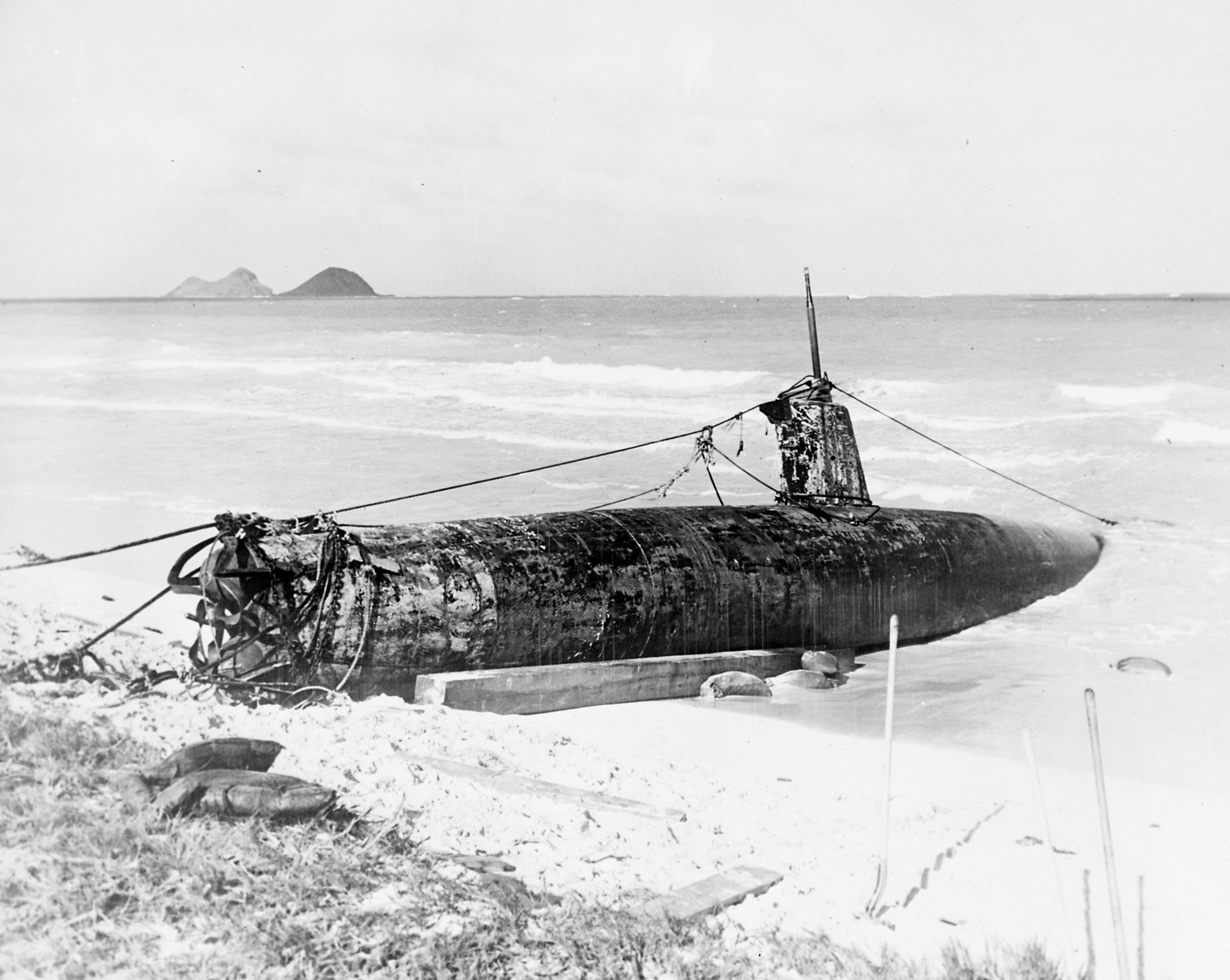
Сверхмалая подводная лодка «Ко-хётэки» на берегу острова Оаху (7 декабря 1941)

### Мини-подлодки: первый контакт
В середине ноября 1941 года командующий 6-м флотом вице-адмирал Симидзу Мицуми зачитал экипажам подводных лодок приказ генерального штаба японского ВМФ о подготовке к войне с США. К тому моменту во флоте было создано специальное подразделение из десяти человек — Третья эскадра подводных лодок под командованием лейтенанта Ивасы Наодзи — управлявших сверхмалыми подводными лодками класса «Ко-хётэки» (тип A). Двухместные подлодки, вооружённые двумя 450-миллиметровыми торпедами, развивали рекордную для того времени скорость в 24 узла. План их использования предполагал возможность, что подводники должны были врезаться в крупные вражеские корабли — то есть, выполнять роль камикадзе.
Что бы ни случилось со мной — если я уйду, это будет на службе моей страны. Невозможно передать словами, насколько я благодарен за привилегию бороться за мир и справедливость.— из прощального письма офицера-подводника Сакамаки, 16 ноября 1941
С июня 1941 года подводники, включая лейтенанта Сакамаки Кадзуо, проводили тренировки, а в конце лета им сказали, что их возможными целями будут британские базы в Гонконге и Сингапуре, а также — американские порты Сан-Франциско и Перл-Харбор. Манёвры на северном побережье острова Сикоку включали в себя вход в гавань через узкий канал, имитировавший ситуацию в Пёрл-Бэй на Оаху. Носителями сверхмалых подлодок были обычные подлодки I-16, I-18, I-20, I-22 и I-24. План предполагал, что после атаки лодки-носители подберут экипажи сверхмалых подлодок, а сами миниподлодки будут затоплены к югу от гавайского острова Ланаи.

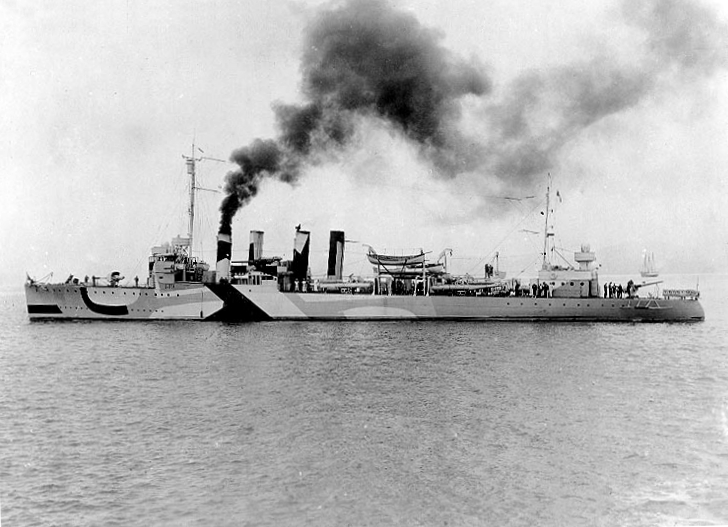
Эсминец «Уорд» в 1918 году

5 декабря подводная эскадра лодок-носителей без обнаружения вошла в гавайские воды. Незадолго до 4:00, в ночь с 6 на 7 декабря, командир эсминца «Уорд» лейтенант Уильям Аутербридж (Аутбридж) получил радиосигнал с тральщиков USS Condor и USS Crossbill, патрулировавших вход в гавань Пёрл-Харбор: тральщики сообщали, что заметили перископ неизвестной подводной лодки. Аутербридж привел свою команду в состояние боевой готовности и безуспешно просканировал указанный район с помощью эхолота. Аутербридж прекратил свои поиски около 4:30, а ещё через полчаса Condor и Crossbill вернулись на свои якорные стоянки в Пёрл-Харборе. Чтобы пропустить корабли часть противолодочной сети, размещённой поперек гавани, была поднята — сеть оставалась открытой до 8:40.

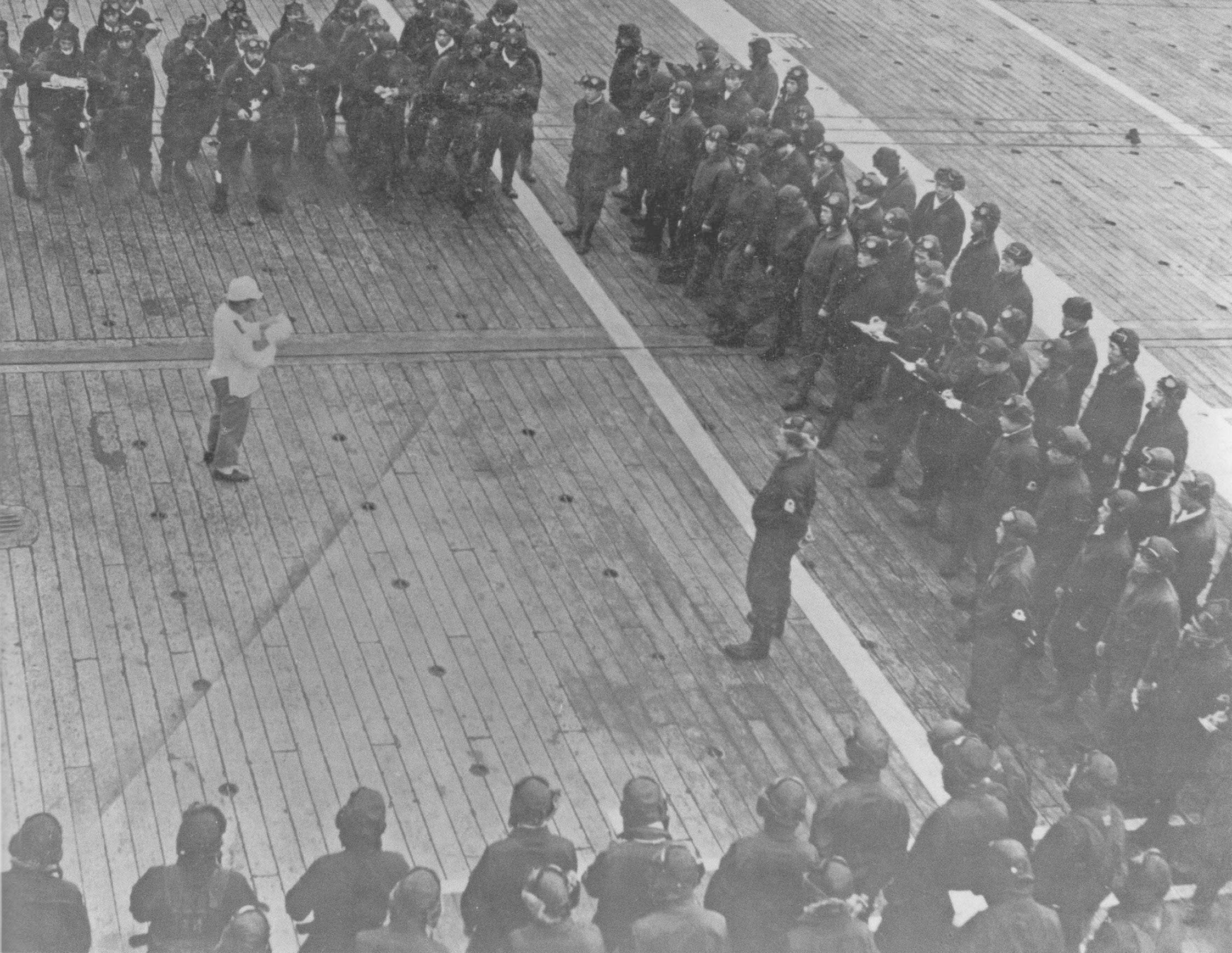
Инструктаж на борту авианосца «Дзуйкаку» (1942)

Около 6:30 эсминец «Уорд» получил новое сообщение: самолёт-разведчик и судно технического обслуживания «Антарес» заметили подлодку, которая, как им показалось, пыталась незаметно войти в гавань, следуя за «Антаресом». К моменту прибытия «Уорда» самолёт-разведчик уже преследовал одну из сверхмалых подводных лодок. Около 6:45 эсминец начал сбрасывать глубинные бомбы, пока на поверхность не поднялось нефтяное пятно — что свидетельствовало о поражении цели. В 6:53 Аутербридж сообщил на военно-морскую базу Перл-Харбор, что у входа в гавань им была потоплена подводная лодка противника.
Адмирал Киммел не получил информацию о данном инциденте до 7:30. Его офицеры не поверили сообщению Аутербриджа, поскольку аналогичные сообщения поступали и ранее, но всегда оказывались ложными. Информация об инциденте вызывала сомнения и у исследователей атаки на Перл-Харбор — спустя десятилетия после войны многие историки считали тревогу ложной. После того как в 2002 году исследовательская группа обнаружила обломки сверхмалой подводной лодки в нескольких километрах от места, указанного Аутербриджем, его рассказ подтвердился. Первое японо-американское боевое столкновение войны на Тихом океане произошло не в воздухе, а на море — оно закончилось гибелью двух японских моряков.

## Атака
Атака на Перл-Харбор состояла из двух авиационных налётов, в которой участвовало, в сумме, 350—353 японских самолёта. Остальные истребители, как и предполагалось по плану, остались прикрывать шесть авианосцев и сопровождавшие их корабли.
| Тип                              | Американское название | Скорость, км/ч | Дальность полёта, км | Вооружение | Экипаж | Назначение                            |
| -------------------------------- | --------------------- | -------------- | -------------------- | --- | ------ | ------------------------------------- |
| Айти D3A1, тип 99                | Вэл (Val)             | 450            | 1400                 | 250-кг бомба под фюзеляжем, две 60-кг бомбы под крыльями, два 7,7 мм пулемёта, один оборонительный 7,7 мм пулемёт | 2      | пикирующий бомбардировщик             |
| Мицубиси A6M2, модель 11         | Зеро (Zero)           | 533            | 1870                 | по две 20-мм пушки и 7,7 мм пулемёта, две 60-кг бомбы под крыльями                                                | 1      | истребитель                           |
| Накадзима B5N2, тип 97 модель 12 | Кейт (Kate)           | 360            | 1100                 | 457-мм торпеда или более 500 кг бомб или 800 кг бомба, один оборонительный 7,7 мм пулемёт                         | 2—3    | торпедоносец, высотный бомбардировщик |

### Первая волна
В предрассветных сумерках, около 5:30 7 декабря 1941 года, японские тяжёлые крейсеры «Тонэ» и «Тикума», входившие в состав Кидо Бутай, отправили каждый по одному разведывательному самолёту на Гавайи. Японские пилоты-разведчики понимали, что американские силы обнаружат их, поэтому время между разведкой и ударом было предельно сокращено — до технического минимума в 30 минут, необходимых для передачи сообщения между самолётами и кораблями. Первый самолёт-разведчик отправился осматривать бухту Перл-Харбор, а второй — глубоководную якорную стоянку Лахайна на Мауи. Командованию японских сил была необходима детальная информация о местонахождении американского флота и состоянии оборонительных сооружений, а также — об облачности и направлении ветра. Командующий Нагумо предпочёл не использовать подводные лодки для разведки, опасаясь их обнаружения.

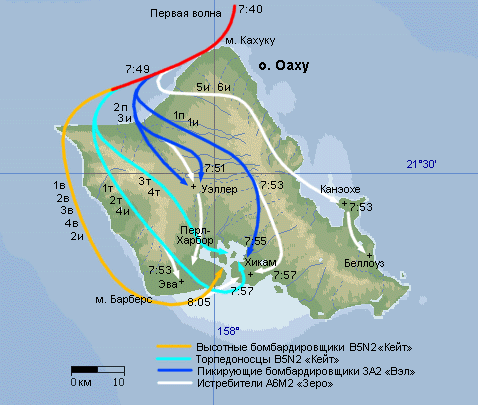
Оаху: схема первой волны авиаудара

#### Взлёт и обнаружение радаром
Со всех шести авианосцев взлетели в сумме 183 самолёта первой волны: два самолёта не смогли присоединить к группе, поскольку один разбился при взлёте (пилот был спасён), а у второго был повреждён двигатель и он остался стоять на палубе. Около 6:30 истребители и бомбардировщики во главе с Футидой выстроились в V-образный строй, начав полёт в 230 морских миль (426 км) к Гавайям. Часть истребителей, три десятка машин, осталась прикрывать авианосцы от предполагавшегося ответного удара американской авиации.

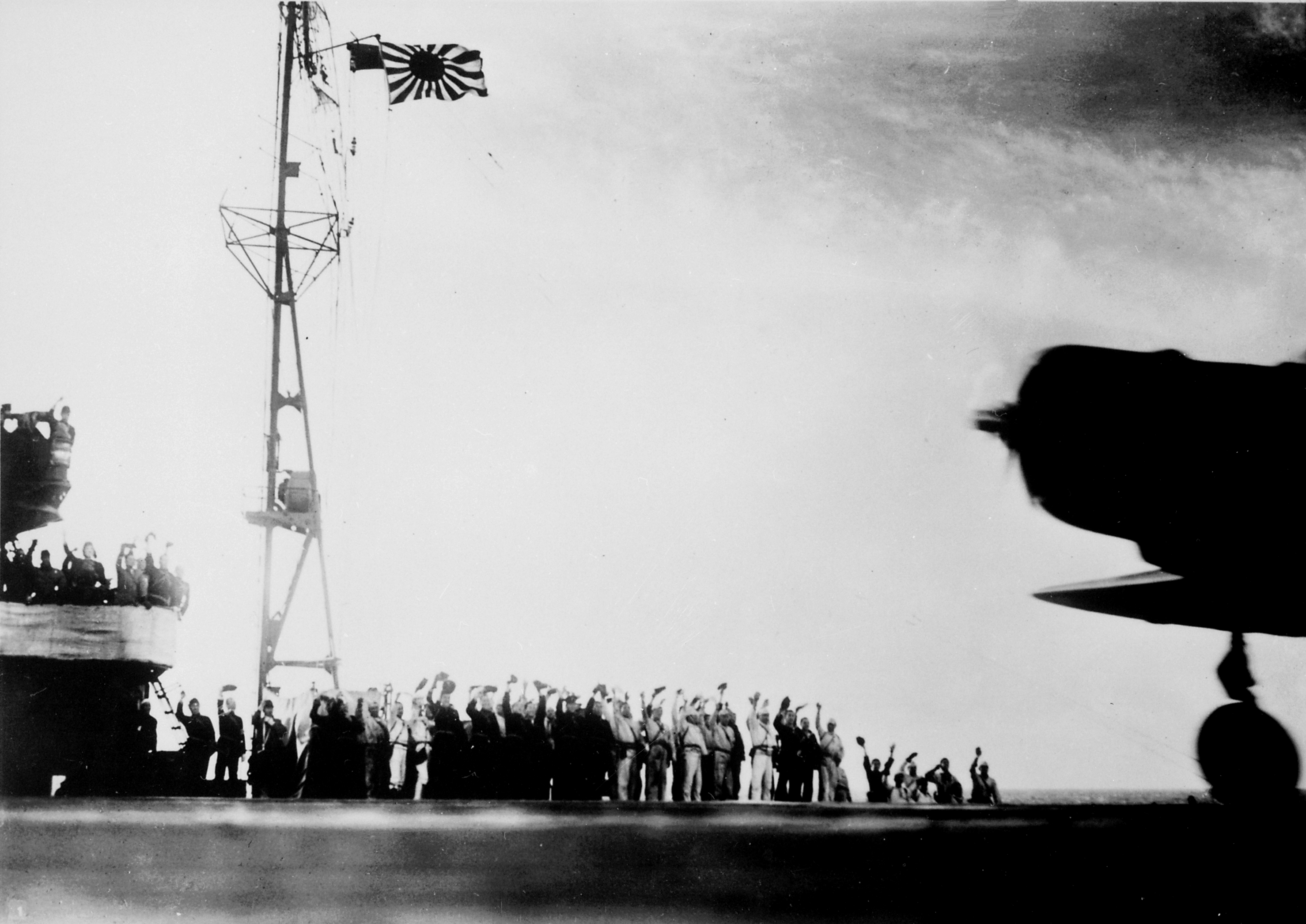
Взлёт торпедоносца Nakajima B5N с авианосца «Сёкаку» (7 декабря 1941)

Примерно в то же самое время более чем в 200 морских милях (370 км) к западу от Оаху разведывательная эскадрилья из восемнадцати пикирующих бомбардировщиков Дуглас SBD «Даунтлесс» взлетела c американского авианосца «Энтерпрайз», возвращавшегося на Гавайи с базы на острове Уэйк.
Когда японские пилоты преодолели примерно половину расстояния до Перл-Харбора, одна из трёх радиолокационных станций типа SCR-270 армии США, установленная на северном побережье Оаху — в районе Опана-Ридж — обнаружила авиагруппу. Два оператора станции, рядовые Джордж Эллиот (George E. Elliott) и Джозеф Локкард (Joseph L. Lockard), предположили, что к островам приближается «огромная» группа самолётов. Они сообщили об этом в штаб-квартиру вооружённых сил в форте Шафтер на юге Оаху, однако в тот момент почти всё руководство штаба было на завтраке.

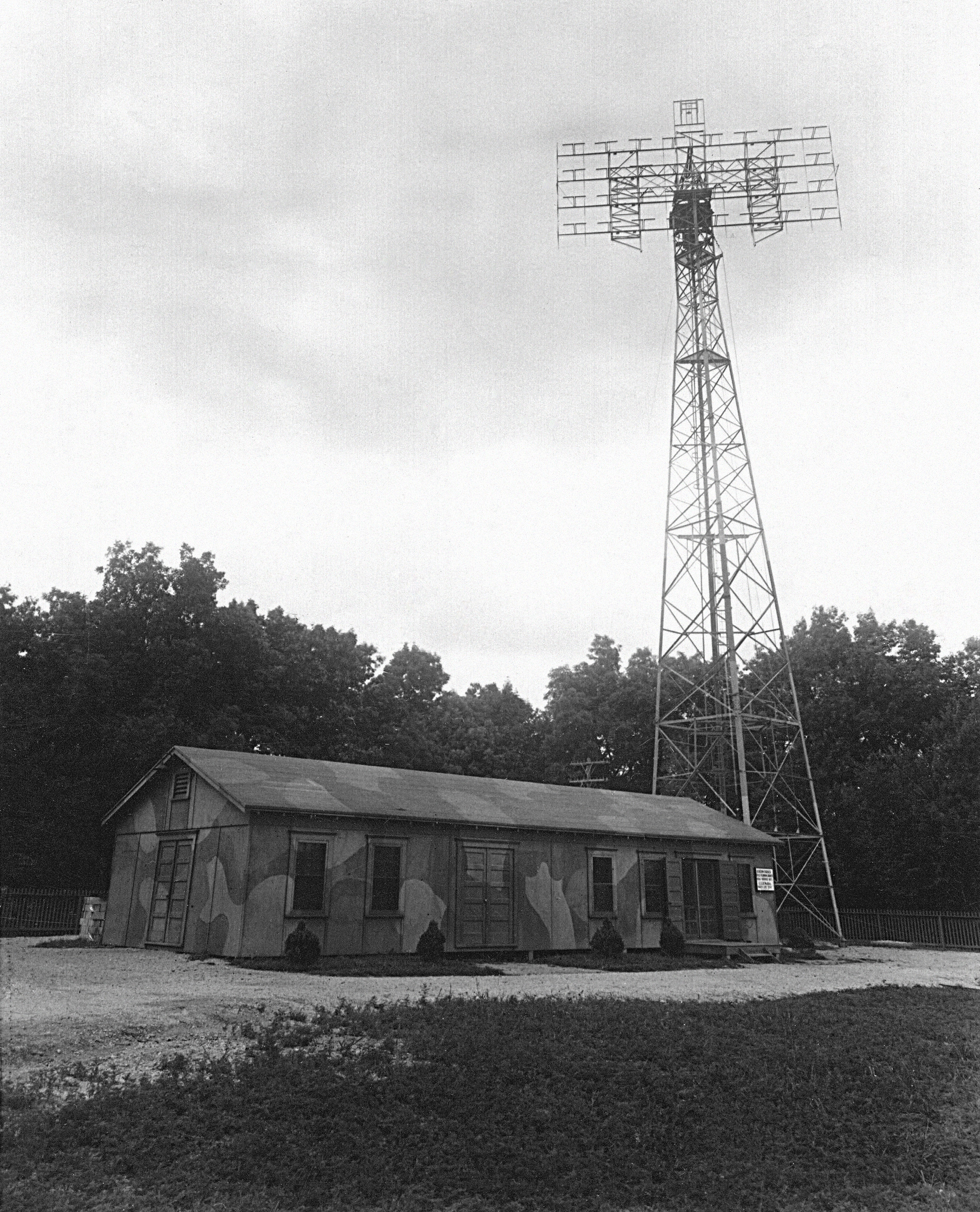
Радарная станция SCR-270 в стационарной версии (округ Монмут)

В штабе присутствовал только лейтенант Кермит Тайлер, который находился на посту у поста радиолокационного контроля второй раз в жизни. Рядовой Локкард по телефону сообщил, что наблюдал на радаре «самую большую группу [самолётов], которую я когда-либо видел», не уточнив даже приблизительно сколько в ней было самолётов. Лейтенант Тайлер истолковал его сообщение как подлёт эскадрильи бомбардировщиков B-17E, которая должна была прибыть на Гавайи с материковой части США утром 7 декабря: позднее лейтенант утверждал, что ему «не приходило в голову», что приближавшиеся самолёты могли быть вражескими. В итоге, Эллиот и Локкард продолжили наблюдать за японскими силами на экране радара до 7:40 — затем они пошли завтракать.

#### Самолёты первой волны
| № группы                                                                                     | Авианосец             | Кол-во | Планируемые цели                           |
| -------------------------------------------------------------------------------------------- | --------------------- | ------ | ------------------------------------------ |
| Высотные бомбардировщики Nakajima B5N Вооружение: 800-кг бронебойная бомба                   |                       |        |                                            |
| 1в                                                                                           | «Акаги»               | 15     | «Мэриленд», «Теннесси», «Вест Вирджиния»   |
| 2в                                                                                           | «Кага»                | 14     | «Аризона», «Теннеси», «Вест Вирджиния»     |
| 3в                                                                                           | «Сорю»                | 10     | «Невада», «Теннеси», «Вест Вирджиния»      |
| 4в                                                                                           | «Хирю»                | 10     | «Аризона», «Калифорния»                    |
|                                                                                              | Всего:                | 49     |                                            |
| Торпедоносцы Nakajima B5N Вооружение: авиационная торпеда Mk91                               |                       |        |                                            |
| 1т                                                                                           | «Акаги»               | 12     | «Вест Вирджиния», «Оклахома», «Калифорния» |
| 2т                                                                                           | «Кага»                | 12     | «Вест Вирджиния», «Оклахома», «Невада»     |
| 3т                                                                                           | «Сорю»                | 8      | «Юта», «Хелена», «Калифорния», «Релей»     |
| 4т                                                                                           | «Хирю»                | 8      | «Вест Вирджиния», «Оклахома», «Хелена»     |
|                                                                                              | Всего:                | 40     |                                            |
| Пикирующие бомбардировщики Aichi D3A Вооружение: 250-кг авиационная бомба, 2×7,7-мм пулемёта |                       |        |                                            |
| 1п                                                                                           | «Сёкаку»              | 26     | Хикэм                                      |
| 2п                                                                                           | «Дзуйкаку»            | 25     | Уэллер                                     |
|                                                                                              | Всего:                | 51     |                                            |
| Истребители Mitsubishi A6M Zero Вооружение: 2×20-мм пушки и 2×7,7-мм пулемёта                |                       |        |                                            |
| 1и                                                                                           | «Акаги»               | 9      | Хикэм, Эва, остров Форд                    |
| 2и                                                                                           | «Кага»                | 9      | Хикэм, остров Форд                         |
| 3и                                                                                           | «Сорю»                | 8      | Уэллер, Эва, самолёты на Барберсе          |
| 4и                                                                                           | «Хирю»                | 6      | Уэллер, Эва, самолёты на Барберсе          |
| 5и                                                                                           | «Сёкаку»              | 6      | Канеохе, Беллоуз                           |
| 6и                                                                                           | «Дзуйкаку»            | 5      | Канэохе                                    |
|                                                                                              | Всего:                | 43     |                                            |
|                                                                                              | Всего в первой волне: | 183    |                                            |

#### Авиаразведка. Преждевременный сигнал
В 07:35 самолёт-разведчик с крейсера «Тикума» нарушил радиомолчание и сообщил, что в Перл-Харборе стоят на якоре девять линкоров, а также — один тяжёлый и шесть лёгких крейсеров. Через три минуты пилот добавил, что погода и видимость были хорошими. Вслед за этим второй разведчик сообщил, что «в Лахайне кораблей противника нет». Таким образом командование Кидо Бутай окончательно решило сосредоточиться на ударе по мелководной гавани в Перл-Харборе, а не на глубоководной стоянке в Лахайне, со дна которой поднять затопленные корабли было бы крайне затруднительно. Самолёт с «Тикумы» вернулся к Кидо Бутай, а второй разведчик продолжил полёт на юг в поисках американских авианосцев: поскольку «Энтерпрайз» двигался к Гавайям с запада, он остался необнаруженным.

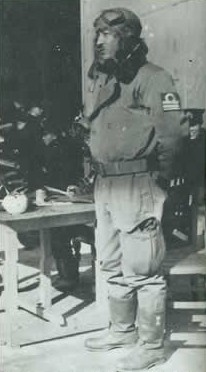
Пилот Футида в октябре 1941

Через несколько минут после этого Футида сам убедился, что видимость была идеальной, а вражеских самолётов в воздухе не наблюдалось. Футида подал сигнал своей группе: он выстрелил из сигнального пистолета, приказав бомбардировщикам готовиться к атаке. Футида не был уверен, что все эскадрильи увидели сигнал и через десять секунд выпустил вторую ракету. Однако, капитан-лейтенант Такахаси Какуити, командовавший эскадрильей пикирующих бомбардировщиков, увидел обе ракеты и истолковал сигнал как команду к незамедлительной атаке. Пилот Мурата Сигэхару, командовавший основной эскадрильей торпедоносцев, понял, что сигнал Футиды был истолкован неверно.
Мурата не мог вмешаться и остановить Такахаси: поэтому он также подготовил свою эскадрилью торпедоносцев к немедленной атаке. Футида увидел, что вся группа не поняла его команду. Он пришёл к выводу, что это уже не имело решающего значения — поскольку Тихоокеанский флот не ожидал нападения. Ключевой элемент всего плана — внезапность — был соблюдён. В 7:49, за одиннадцать минут до запланированного начала атаки, Футида передал по радио сигнал «то, то, то» — сокращение от тоцугэки, «атака!» (яп. 突撃). Единая формация разбилась на шесть групп, каждая из которых должна была атаковать одну из целевых областей.

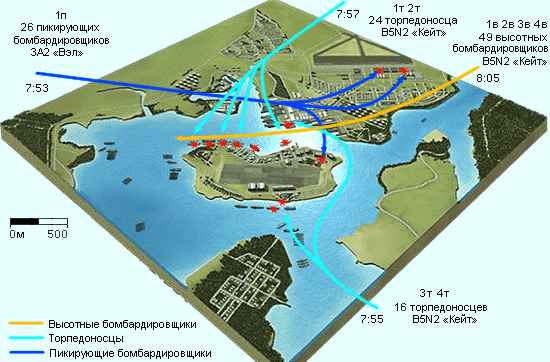
События в бухте Перл-Харбор во время первой волны

#### «Тора! Тора! Тора!». Уиллер-Филд
Ранним утром 7 декабря адвокат Рэй Бадуик (Ray Buduick) вылетел из Оаху на своём лёгком самолёте, чтобы показать своему семнадцатилетнему сыну Мартину утреннюю панораму Гавайских островов. Самолёт Бадуиков был обстрелян японскими истребителями, но, несмотря на небольшие повреждения, сумел приземлиться. Таким образом, первое столкновение Тихоокеанской войны в воздухе произошло между японскими истребителями и американским гражданским самолётом.
Вскоре торпедоносцы B5N атаковали Перл-Харбор: две эскадрильи, по восемь самолётов в каждой, подошли к острову Форд с северо-запада. Вторая группа из двух эскадрилий бомбардировщиков прошла над военным аэродромом Хикэм-Филд и приступила к атаке американских линкоров, стоявших на якоре в «линкорном ряду».
Поскольку все ключевые военные аэродромы США на острове Оаху подверглись внезапной атаке, Футида понял, что была достигнута полная внезапность. В 7:53 он передал по радио условный сигнал «Тора! Тора! Тора!» (Тигр! Тигр! Тигр!), обозначавший полный успех. Поскольку любое преждевременное действие могло нарушить внезапность удара, каждый авиационный командир имел прямой приказ воздерживаться от каких бы то ни было атакующих действий до получения сигнала от Футиды. Теперь они могли атаковать.

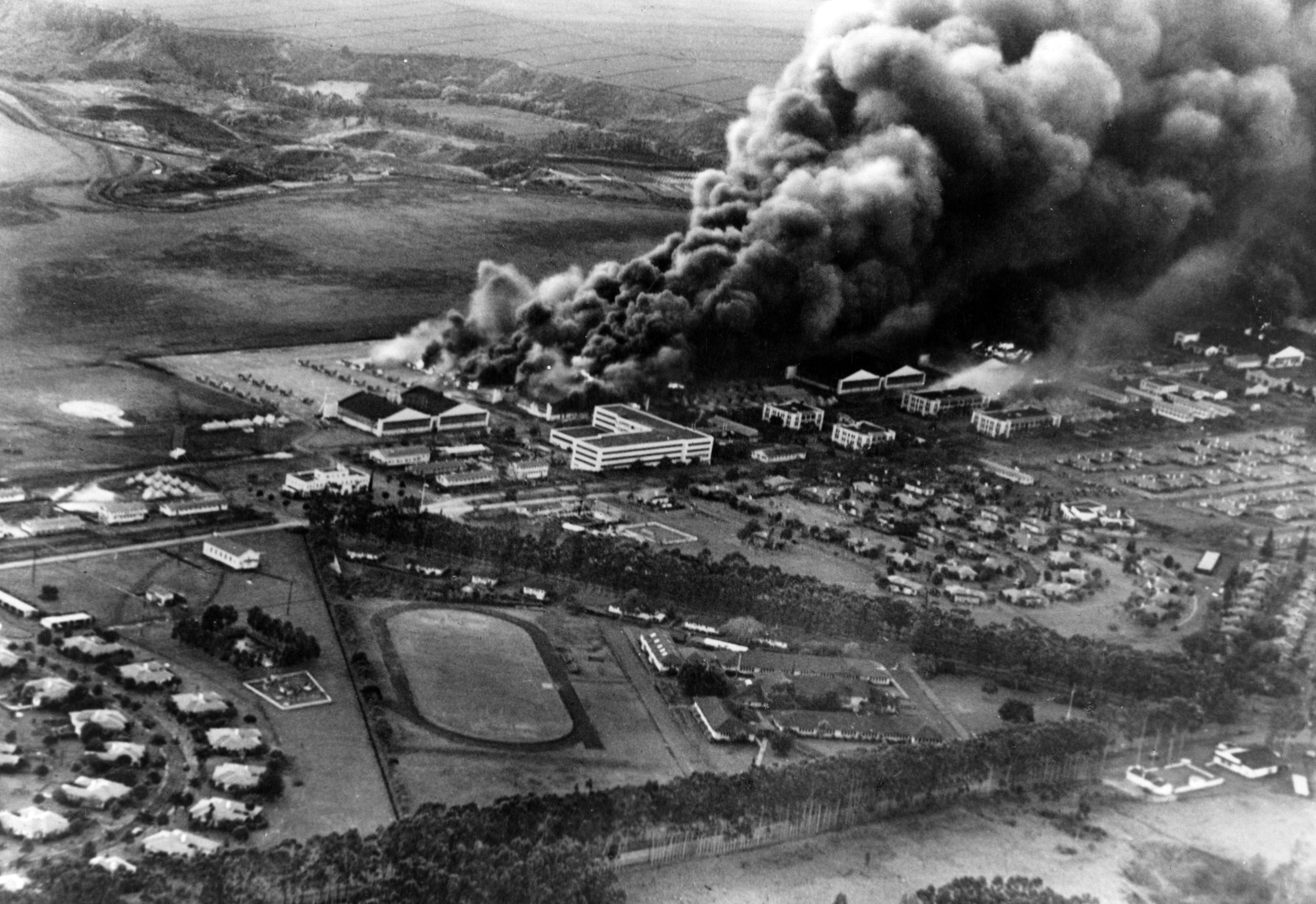
Пожар, охвативший самолёты и ангары на Уиллер-Филд

В 7:50 пять пикирующих бомбардировщиков в сопровождении восьми истребителей «Зеро» под командованием лейтенанта Суганами Масадзи прибыли на аэродром Уиллер-Филд в центре Оаху c задачей уничтожить американские самолёты и предотвратить контратаку на японские авианосцы. Поскольку по приказу генерал-лейтенанта Шорта самолёты были собраны в группы на взлётно-посадочных полосах, они стали лёгкой целью для японского авиаудара. Истребители также открыли пулемётный огонь по административным зданиям и помещениям для экипажей. Большинство истребителей ВВС США — в основном, Кёртисс P-36 «Хок» и P-40 «Уорхок» — были уничтожены на земле. Затем японские истребители, нёсшие по две 20-миллиметровые пушки, атаковали самолёты в ангарах: некоторые из американских машин загорелись. В связи с тем, что американские самолёты были тесно сгруппированы, огонь быстро перекидывался с одного на другой. Американские солдаты пытались скатить уцелевшие самолёты со взлётно-посадочной полосы, чтобы ограничить ущерб от японской атаки.

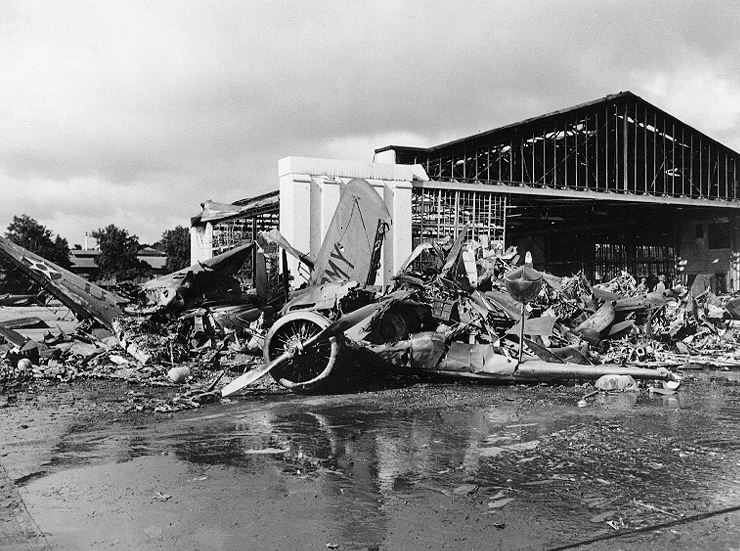
Самолёт, уничтоженный на аэродроме Уиллер-Филд (7 декабря, вечер)

В 7:53 шесть «Зеро» во главе с лейтенантом Окадзимой атаковали аэродром Ewa Mooring Mast Field на юго-западе Оаху, где размещались 48 самолётов — в основном истребители-бомбардировщики Грумман F4F «Уайлдкэт» — из состава авиагруппы морской пехоты США. Как и в случае с атакой на Уиллер-Филд, истребители трижды заходили на свои цели. Ответный огонь вёлся из единственного пулемёта, спешно установленного на крыле одного из американских самолётов. При этом защитникам Ewa Mooring Mast Field удалось сбить один «Зеро».

#### Канеохе-Бэй. Сигнал тревоги
В то же время одиннадцать японских истребителей атаковали военно-морскую авиабазу Канеохе-Бэй на северо-востоке острова. Командиром базы, на которой размещались двухмоторные патрульные самолёты PBY «Каталина» отдельного Разведывательного флота, был Гарольд Мартин. В течение десяти минут все «Каталины» были уничтожены на земле, поскольку единственная пожарная машина также была повреждена и её нельзя было использовать для тушения.

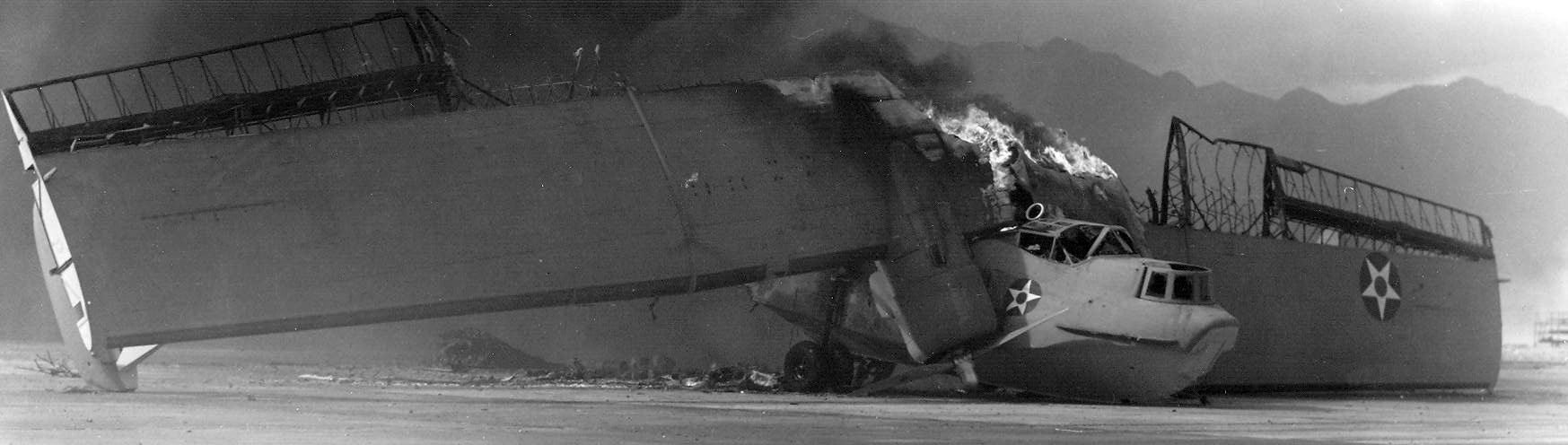
Горящий самолёт «Каталина»

Незадолго до 8:00 самолёты первой волны также достигли и своей основной цели — базы Перл-Харбор и близлежащего аэродрома Хикам-Филд, на котором находились американские бомбардировщики. Офицер базы Логан Рэмси (Logan Carlisle Ramsey, Sr.) перед этим представил доклад командующему Тихоокеанским флотом адмиралу Киммелу об инциденте с неизвестной подводной лодкой. Рэмси увидел самолёт, летевший на низкой высоте — в нарушение лётных инструкций — и задавался вопросом, как узнать имя пилота-нарушителя. Громкий взрыв прервал его размышления. Рэмси побежал по коридору в радиорубку, чтобы поднять тревогу. Он передал в эфир сообщение: «Воздушный налёт, Перл-Харбор! Это НЕ учения!». Через несколько минут гавайская радиостанция KGMB прервала свою музыкальную программу, чтобы объявить всем морякам и солдатам приказ срочно явиться на место службы. В течение следующих двадцати минут станция несколько раз повторила данное обращение.

#### «Юта» и «Хелена»
Тем временем, в 7:55 эскадрилья японских торпедоносцев достигла своей ключевой цели: кораблей флота. Три американских корабля стояли на якоре к северо-западу от острова Форд, один из которых командир эскадрильи идентифицировал как старый линкор «Юта», использовавшийся в качестве учебного корабля. Торпедоносцам было дано указание атаковать торпедами только большие боевые корабли и авианосцы. Однако, в отличие от пилотов первой эскадрильи, шесть бомбардировщиков-торпедоносцев из эскадрильи, возглавлявшейся Нагаи Цуёси, всё же атаковали «Юту» и лёгкий крейсер «Роли».

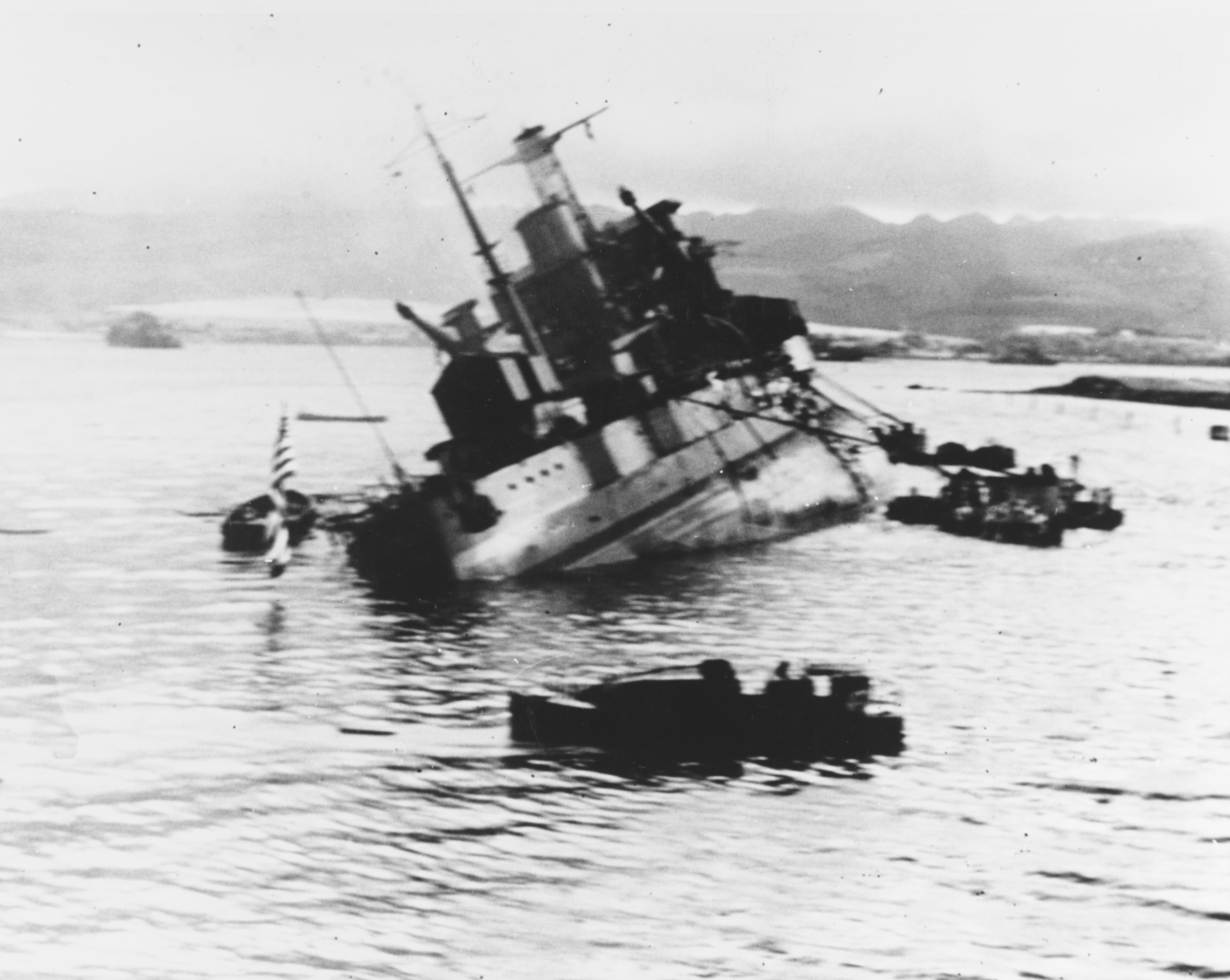
Учебный линкор «Юта» переворачивается

В лёгкий крейсер попала одна торпеда и к 8:05 он начал крениться влево: попадание вызвало затопление носового машинного отделения и пожарных помещений. Экипаж попытался предотвратить опрокидывание корабля путем контрзатопления и сброса с борта всех тяжёлых предметов, включая боеприпасы. В конечном итоге, морякам удалось спасти свой корабль. «Юта» была поражена двумя торпедами и через десять минут перевернулась. При этом шесть из тридцати шести офицеров — и 58 из 498 моряков — погибли. Некоторым членам экипажа линкора удалось добраться до соседнего гидроавианосца «Танжер», уже открывшего ответный огонь.
Группа Нагаи продолжила полёт: командир посчитал, что он заметил линкор на верфи на юге острова Форд. Однако, это был не линкор, а минный заградитель «Оглала». Поскольку у минзага была значительно меньшая осадка, японская торпеда прошла под его корпусом и в 7:58 попала в правый борт лёгкого крейсера «Хелена», стоявшего рядом. Экипаж крейсера с трудом предотвратил опрокидывание своего корабля, а соседняя «Оглала» начала тонуть, поскольку её деревянный корпус не выдержал близкого взрыва. Командующий верфью адмирал Уильям Ферлонг приказал отбуксировать «Оглалу», которая затонула около 9:30 — после того как команда покинула свой корабль.

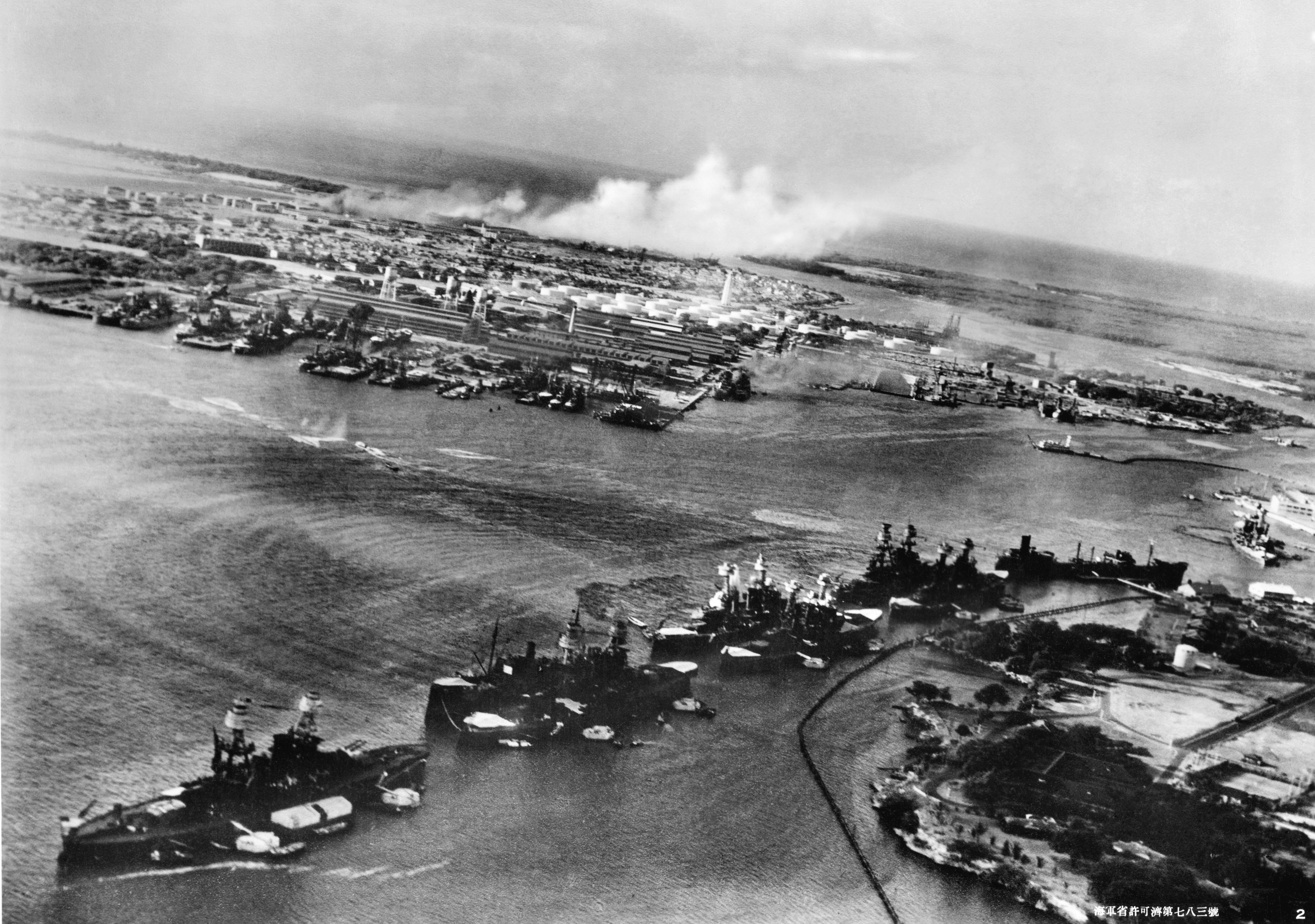
Самолёты-торпедоносцы атакуют «линкорный ряд»: торпедные следы в центре слева

#### Остров Форд: линкоры. Гибель «Аризоны»
Лейтенант Ёсикава в своём последнем донесении из Гонолулу сообщал, что девять американских линкоров стояли парами у причала на юго-востоке острова Форд. Японские офицеры полагали, что там находятся все девять линкоров Тихоокеанского флота США. Однако это не соответствовало действительности: линейный корабль «Пенсильвания» находился в сухом доке, а линкор «Колорадо» был переведён для ремонта на базу в Бремертон в штате Вашингтон. Кроме семи линкоров — «Аризона», «Калифорния», «Мэриленд», «Невада», «Оклахома», «Теннесси» и «Вест Вирджиния» («Западная Вирджиния») — в «линкорном ряду» стояли танкер «Neosho» и ремонтный корабль «Вестал».
Торпедоносцы под командованием Мураты достигли причала незадолго до 8 часов утра. Моряки с «Вестала» увидели приближающуюся эскадрилью и в 8:05 открыли по ней зенитный огонь. Первая японская торпеда попала в «Оклахому», когда экипаж «Калифорнии» пытался вывести свой корабль из-под огня. Таким образом японские пилоты узнали, что их торпеды всё же смогут функционировать в водах Перл-Харбора. Затем «Калифорния» сильно пострадала от двух торпед и над ней нависла угроза опрокидывания: вскоре она была поражена и бомбой, которая попала в боеукладку — корабль лишился электричества и загорелся.

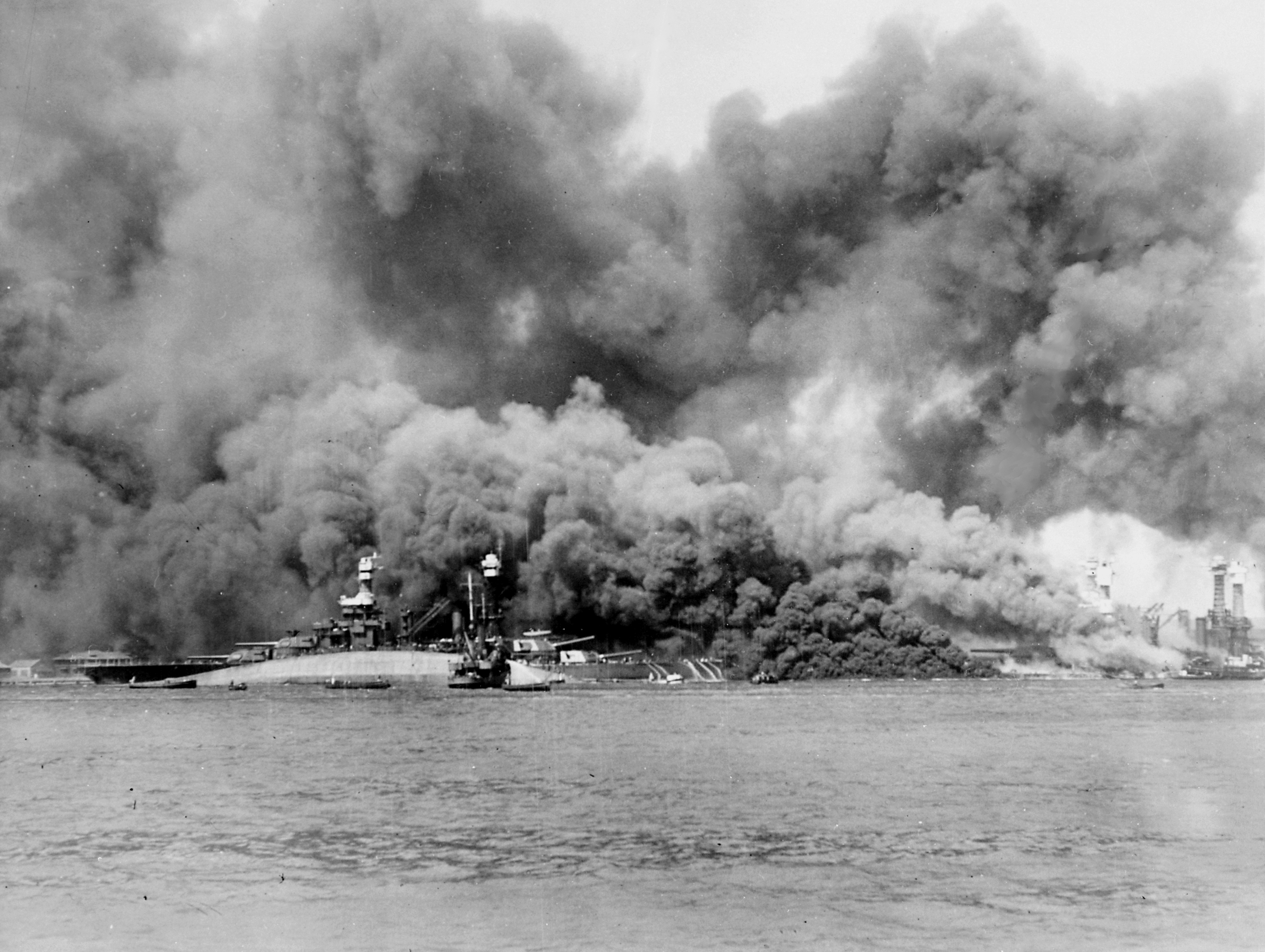
«Линкорный ряд» после нападения: перевернутая «Оклахома» (на переднем плане), за которой горят «Мэриленд» и «Вест Вирджиния» (справа)

«Оклахома» продолжила получать повреждения: после первых трёх попаданий торпед она начала медленно крениться. Поскольку капитан Говард Бод (Howard D. Bode) покинул корабль в 7:30 и находился на борту соседнего «Мэриленда», старшим офицером на «Оклахоме» был Дж. Кенуорти (J. L. Kenworthy). Прежде чем Кенуорти успел предотвратить опрокидывание корабля, в линкор попали ещё пять торпед. Через 20 минут после начала атаки, когда девятая торпеда попала в «Оклахому», она начала тонуть и Кенуорти отдал приказ «покинуть корабль». Торпедная атака на «Оклахому» привели к гибели 429 членов экипажа.
В конце «линкорного ряда» находился однотипный с «Оклахомой» линкор «Невада». Зенитные батареи «Невады» отреагировали на атаку: один из торпедоносцев был сбит, но японскому лётчику всё же удалось сбросить торпеду, которая пробила корпус американского корабля — огромное количество воды хлынуло в трюм «Невады». Первый помощник капитана Фрэнсис Томас (Francis James Thomas) организовал контрзатопление.
Больше всех линкоров в тот момент пострадала «Аризона». После того, как японская бомба пробила пятидюймовую броню и вызвала взрыв основной боеукладки, корабль практически мгновенно осел на дно бухты: вероятно, бомба попала рядом с башней № 2. Менее чем за десять минут «Аризона» была потоплена, унеся на дно более 1100 моряков — что составило почти половину от общих потерь, понесённых американцами при атаке на Перл-Харбор. Среди погибших на «Аризоне» были адмирал Айзек Кидд и капитан Франклин ван Валкенбург.

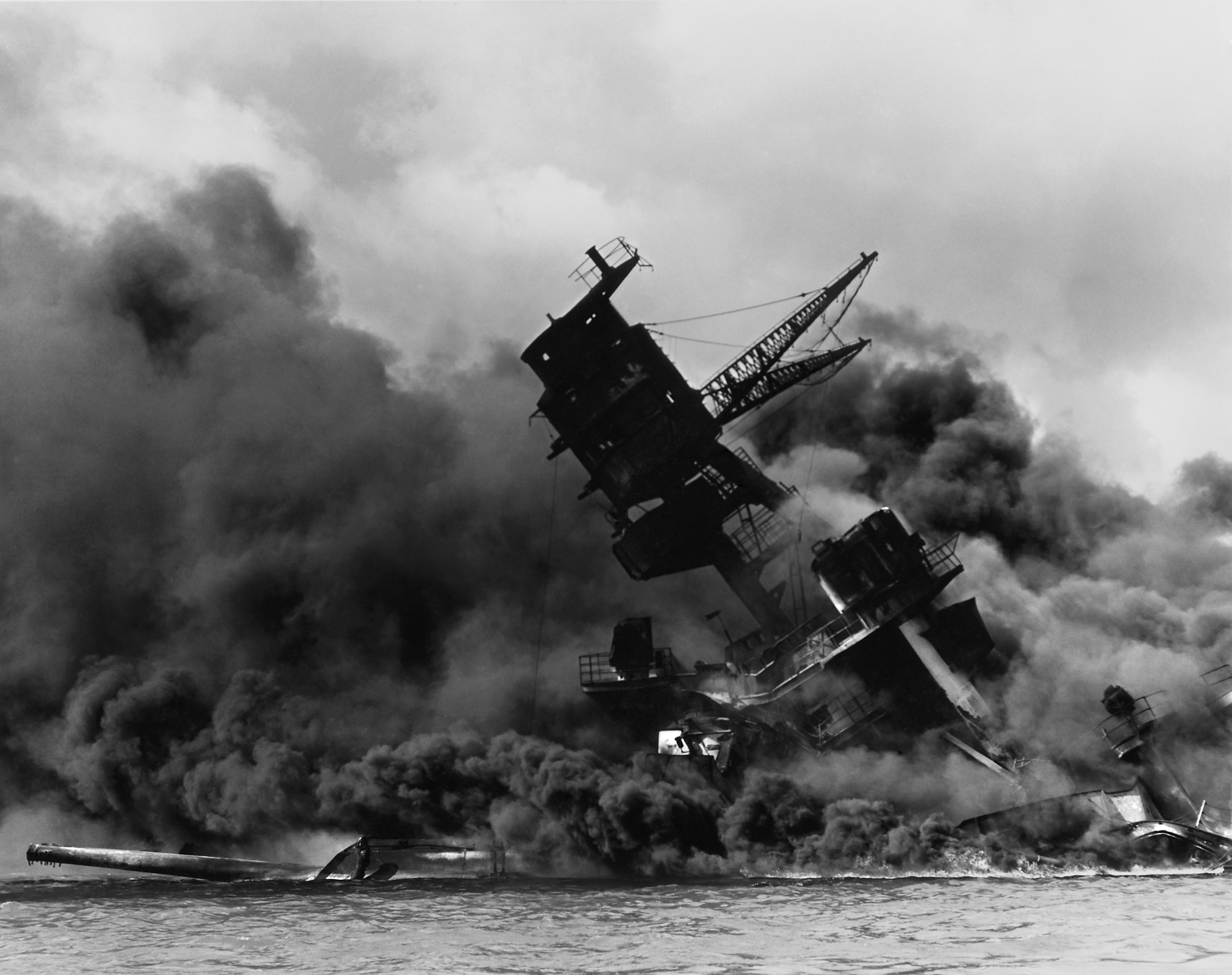
Линкор «Аризона» горит после взрыва

Когда горящее нефтяное пятно от ушедшей на дно «Аризоны» начало распространяться по гавани, над «Невадой» нависла угроза пожара. Первый помощник Томас понял, что необходимо отвести корабль как можно дальше от огня. Поскольку «Невада» стояла не парой[неизвестный термин], а в одиночестве, она смогла на всех парах начать движение к выходу из гавани. В тот момент гавань у острова Форд была заполнена ранеными, а многие выжившие пытались помочь своим товарищам спуститься с горящих линкоров и пересесть на катера и баржи. Раненые прибывали на берег так быстро, что врач Сесил Риггс (Cecil D. Riggs) и его помощники успевали только вводить им морфин: в течение следующих полутора часов прибыло почти 300 пострадавших всех категорий. Медики превратили казармы морской пехоты и главную столовую во временные госпитали.
Рядом с «Аризоной» находился и ремонтный корабль «Вестал». Две авиабомбы, предназначенные для «Аризоны», попали в «Вестал»: каждая бомба убила по одному человеку и ранила нескольких других. Вскоре «Вестал» тоже начал заметно крениться. Ударная волна от взрыва на «Аризоне» унесла за борт несколько членов экипажа «Вестала», включая и капитана корабля Кассина Янга. Капитану удалось пробраться через нефтяное пятно обратно на свой корабль, который к тому моменту начал гореть. Танкер «Неошо», перевозивший легковоспламеняемое авиационное топливо, перелил свои запасы в доковые цистерны всего за несколько минут до атаки. Примерно через три четверти часа после начала атаки, танкер сумел покинуть «линкорный ряд».

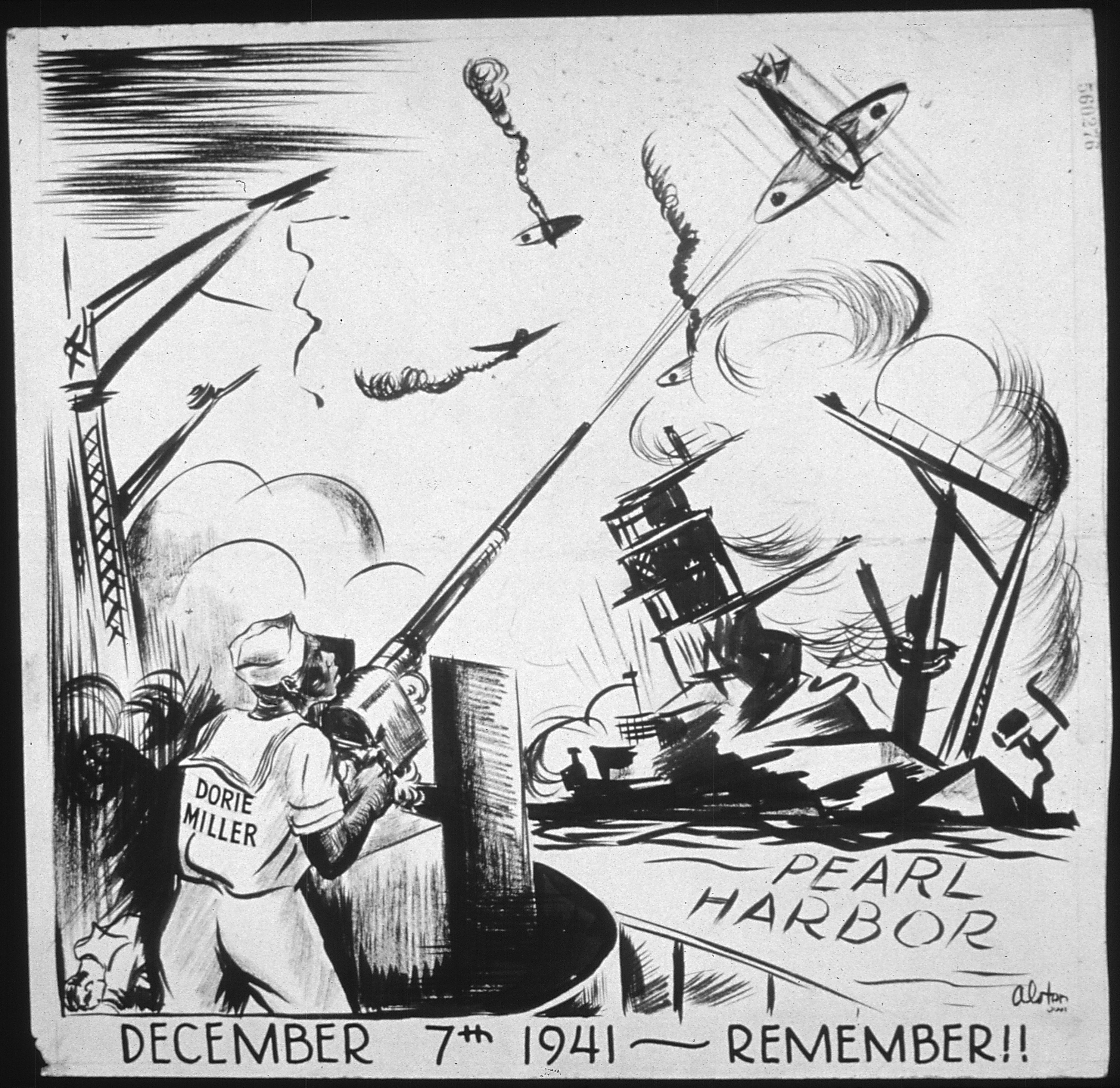
Открытка с изображением Д. Миллера во время отражения атаки (1943)

Примерно в то же время, когда первая торпеда поразила «Оклахому», другая торпеда поразила «Вест Вирджинию», стоявшую в паре с «Теннесси». После попадания в сумме девяти торпед и двух авиабомб «Вест Вирджиния» начала тонуть. На борту «Вест Вирджинии» чернокожий ординарец Дорис Миллер бросился к зенитным орудиям и продолжал стрелять, пока у него не закончились боеприпасы. Очевидцы описывали, что на обычно бесстрастном лице Миллера «была смертоносная улыбка неистового викинга». Капитан корабля Мервин Беннион был тяжело ранен в живот осколками от взрыва на соседнем линкоре «Теннесси» и вскоре скончался.
Помимо линкоров, японская авиация нанесла удар и по самому острову Форд: большая[уточнить] часть самолётов и их ангары вскоре загорелись. Как и на Уиллер-Филд, американские пилоты на острове Форд пытались отогнать неповреждённые самолёты от горящих. В момент атаки несколько американских торпедных катеров готовились к транспортировке на базы США на Филиппинах. Хотя часть катеров уже была подвешена вдоль борта танкера «Рамапо», команды других катеров сумели открыть огонь по японским самолётам и сбить один из них.

#### Возвращение самолётов с «Энтерпрайз». Прибытие B-17
В тот момент, когда японские самолёты атаковали корабли «линкорного ряда», американские разведывательные самолёты с авианосца «Энтерпрайз» прибыли в небо над островом Оаху. Пилоты восемнадцати разведчиков «Даунтлесс» были застигнуты врасплох тем, что внезапно оказались на поле боя. Истребители «Зеро», стартовавшие с авианосца «Акаги» и находившиеся под командованием лейтенант-командора Итайи, сбили четыре «Даунтлесса», а пятый «Даунтлесс» был сбит японским пикирующим бомбардировщиком. Моряки кораблей в «линкорном ряду» сбили ещё один американский самолёт «дружественным огнём».

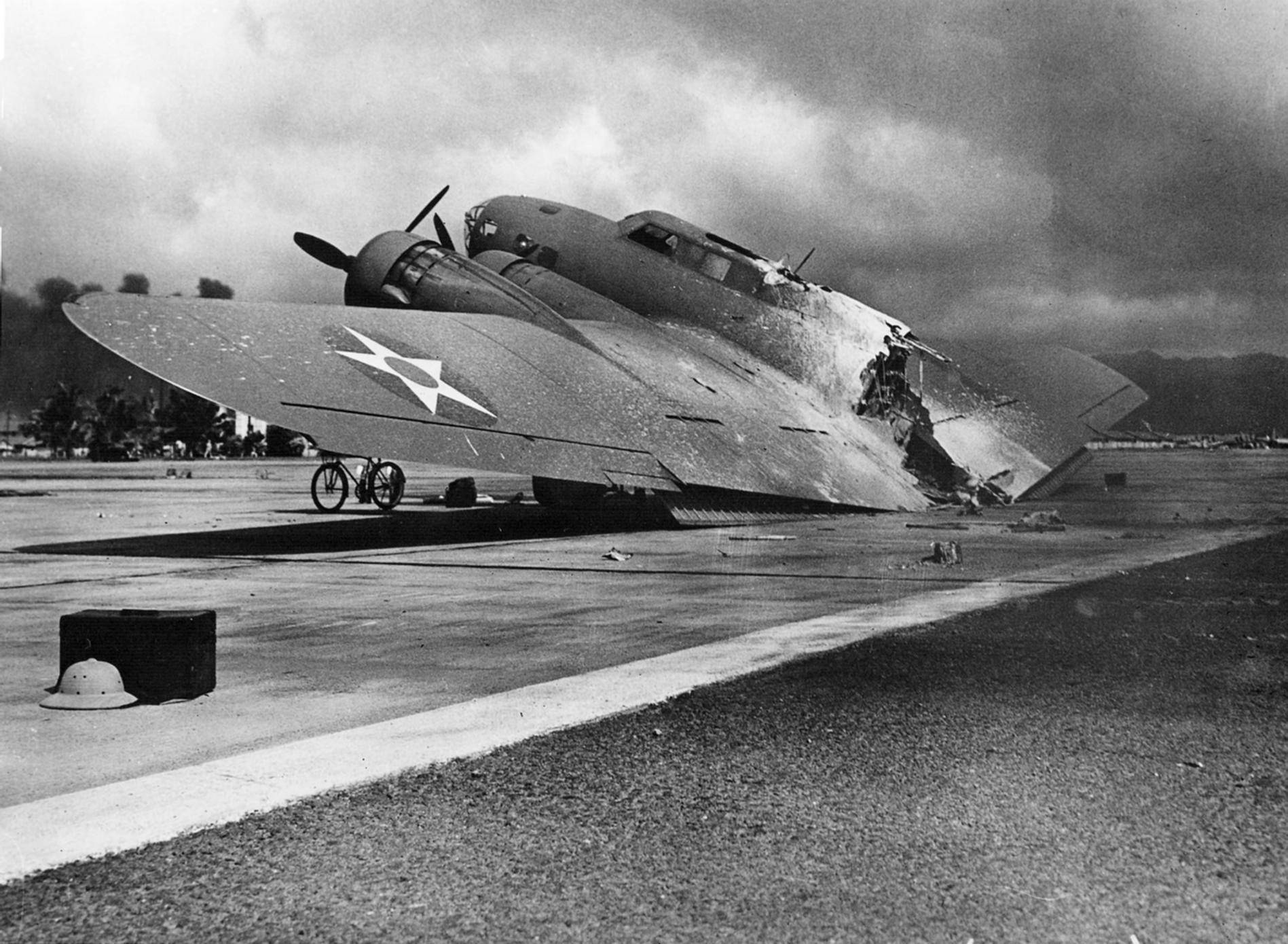
Сгоревший самолёт B-17C на Хикам-Филд

Затем c северо-востока к острову Оаху подошла американская дальняя авиация — двенадцать невооружённых американских бомбардировщиков B-17 «Летающая крепость», вылетевших из Калифорнии на Филиппины. На Гавайях предполагалась только их дозаправка. Некоторые из пилотов B-17 попытались посадить свои машины на Хикэм-Филд, где располагались 18-е бомбардировочное крыло, а также 5-я и 11-я группы тяжёлой бомбардировочной авиации. Между тем, через пять минут после атаки на аэродром Уиллер-Филд первая японская волна ударила и по на Хикэм-Филд: «Зеро» открыли огонь по американским бомбардировщикам, стоявшим на земле. В предельно хаотичной ситуации многие американцы решили, что незнакомый им тип B-17E являлся японским самолётом, и поняли свою ошибку лишь несколько минут спустя, когда бомбардировщики уже находились под американским обстрелом.

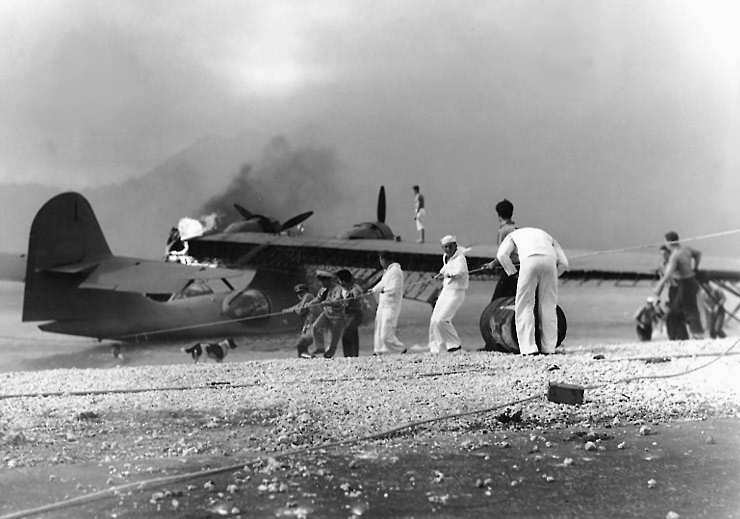
Американские моряки пытаются спасти горящую летающую лодку

Однако основной ущерб как гавайским, так и калифорнийским бомбардировщикам был нанесён не «дружественным огнём», а японскими истребителями: после атаки более половины из 55 американских бомбардировщиков были полностью уничтожены или выведены из строя зажигательными пулями и снарядами. Одновременно, японские пилоты отметили, что B-17 было весьма трудно поджечь. После начала атаки на Хикэм-Филд американские солдаты в форте Камеамеа сбили один из японских истребителей, который разбился недалеко от форта.

#### Результаты первой волны
В течение получаса после начала первой японской атаки на Перл-Харбор большинство кораблей в «линкорном ряду» были повреждены, а американские истребители и бомбардировщики — уничтожены на земле. Пожарные машины, пытавшиеся остановить распространение пламени, также подверглись атаке и несколько пожарных было убито. Только один из американских кораблей — эсминец «Хэлм» — сумел покинуть Жемчужную гавань. В 8:17 «Хэлм» атаковал японскую мини-подлодку, севшую на мель около кораллового рифа.

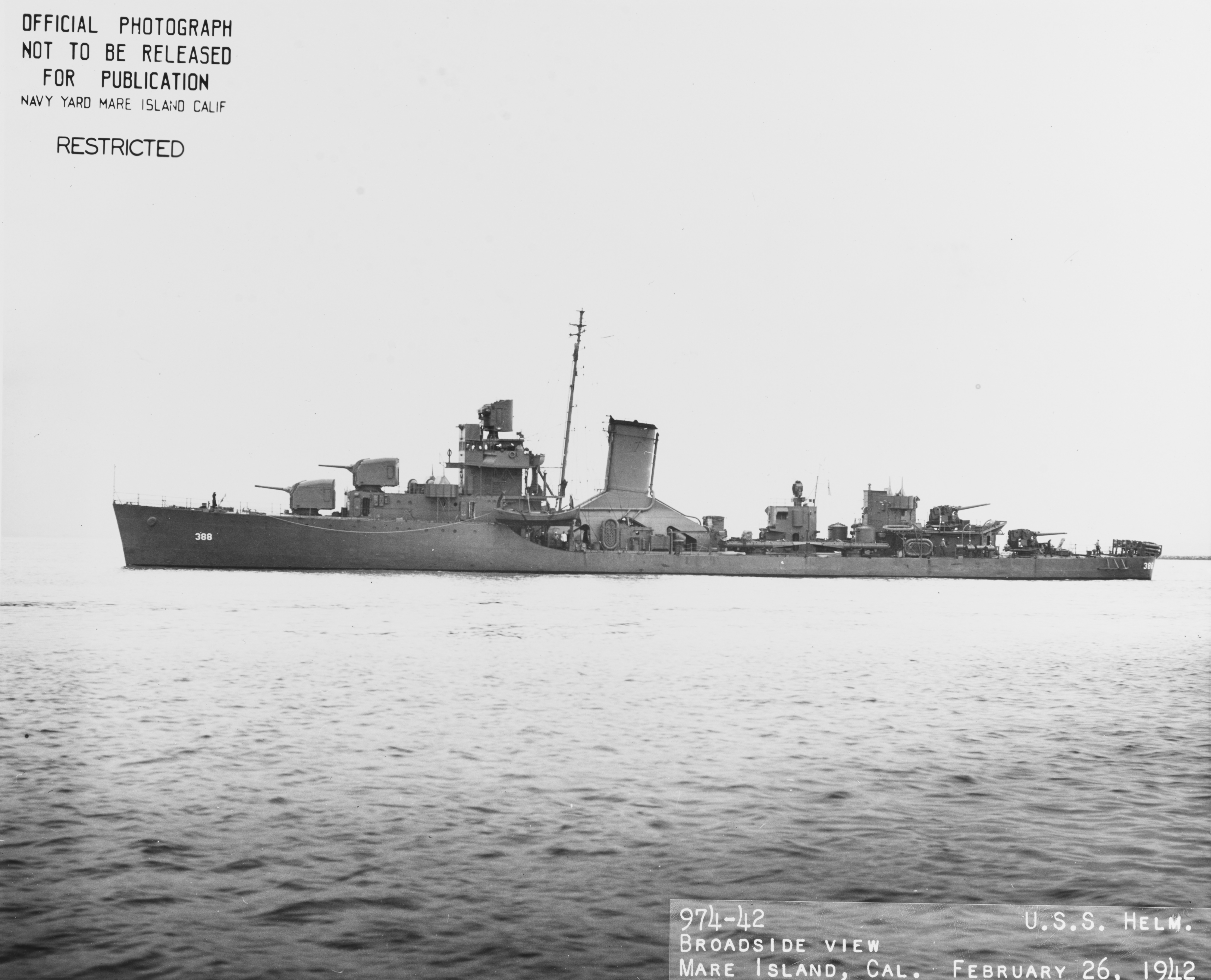
Эсминец «Хэлм» в феврале 1942

Местные жители из Перл-Сити и Гонолулу стали свидетелями «сюрреалистического зрелища»; среди очевидцев событий были немало гавайцев японского происхождения. Немногие наблюдатели в тот момент осознали, что произошло: так пассажиры лайнера из Сан-Франциско посчитали, что они стали свидетелями «захватывающих манёвров» американского флота. Другая версия заключалась в том, что в гавани произошла авария — взорвались цистерны с нефтью.
Американские моряки за это время осознали, что они стали жертвами внезапного нападения. Главнокомандующий Тихоокеанским флотом адмирал Хазбенд Киммел был непосредственным свидетелем атаки: он наблюдал за ней со второго этажа из своего штаба, откуда открывался вид на всю гавань. Офицеры штаба — в котором, по воспоминаниям офицеров, «паники не было, царил упорядоченный ужас» — пытались определить, с какого направления прилетели атаковавшие их самолёты. В 8:12 Киммел доложил в Вашингтон: «Военные действия с Японией начались с авианалёта на Перл-Харбор». В самого Киммела попала пуля 50-го калибра: поскольку пуля была на излёте, она оставила на груди адмирала только небольшое чёрное пятно.

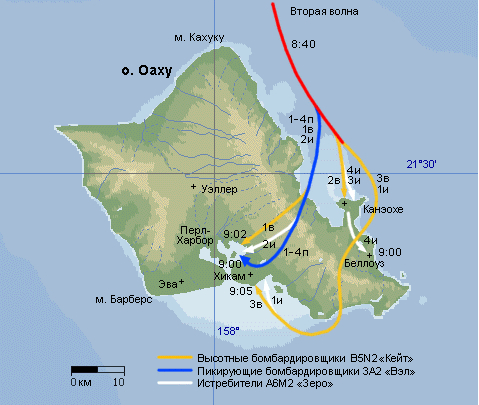
Оаху: Схема второй волны японского авиаудара

### Вторая волна
Ещё до того как первая волна японских самолётов достигла Гавайев, с авианосцев Кидо Бутай взлетели 170 самолётов второй волны: 54 торпедоносца, 80 пикирующих бомбардировщиков и 36 истребителей. Их возглавлял участник Второй китайской войны, лейтенант Симадзаки Сигэкадзу, с сентября командовавший истребительными силами на «Дзуйкаку». Идея организации второй волны непосредственно вслед за первой заключалась в том, чтобы продолжать бомбардировку Перл-Харбора без перерыва — предполагалось не дать американским военно-воздушным силам возможности отреагировать на внезапную атаку.
На этот раз японских пилотов всё же ожидало сопротивление противника: около 9:00 в небо поднялись отдельные американские истребители P-36 и P-40, уцелевшие после первого удара. Японские самолёты, превосходившие противника в манёвренности, смогли относительно легко сбить американские машины. Кроме того, американские корабли «Кондор» или «Монаган» около 8:40 атаковали и потопили глубинными бомбами японскую мини-подлодку, курсировавшую у входа в гавань. После этого они спешно покинули поле боя.

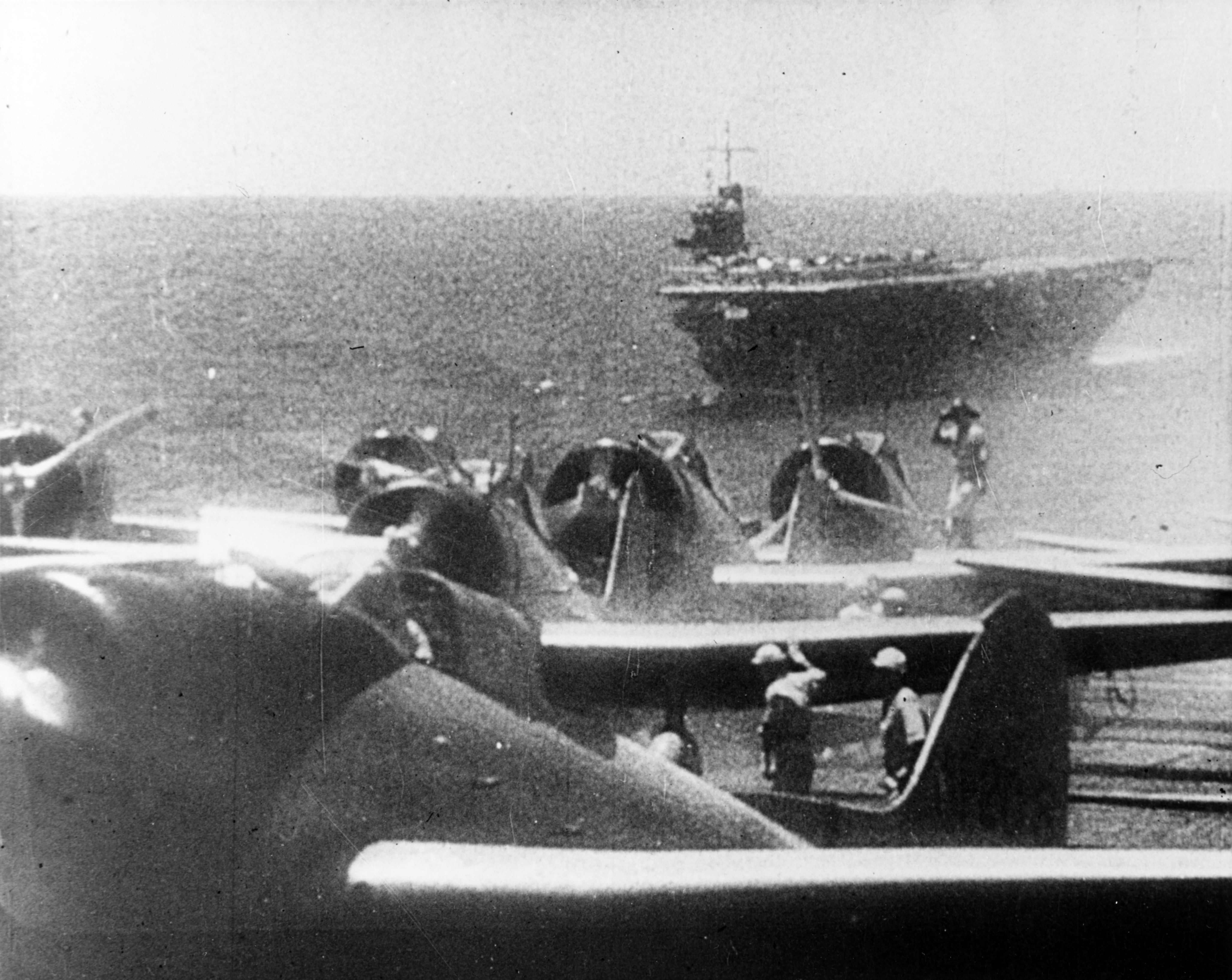
Подготовка к взлёту Aichi D3A утром 7 декабря 1941

В 8:28 трём американским эсминцам — «Элвину», «Дэйлу» и «Фаррагуту» — было приказано немедленно покинуть гавань и выйти в открытое море. Поскольку рядом с «Элвином» уже разорвалась бомба, его команда поспешила исполнить приказ. Половина экипажа «Элвина», включая капитана Роберта Роджерса (Robert H. Rodgers), находилась в увольнении на берегу. Хотя Роджерс со своими старшими офицерами и попытался догнать корабль на моторном катере, дежурные офицеры на борту не замедлили ход, опасаясь атаки подводной лодки. В итоге капитан Роджерс не смог догнать «Элвин» и был взят на борт эсминца «Чу».

#### Самолёты второй волны
| № группы                                                                              | Авианосец              | Кол-во | Планируемые цели                        |
| ------------------------------------------------------------------------------------- | ---------------------- | ------ | --------------------------------------- |
| Высотные бомбардировщики Nakajima B5N Вооружение: 250-кг авиабомба и 6×60-кг авиабомб |                        |        |                                         |
| 1в                                                                                    | «Сёкаку»               | 9      | База гидросамолётов на острове Форд     |
| 2в                                                                                    | «Сёкаку»               | 18     | Канеохе                                 |
| 3в                                                                                    | «Дзуйкаку»             | 27     | Хикэм                                   |
|                                                                                       | Всего:                 | 54     |                                         |
| Пикирующие бомбардировщики Aichi D3A Вооружение: 250-кг авиационная бомба             |                        |        |                                         |
| 1п                                                                                    | «Акаги»                | 18     | Танкер «Неошо», остров Форд, «Мэриленд» |
| 2п                                                                                    | «Дзуйкаку»             | 17     | Верфь ВМФ США                           |
| 3п                                                                                    | «Сорю»                 | 17     | Верфь ВМФ, доки, линкоры                |
| 4п                                                                                    | «Кага»                 | 26     | Верфь ВМФ, доки, линкоры                |
|                                                                                       | Всего:                 | 78     |                                         |
| Истребители Mitsubishi A6M Zero Вооружение: 2×20-мм пушки и 2×7,7-мм пулемёта         |                        |        |                                         |
| 1и                                                                                    | «Акаги»                | 9      | Аэродром Хикэм                          |
| 2и                                                                                    | «Кага»                 | 9      | Аэродромы Хикэм, остров Форд, Уэллер    |
| 3и                                                                                    | «Сорю»                 | 9      | Аэродром Канэохе                        |
| 4и                                                                                    | «Хирю»                 | 8      | Аэродромы Канэохе, Боллоуз              |
|                                                                                       | Всего:                 | 35     |                                         |
|                                                                                       | Всего во второй волне: | 167    |                                         |

#### Повторный удар по Канеохе-Бэй
Спустя час после того, как первая волна обстреляла авиабазу Канеохе-Бэй, её атаковали ещё 36 японских самолётов, начав тем самым вторую волну. Двадцать семь истребителей с «Дзуйкаку» имели приказ уничтожить авиабазу Хикам-Филд, в то время как вторая группа из двадцати семи торпедоносцев должна была направиться к острову Форд и Канеохе. Пока японские лётчики бомбили взлётно-посадочную полосу и ангары на базе Канеохе-Бэй — и уничтожали оставшиеся самолёты — американские пилоты и наземный персонал убежали в укрытие. Исключением стал ремонтник Джон Уильям Финн, который прибежал на базу из дома и установил крупнокалиберный пулемёт на открытой местности непосредственно перед ангарами.

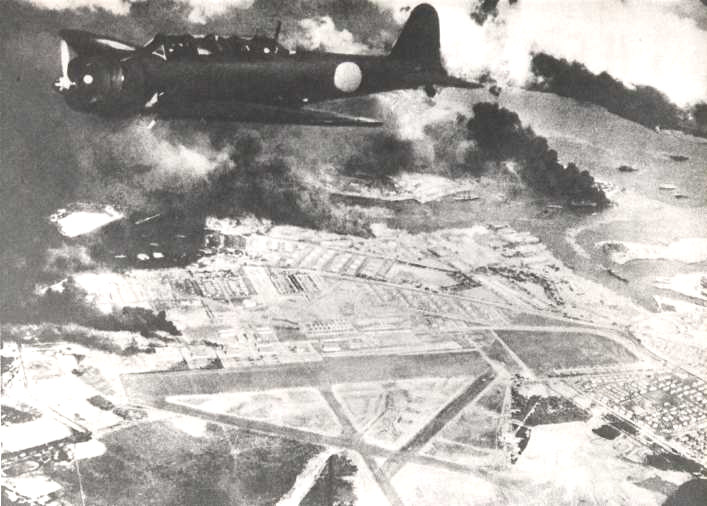
Самолёт-торпедоносец Nakajima B5N над горящим лётным полем Хикам-Филд

Авиатехник Финн — который со своей боевой позиции мог различать лица японских пилотов — непрерывно обстреливал нападавших. Ранение осколком не остановило его. Финн смог поразить один из «Зеро», но японский самолёт сумел вернуться на свой авианосец. Кроме того, командир эскадрильи истребителей с «Сорю» Иида Фусата был сбит из пулемёта Финна: когда самолёт Ииды начал терять топливо, лётчик по радио передал командование соединением пилоту Фудзите Иёдзо и затем попытался направить свой самолёт в сторону американских ангаров — но врезался в склон холма. Вторая атака на авиабазу Канеохе-Бэй унесла жизнь Ииды и девятнадцати американцев.
Вторая волна также превратила сам аэродром в руины: тридцать три «Каталины» были уничтожены, только три разведывательных гидросамолёта остались неповреждёнными, поскольку успели улететь непосредственно во время удара. При возвращении на авианосцы японские силы также понесли потери от четырёх американских самолётов из 46-й эскадрильи преследования, вылетевших с базы Уиллер-Филд. Ещё один японский самолёт сбился с курса на обратном пути к «Сорю»: поскольку авианосцу было запрещено подавать радиосигналы, самолёт и пилот были потеряны.

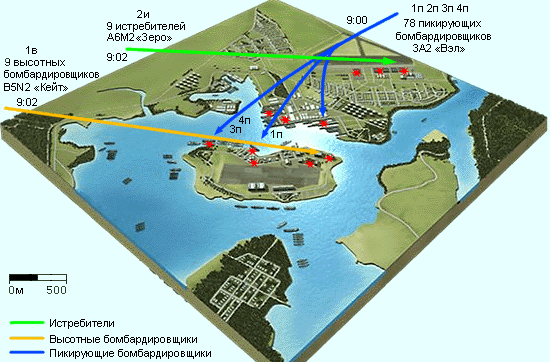
События в бухте Перл-Харбор во время второй волны

#### Атака Беллоуз-Филд
Истребительная эскадрилья с «Хирю» во главе с лейтенантом Ноно Сумио также атаковала Канеохе-Бэй, после чего девять самолётов развернулись и в 9:00 достигли авиабазы Беллоуз-Филд, которую ранее атаковал только один японский истребитель. Эскадрилья Ноно обстреляла разведывательные самолёты и американские истребители на Беллоуз-Филде, а также — один бомбардировщик B-17. Два американских истребителя из 44-й эскадрильи преследования были сбиты «Зеро», когда попытались взлететь.

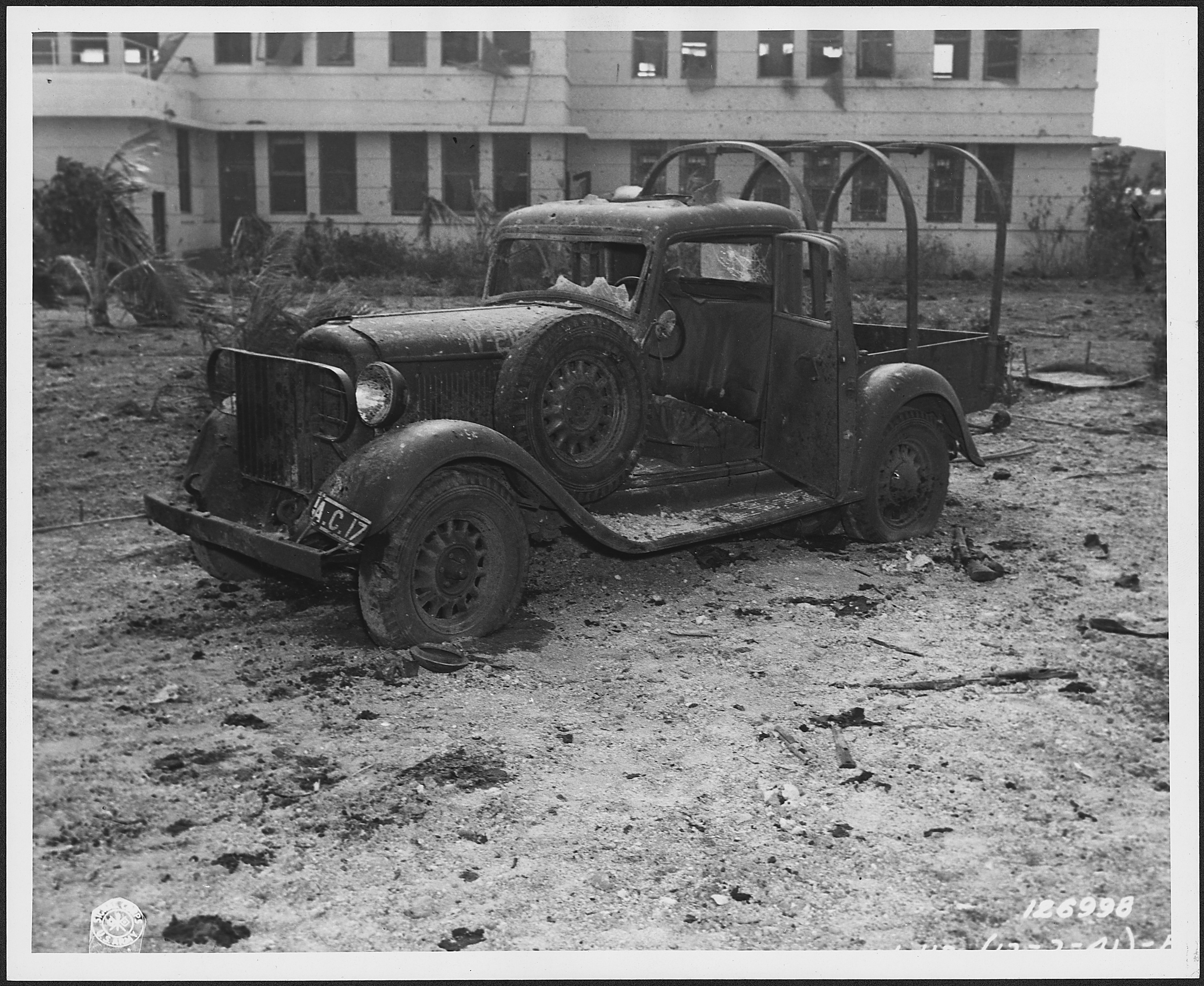
Армейский грузовик США, расстрелянный из японских авиапулемётов

#### Повторный удар по Хикам-Филд
Двадцать семь бомбардировщиков во главе с Симадзаки в сопровождении девяти «Зеро» вскоре после 9:00 подвергли «ковровой бомбардировке» ангары, помещения для экипажа и офисные здания на авиабазе Хикам-Филд. Они также случайно попали в местную церковь и бейсбольное поле, расположенные рядом с аэродромом. Американские зенитные батареи вели ответный огонь, но не смогли поразить ни одного японского самолёта. Симадзаки сообщил своему командиру Гэнде, что его силы «нанесли большой урон».

#### Атака доков
Согласно японскому плану, четыре эскадрильи пикирующих бомбардировщиков — имевшие в сумме 78 самолётов — под командованием капитан-лейтенанта Эгусы Такасигэ должны были окончательно потопить американские линкоры. Самолёты Эгусы должны были атаковать гавань в четыре этапа с пятиминутными интервалами между каждым. Однако — поскольку «линкорный ряд» был окутан густым чёрным дымом от сильно повреждённых линкоров — пилоты Эгусы, имевшие в своём распоряжении всего по одной 250-килограммовой бомбе, не имели возможности точно поразить корабли. Когда Эгуса обнаружил в сухом доке несколько кораблей Тихоокеанского флота, не затронутых первой атакой, он сделал их основной целью для своих сил. Когда вторая волна появилась в небе на Перл-Харбором, врачи, медсёстры, санитары, и сами раненые, находившиеся в военно-морском госпитале, попытались укрыться от них.

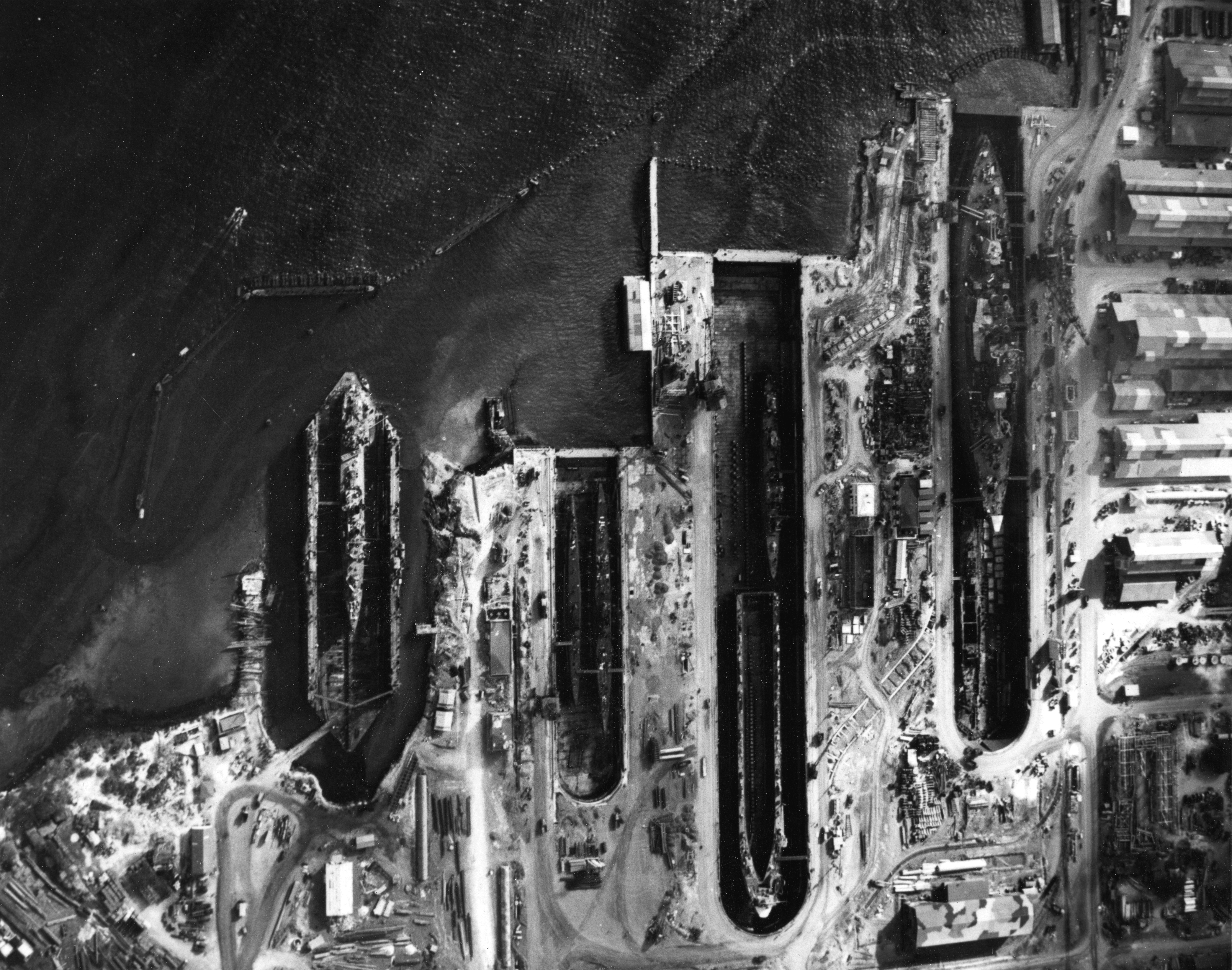
Район сухих доков военно-морской верфи в Перл-Харборе (июль 1942)

Первой целью японских бомбардировщиков стал тяжёлый крейсер «Нью-Орлеан», ожидавший ремонта: бомбы разорвались вблизи него, но не нанесли серьёзных повреждений. Два эсминца — «Кассин» и «Даунс» — и линкор «Пенсильвания» также стояли в доке. В отличие от «Аризоны», принадлежавшая к тому же типу «Пенсильвания» осталась невредимой после первой атаки. Когда пикирующие бомбардировщики начали наносить удары по доку, в нём начался пожар, усилившийся в результате утечки масла из пораженного резервуара. Когда пламя достигло отсеков с боеприпасами и взрывчаткой на «Кассине», корабль взорвался. Взрыв и пожар также повредили соседний «Даунс». Три бомбы попали в эсминец «Шоу», который загорелся и был покинут своим экипажем. Через несколько минут после этого произошёл мощный взрыв в носовом отсеке с боеприпасами: сила взрыва была такова, что часть обломков «Шоу» долетела до острова Форд.
Начиная с 9:20 лёгкий крейсер «Гонолулу» стал целью для множества бомб, сброшенных с пикирующих бомбардировщиков. Однако, не считая вмятин на корпусе и небольшого затопления, он не получил никаких повреждений. Главная цель Эгусы — линкор «Пенсильвания» — получил попадание 250-килограмовой бомбой и фрагментами от соседних эсминцев. Однако, несмотря на 15 убитых, включая двух офицеров, и 14 пропавших без вести членов экипажа, линкор остался в строю.

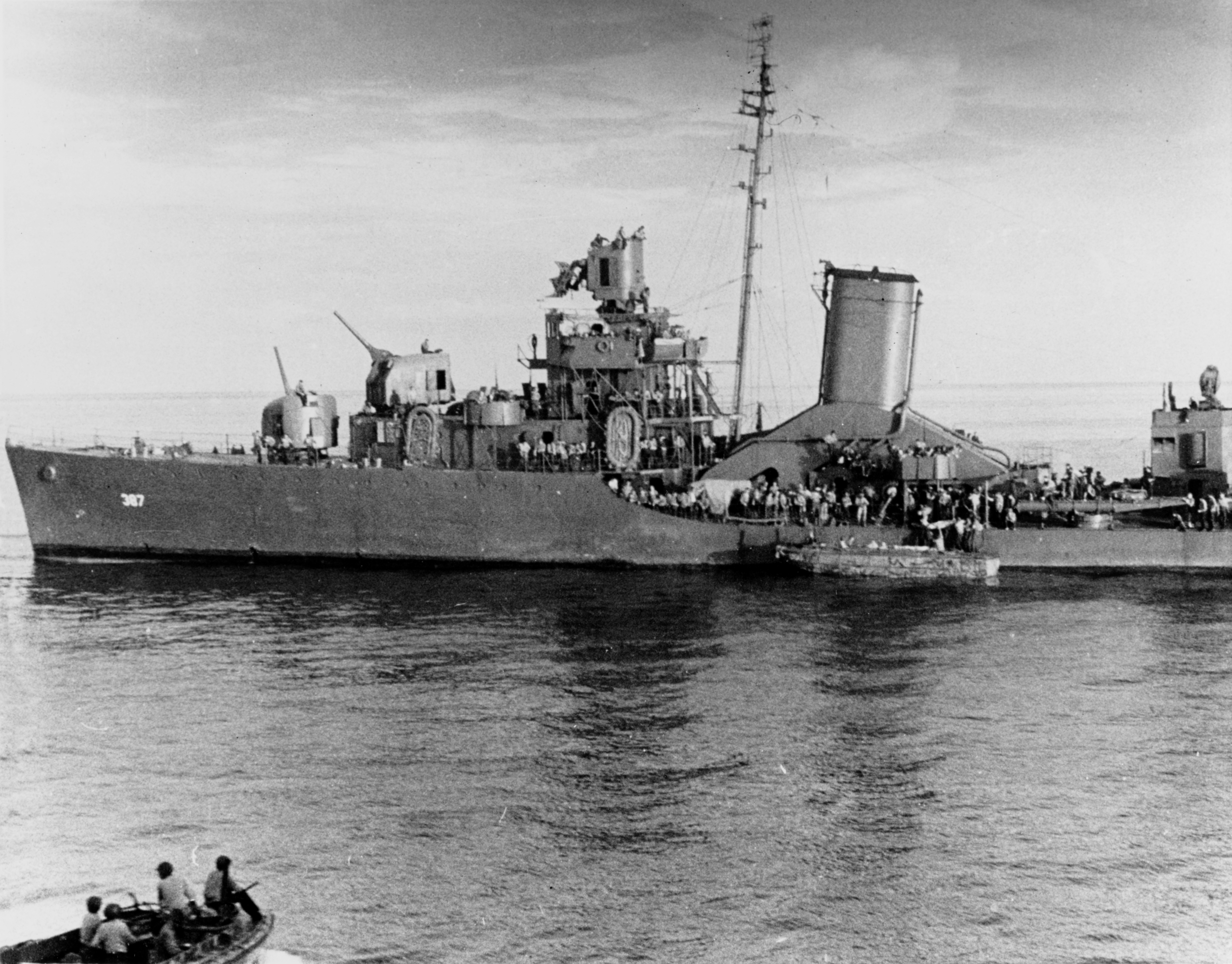
Эсминец «Блю» перевозит солдат после битвы у Тулаги (Гуадалканал, август 1942)

Эсминец «Блю» вышел в море сразу после того, как на его мостик поступило сообщение о торпедировании «Юты». В момент начала второй волны, эсминец ещё не вышел из гавани. Крупнокалиберный пулемёт на борту «Блю» поразил два бомбардировщика Эгусы. Командир корабля, бросивший свой бинокль в один из японских самолётов, позже извинялся за свой иррациональный поступок: он полагал, что «просто немного тронулся головой» в тот момент. Затем «Блю» вышел в открытое море, где начал патрулирование. Корабль обнаружил подводную лодку противника и потопил её глубинными бомбами.
Лёгкий крейсер «Роли», уже сильно пострадавший от первой волны, получил ещё одно бомбовое попадание в ходе второй: авиабомба разорвалась на морском дне, и экипажу удалось потушить начавшийся пожар. При этом зенитные батареи «Роли» сбили несколько японских бомбардировщиков, а среди его экипажа не было ни одного убитого.

#### Вторая атака линкоров
К началу второй атаки на крупнейшие американские корабли в Перл-Харборе линкор «Оклахома» уже опрокинулся, а «Аризона» полностью скрылась под водой. Линкор «Мэриленд» пострадал меньше других линейных кораблей, будучи пораженным только двумя бомбами: «Мэриленд» оставался на плаву и медленно продвигался вперед. Сильно повреждённый ремонтный корабль «Вестал» — «на обоих двигателях, без рулевого механизма» — двигался за счёт буксиров, которые пытались вывести его из опасной зоны. После того как «Вестал» начал заметно крениться на правый борт, капитан Кассин Янг принял решение посадить корабль на мель, чтобы избежать затопления. В 9:45 он направил «Вестал» на коралловый риф на пляже Аиэа к юго-востоку от города.

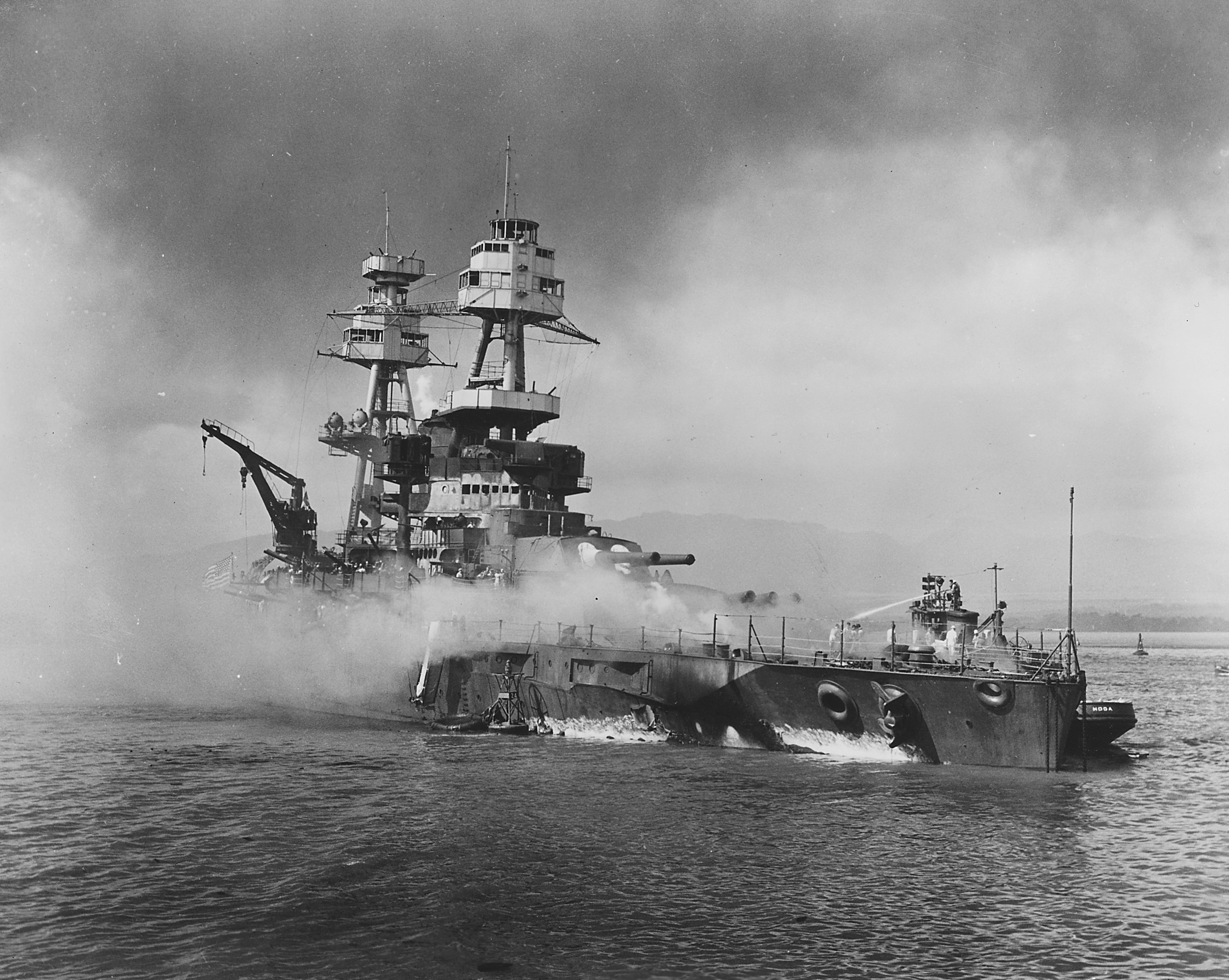
Линкор «Невада» на мели у Хоспитал-Пойнт

Линкор «Невада», несмотря на торпедное попадание, принял часть экипажа «Аризоны» и сумел пересечь пролив между островом Форд и пирсом Тен-Тен — но ещё не достиг выхода из гавани. Лейтенант Макино Сабуро, командовавший четвёртой эскадрильей сил Эгусы, увидел возможность потопить повреждённую «Неваду» и одновременно заблокировать вход в гавань. Один из бомбардировщиков Макино сбросил бомбы, осколки которых попали в борт корабля. Первый помощник Томас понял замысел японских лётчиков и посчитал риск слишком большим: если «Невада» затонула бы в узком канале, другие американские корабли не смогли бы спастись — гавань была бы «закупорена». Томас направил свой корабль обратно к берегу и в 9:10 сел на мель в районе Хоспитал-Пойнт (Hospital Point), имея на борту более ста раненых и пять десятков убитых.

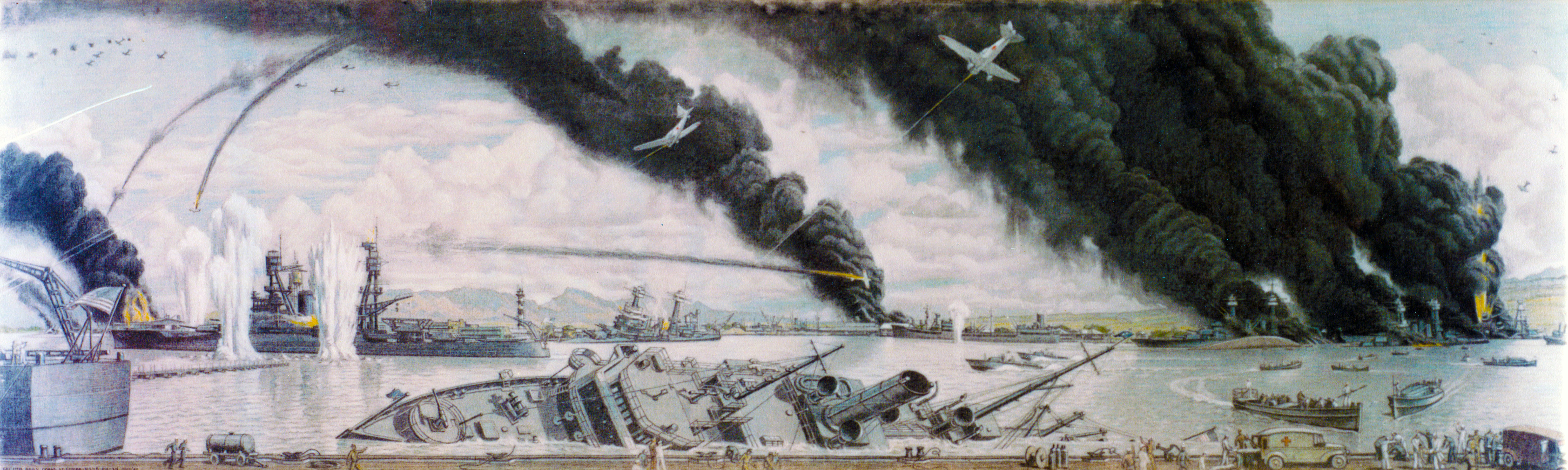
Рисунок «Японская атака на Перл-Харбор» (Г. Коул, 1944)

#### Атака «Сент-Луиса». Поиск десанта
В 9:30 капитан Джордж Руд (George Arthur Rood), командовавший лёгким крейсером «Сент-Луис», также приказал своей команде вывести корабль из опасной зоны. Руд, ранее служивший на подводной лодке, опасался, что японские подлодки ждут его у выхода из гавани. Он приказал рулевому идти на полной скорости, что в три раза превышало разрешённую. «Сент-Луис» разорвал противолодочную сеть и вышел в открытое море вскоре после 10 часов утра. Непосредственно за этим дозорный «Сент-Луиса» сообщил, что к кораблю направляются две торпеды. Крейсер провёл противоторпедный манёвр на максимальной скорости в 25 узлов; две японские торпеды врезались в песчаную отмель. Затем «Сент-Луиса» заметил тень от подводной лодки и атаковал её глубинными бомбами. В итоге, атака на Перл-Харбор закончилась около 9:45 тем же, с чего и началась — атакой американского надводного корабля на японскую подводную лодку.

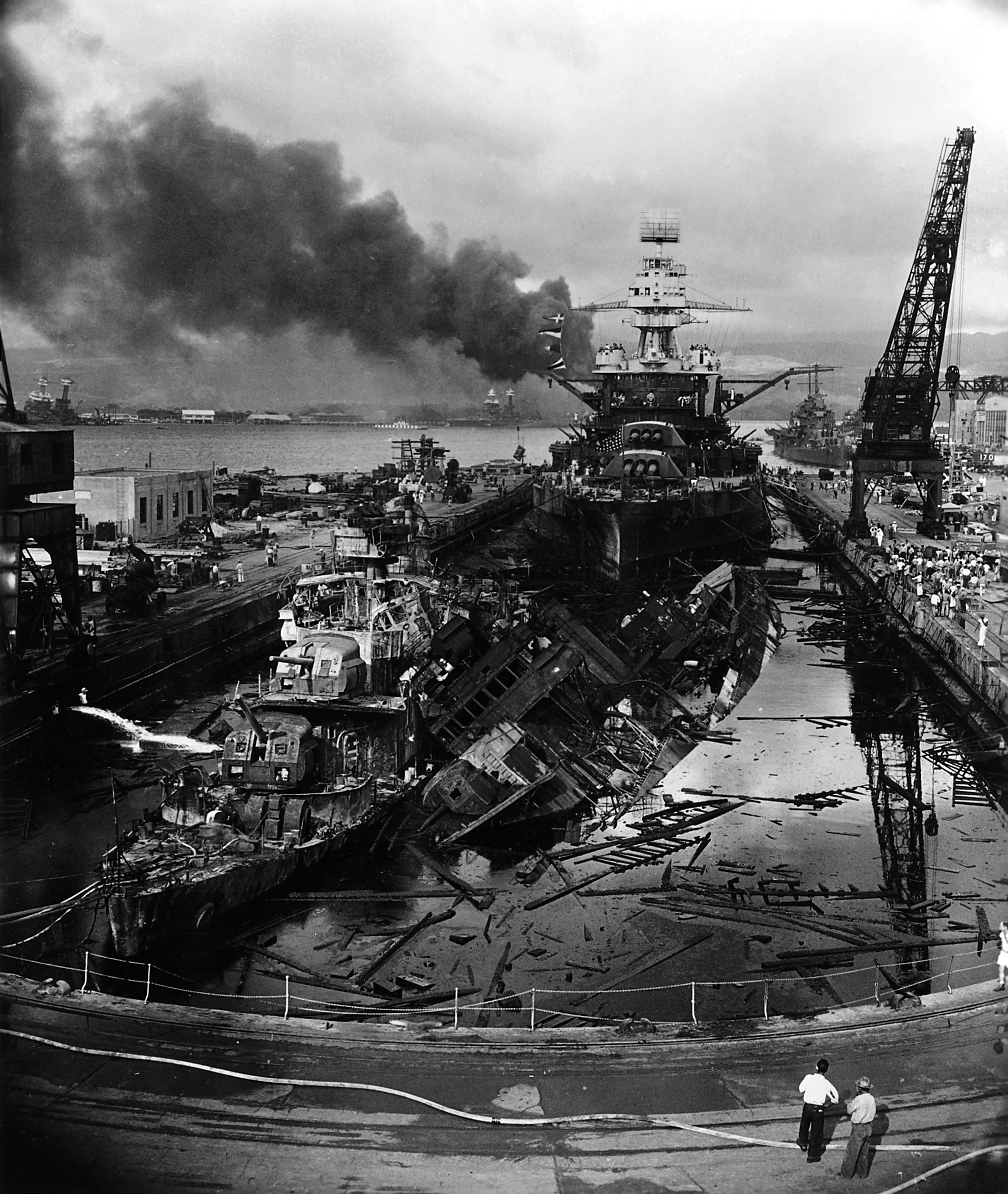
Эсминцы «Даунс» и «Кэссин» в сухом доке на фоне линкора «Пенсильвания»

«Сент-Луис» стал частью группы американских кораблей, которая начала двигаться на запад в поиске японских сил. Командование на Оаху опасалось начала японской высадки на Гавайях. Несколько уцелевших самолётов, включая один бомбардировщик B-17, также взлетели на поиски японского десанта. После ошибочного сообщений о том, что к югу от Гавайских островов был замечен авианосец, группа отправилась на его перехват. В это время японские силы уходили в противоположном направлении — на север.

### Потери
К 9:45 утра 7 декабря нападение на Перл-Харбор подошло к концу: последними целями для пилотов Эгусы стали аэродромы Утайлер-Филд, Хикэм-Филд и Эва-Моринг-Мачт-Филд (Эва-Мооринг-Маст-Филд). Командующий Футида продолжал оставаться в небе над Гавайями, несмотря на чёрные облака дыма, чтобы составить максимально точный отчёт об атаке. В период с 10:30 до 13:30 японские самолёты постепенно возвращались на свои авианосцы: Футида вернулся на «Акаги» одним из последних.
Кидо Бутай понёс гораздо меньшие потери, чем ожидалось по плану: было уничтожено девять самолётов — три «Зеро», один D3A и пять B5N. Японские силы первой волны недосчитались двадцати лётчиков. Вторая волна привела к потере ещё 20 самолётов — шести «Зеро» и четырнадцати D3A. Из лётчиков второй волны 34 не вернулись на борт своих кораблей. Один истребитель с «Хирю» был вынужден приземлиться на острове Ниихау, где он был убит местными жителями. Ни одна из пяти сверхмалых подводных лодок не вернулась из атаки, а подводник Сакамаки Кадзуо стал первым японским военнопленным мировой войны. В результате обеих волн было повреждено около 5 % самолётов «мобильных сил», из которых 80 % подлежали восстановлению. Итоговые потери японских самолётов остаются неясными, поскольку кроме 29 потерянных над Перл-Харбором неизвестное количество вернувшихся на авианосцы машин с боевыми повреждениями было списано и сброшено в море (по разным оценкам: 19 самолётов сброшены в море; более 20 из вернувшихся на авианосцы самолётов не могли быть спасены; всего списано 26 самолётов, включая 11 B5N и 15 D3A).

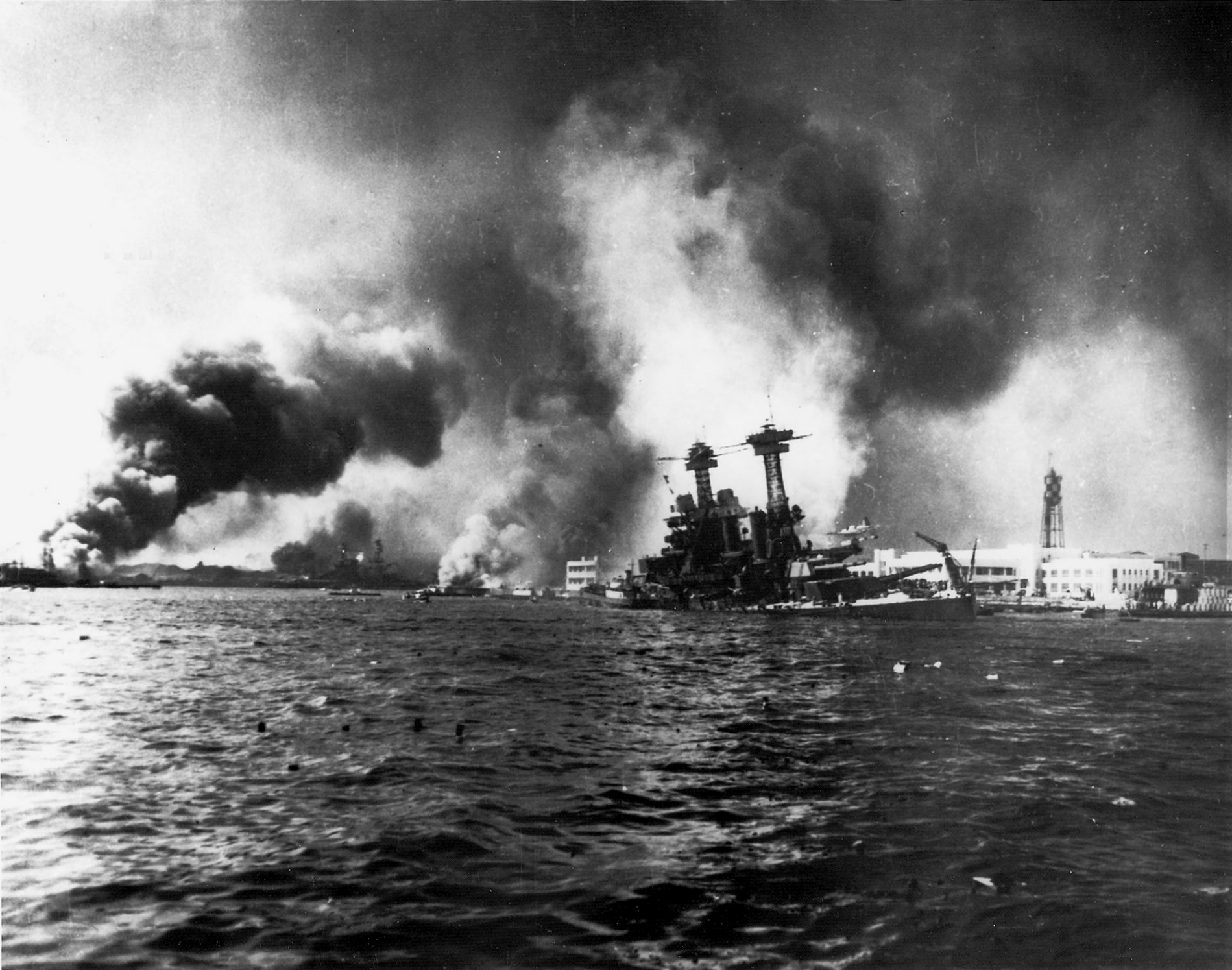
Затопление линкора-флагмана «Калифорния»

Тихоокеанский флот США понёс тяжёлые потери: из 36 сброшенных японскими силами торпед 25 попали в цели; было потоплено или повреждено 18 кораблей. Три лёгких крейсера («Хелена», «Гонолулу» и «Роли»), три эсминца («Кассин», «Даунс», «Шайв») и четыре других корабля («Кертис», «Оглала», «Юта» и «Вестал») были повреждены или потоплены. Повреждения получили все восемь линкоров: «Аризона», «Калифорния» и «Оклахома» были потоплены; «Вест Вирджиния» находилась под угрозой затопления, а «Невада» села на мель. Наименее пострадавшим линкором стала «Пенсильвания». Однако только «Аризона» и «Оклахома» — а также учебной линкор «Юта» — были потеряны безвозвратно. Все остальные корабли были выведены из строя лишь на время: они были восстановлены после атаки и позднее приняли участие в боевых действиях Тихоокеанской войны. Если «Мэриленд» и «Теннесси» были боеспособны уже к февралю 1942 года, то ремонт «Калифорнии» и «Вест Вирджинии» продолжался до лета 1944 года.
Американская авиация понесла значительные потери: 188 военных самолётов — 96 армейских и 92 флотских — были уничтожены, ещё 159 были столь сильно повреждены, что в первых отчётах классифицировались как не подлежащие восстановлению. Несмотря на это, 80 % из повреждённых авиамашин в итоге удалось отремонтировать. Потери составили небольшую часть от находившихся в тот момент на вооружении армии и флота 17 757 самолётов. Все аэродромы также получили значительные повреждения.
На Гавайях погибло 2403 американца: 2008 моряков, 109 солдат морской пехоты и 218 армейских чинов. Также погибло 68 гражданских лиц: они либо находились на военных объектах, либо стали жертвами зенитных снарядов. Несколько жителей Гонолулу погибли в результате ошибочного удара японских самолётов по городу. Кроме того, было ранено 1178 человек: 710 моряков, 69 солдат морской пехоты, 364 армейских и 35 гражданских лиц.

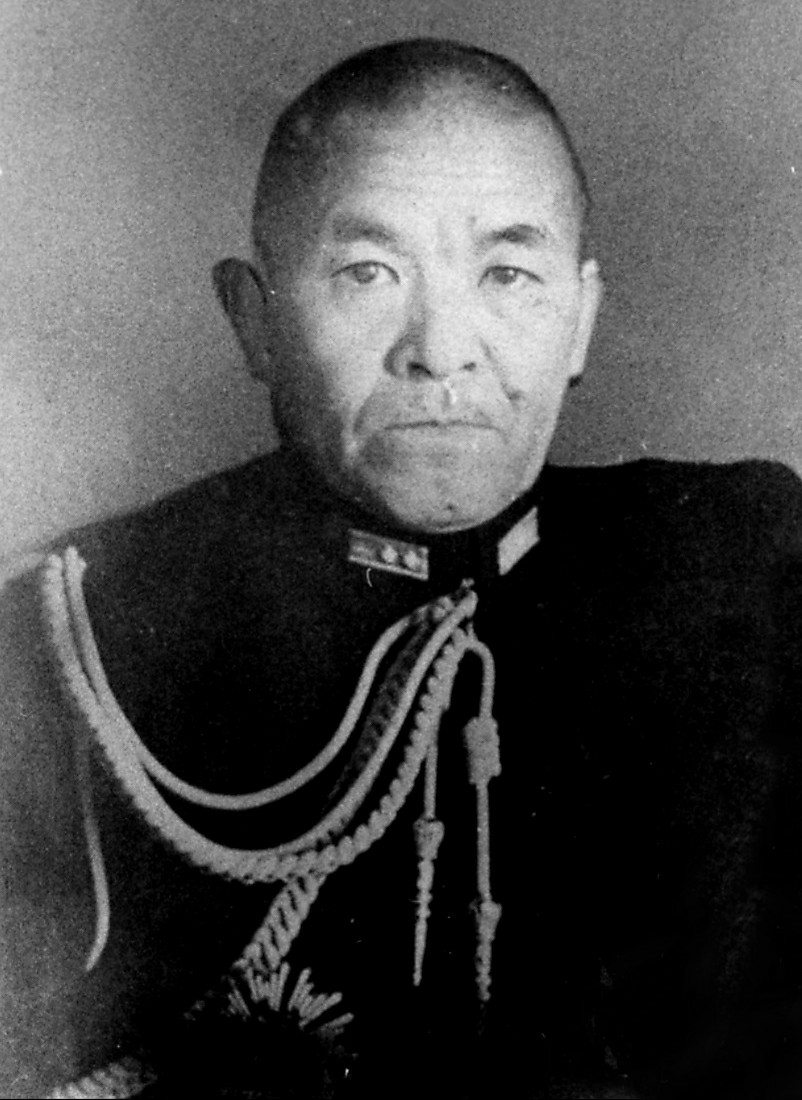
Командующим авианосным флотом Нагумо (около 1940)

### Несостоявшаяся третья волна. Остров Уэйк
После возвращения на флагманский «Акаги», Футида заслушал отчёты командиров эскадрилий, чтобы составить полную картину американских потерь. Затем Футида явился к главнокомандующему Нагумо и штабным офицерам. Нагумо задал прямой вопрос: «Командир, как закончился бой?» Футида ответил, что четыре линкора «наверняка потоплены», а три других линкора были «серьёзно повреждены»; восьмой линкор Футида описал как «не сильно повреждённый». Футида добавил, что «цель была достигнута». После этого, он дополнил свой рассказ описанием потерь американской авиации: по его словам, все самолёты на земле и половина самолётов в ангарах были уничтожены.

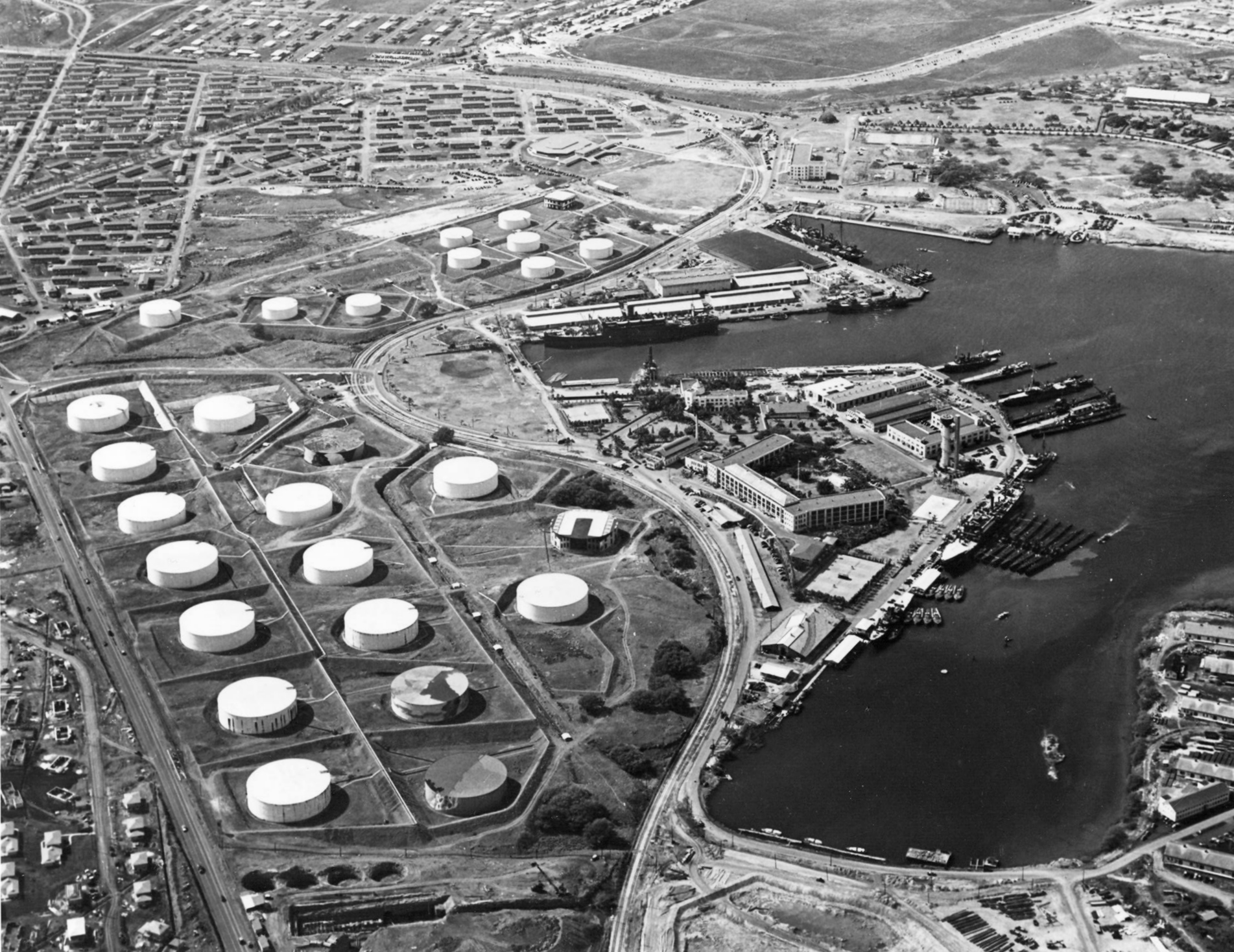
База подводных лодок с топливными хранилищами (Гавайи, октябрь 1941)

Нагумо задал ключевой для всей операции вопрос: «Вы думаете, что американский флот сможет нанести контратаку из Перл-Харбора в ближайшие шесть месяцев?» Футида ответил, что это было маловероятно. Нагумо пришёл к выводу, что Тихоокеанский флот США был нейтрализован как минимум на полгода. Формально, это полностью соответствовало полученному им приказу. К тому же, многие офицеры полагали, что в тот момент американцы уже знали, где искать флот Нагумо.
Нагумо перешёл к обсуждению дальнейших действий со своими штабными офицерами. Футида уже после войны сообщил, что он сам и командир 2-й авианосной дивизии Ямагути Тамон настаивали на третьем и четвёртом ударах по Гавайям. Футида писал, что он планировал уничтожить нефтяные резервуары и верфи. Однако, исследователи — включая Джонатана Паршалла и Такуму Мельбера — полагали, что данная часть его показаний появилась уже после того, как стали известны результаты войны на Тихом океане и скорость, с которой американский флот смог восстановиться. После 1945 года многие понимали, что полномасштабная атака на верфи могла отложить ремонт американских кораблей ещё на несколько месяцев. В момент удара наземные цели имели для японских офицеров второстепенное значение — поэтому они, в основном, игнорировались пилотами.

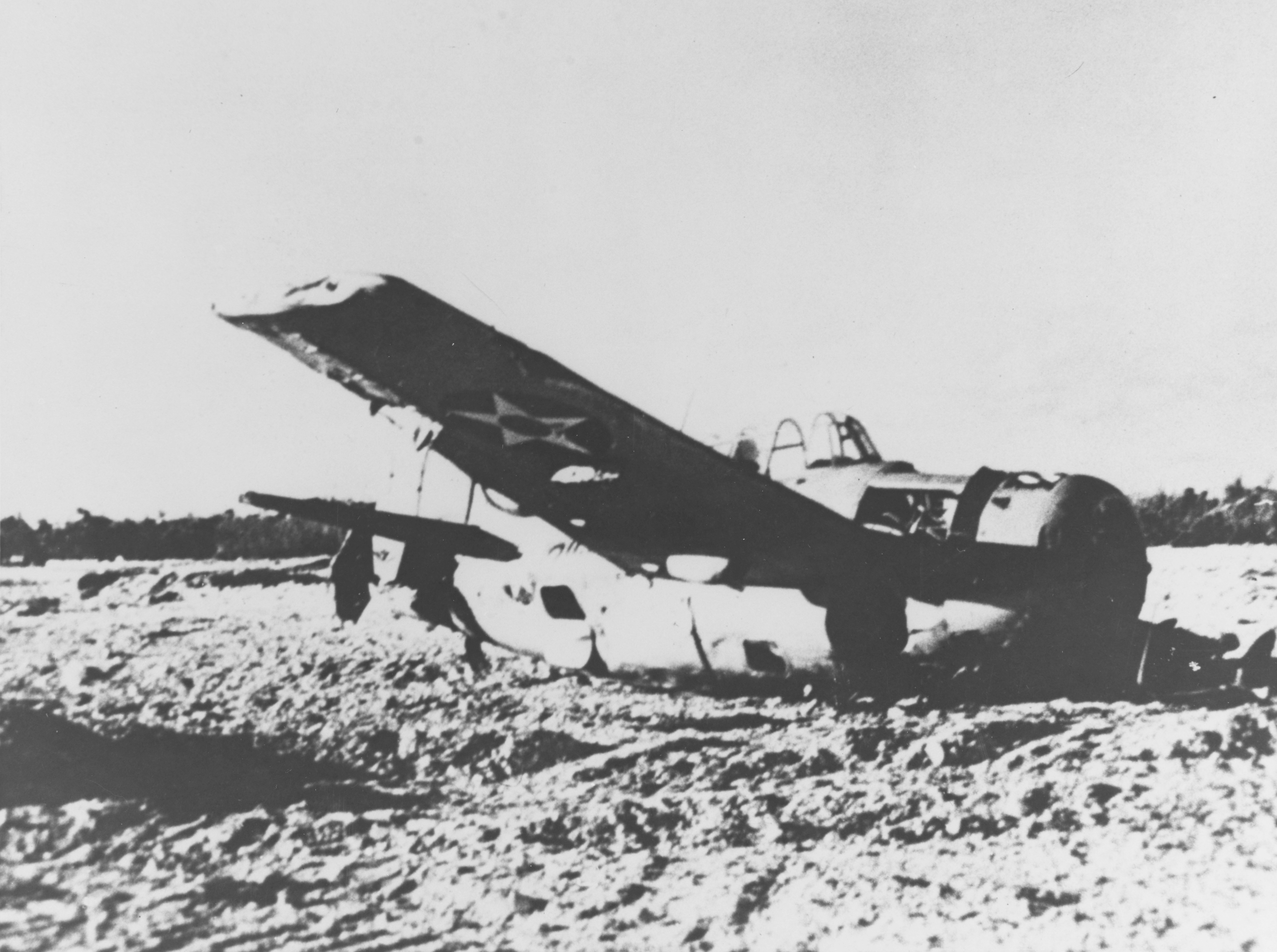
Обломки самолёта «Уайлдкэт» на острове Уэйк (декабрь 1941)

Сразу после возвращения японские авиамеханики стали готовить самолёты к повторному взлёту: не для новой атаки на Гавайи, а для отражения предполагавшегося ответного налёта на Кидо Бутай. Футида не смог сообщить Нагумо местонахождение американских авианосцев: он не видел ни их самих, ни базировавшихся на них самолётов. Лётчик смог только предположить, что авианосные корабли США совершали манёвры в открытом море. Чтобы атаковать авианосцы — основную цель всей операции «Гавайи» — Гэнда предложил японскому флоту оставаться на текущих позициях в течение нескольких дней. Однако Нагумо не хотел рисковать: он хотел избежать столкновения с американскими авианосцами и вернуть свой флот в японские воды; действуя далеко от своих баз, поврежденные японские корабли имели мало шансов выжить. Командующий посчитал, что миссия Кидо Бутай была выполнена и атака прошла чрезвычайно успешно. Приняв данное решение, Нагумо упустил шанс уничтожить авианесущие силы США.
Генеральный штаб японского ВМФ также не отдал приказ ещё раз атаковать Гавайи, поскольку интерпретировал всю операцию против американских сил как вспомогательную: основной задачей было завоевания территории и ресурсов в Юго-Восточной Азии. «Мобильные силы» повернули назад, начав патрулирование в ожидании ответного американского удара. На обратном пути они столкнулись со штормовой погодой, продолжавшейся с 11 по 13 декабря: волны смыли за борт несколько членов экипажа «Хирю». Затем, 16 декабря, адмирал Ямамото выделил из Кидо Бутай два авианосца, два крейсера и пару эсминцев для удара по острову Уэйк. После войны лётчик-истребитель Харада Канамэ писал, что экипаж авианосца «Сорю» начал праздновать победу в Перл-Харборе: нетрезвые пилоты хвастались тем, как они топили американские боевые корабли. После того, как экипаж осознал, что американских авианосцев не было в Жемчужной гавани, настроение японских моряков стало гораздо более сдержанным.

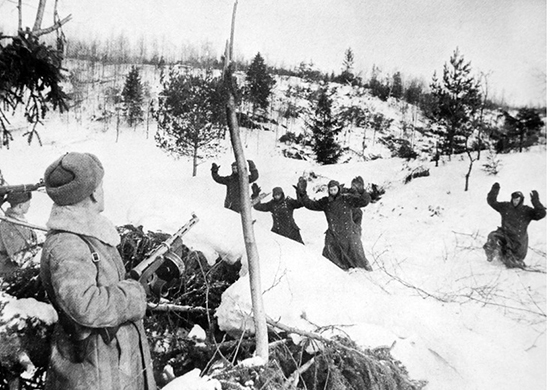
Сдача в плен группы солдат вермахта в ходе советского контрнаступления под Москвой (декабрь 1941)

Никто на борту Кидо Бутай не знал, что днём ранее «на другом конце света» советский генерал армии Георгий Жуков отдал приказ о наступлении РККА под Москвой. Таким образом, Японская империя присоединилась к нацистской Германии практически точно в тот момент, когда победа вермахта на Восточном фронте перестала казаться неотвратимой.

### Паника
Во время атаки на американский флот многие гражданские лица в Гонолулу оставались в неведении о положении дел — такая ситуация продолжалась в течение как минимум часа после удара. Жители островов, привыкшие к грохоту от самолётов и взрывам во время учений армии и флота, посчитали источником шума вокруг американских баз «необычно реалистичные манёвры».
Американские моряки и солдаты на Гавайских островах продолжали ожидать нового удара. Сообщения, передававшиеся по военно-морским и гражданским радиостанциям, способствовали распространению тревоги: ложные донесения о действиях японского флота приходили постоянно. Так в 11:33 эсминец «Сикард» сообщил на берег, что «заметил ещё одну группу горизонтальных бомбардировщиков». Регулярно также поступали сообщения о начавшемся наземном вторжении: например, сообщалось, что «вражеские войска высадились на северном берегу», или что «парашютисты приземляются в Барберз-Пойнте», а также — что «вражеский десант у берега Нанакули». Десантной операции на острова ожидали и американские чиновники в Вашингтоне.

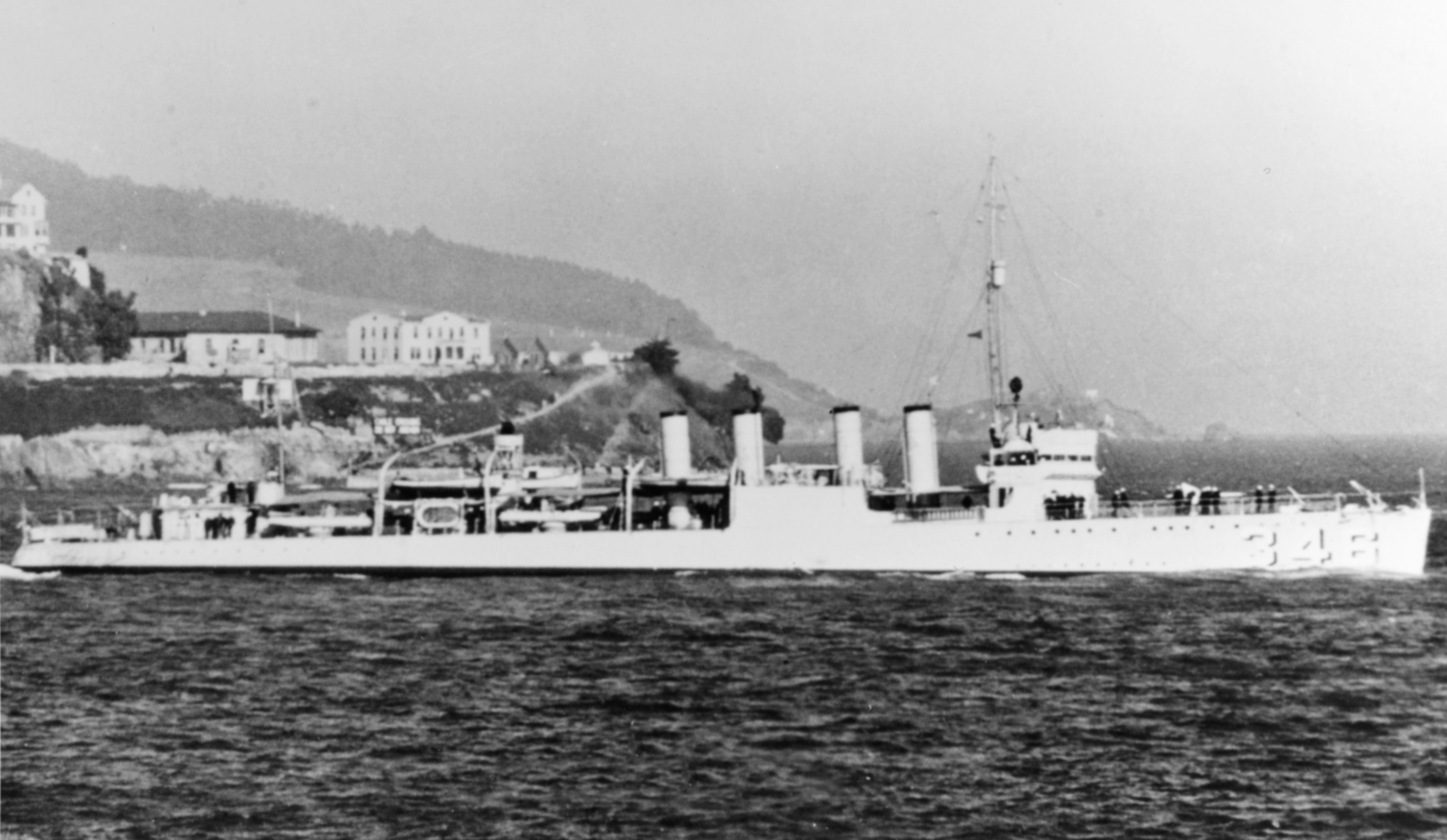
Эсминец «Sicard» в гавани (1930-е)

Уже после атаки подобные сообщения, дополнявшиеся самым разнообразными слухами — включая то, что «японцы отравили питьевую воду» — вызвали панику у местного населения. Одной из основных проблем после нападения стало подавление гражданской истерии в городе Гонолулу, пострадавшем от неточного огня американской зенитной артиллерии: жители же города полагали, что они находились под прямым неприятельским огнём. Попытки передать «успокоительные» сообщения по радио возымели обратный эффект. Островитяне «заполонили» практически все дороги островов, образовав невиданные ранее автомобильные пробки. Однако, не все жители поддались панике: так, 81-летняя Люси Орд Мейсон, потерявшая своего мужа в результате бойни при Вундед-Ни в 1890 году, категорически отказалась покидать свой дом или перемещаться в подвал — она мотивировала это тем, что была не готова бросить 12 своих канареек[значимость факта?].
Наступившая ночь усилила нервозность как жителей, так и солдат, имевших теперь время, чтобы осмыслить произошедшее. Дошло до того, что один из жителей уведомил армейские службы, что «собака на пляже Эва-Бич лаяла кодом, передавая сигнал на подводную лодку у берега». Две зенитные батареи на Канеохе-Бэй в течение десяти минут вели огонь по пустому небу; позднее они же обстреляли американские прожекторы на соседнем холме. При возвращении бомбардировщиков, занятых поиском японского флота, американские самолёты также были обстреляны: три из шести были сбиты. Жёны офицеров — как католички, так и протестантки — совместно молились в отеле Гонолулу. Затем около 400 женщин были эвакуированы в большую пещеру недалеко от форта Шафтер, которая перестраивалась под запасной штаб сил береговой обороны.
Командир японской подлодки I-68 Ватанабэ Кацудзи внёс вклад в формирование одной из легенд Перл-Харбора: он сообщил командованию о мощном взрыве в гавани в ночь с 7 на 8 декабря. Японский ВМФ пришёл к выводу, что одна из мини-подлодок произвела успешную атаку; сообщение о такой атаке неоднократно повторялось в японской прессе весной 1942 года. Вероятно, Ватанабэ услышал «дружественный огонь» по американским самолётам.

## Реакция
После возвращения Кидо Бутай в Японию, 26 декабря около 10:00 пилот Футида лично прибыл в Императорский дворец, где рассказал о результатах атаки в присутствии императора Хирохито. Вместо запланированных пятнадцати минут встреча затянулась на полчаса; нарушив придворный этикет, Футида один раз обратился к императору напрямую. Хирохито, не проявивший никаких признаков ликования, поинтересовался как военными успехами, так и отсутствием жертв среди гражданского населения. Многочисленные фотографии результатов налёта остались во дворце, поскольку император сообщил, что «мы хотим показать их Её Императорскому Величеству Императрице». С 1941 по 1945 год атака на Перл-Харбор отмечалась как крупнейшая победа в истории островного государства.

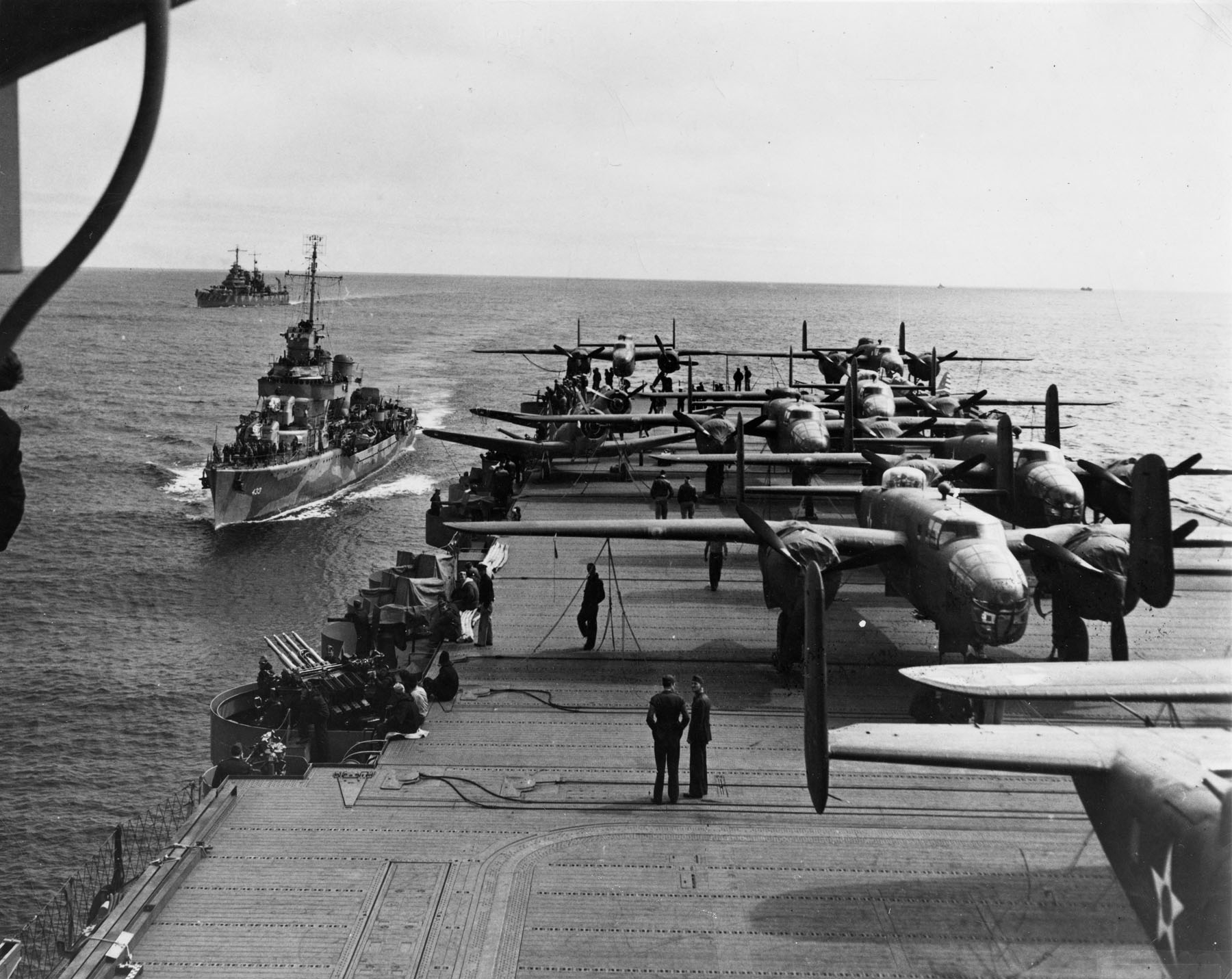
Рейд Дулиттла в апреле 1942

Сразу после успеха операции на Гавайях адмирал Ямамото призвал к разработке плана захвата этих островов — в качестве первого из трёх крупных наступлений; два другие были нацелены на Цейлон и Австралию. Адмирал полагал, что подобные удары вынудят оставшийся американский флот вступить в бой с превосходящими японскими силами; после того как империя одержит победу в данном бою, последует заключение мира. В качестве немедленной реакции на потери, понесённые в Перл-Харборе, правительство США приказало перебросить авианосец «Йорктаун», три линкора, эсминец и двенадцать подводных лодок из Атлантики обратно на Тихий океан. Кроме того, Рузвельт отдал приказ подготовить воздушный налёт на город Токио, успешно осуществлённый в апреле 1942 года.
Благодаря событиям в Перл-Харборе и объявлению США войны Японии различные союзы превратили европейскую войну в общемировую. Нападение Японии на Перл-Харбор не только ознаменовало начало боевых действий между США и Японией в Тихом океане: благодаря вмешательству США, которые вели войны как на Тихом, так и на Атлантическом побережье Великобритании, театры военных действий в Азии и Европе оказались связаны. Таким образом, события в Перл-Харборе спровоцировали самую серьёзную глобальную конфронтацию в истории человечества — Вторую мировую войну.

### Вступление США в войну

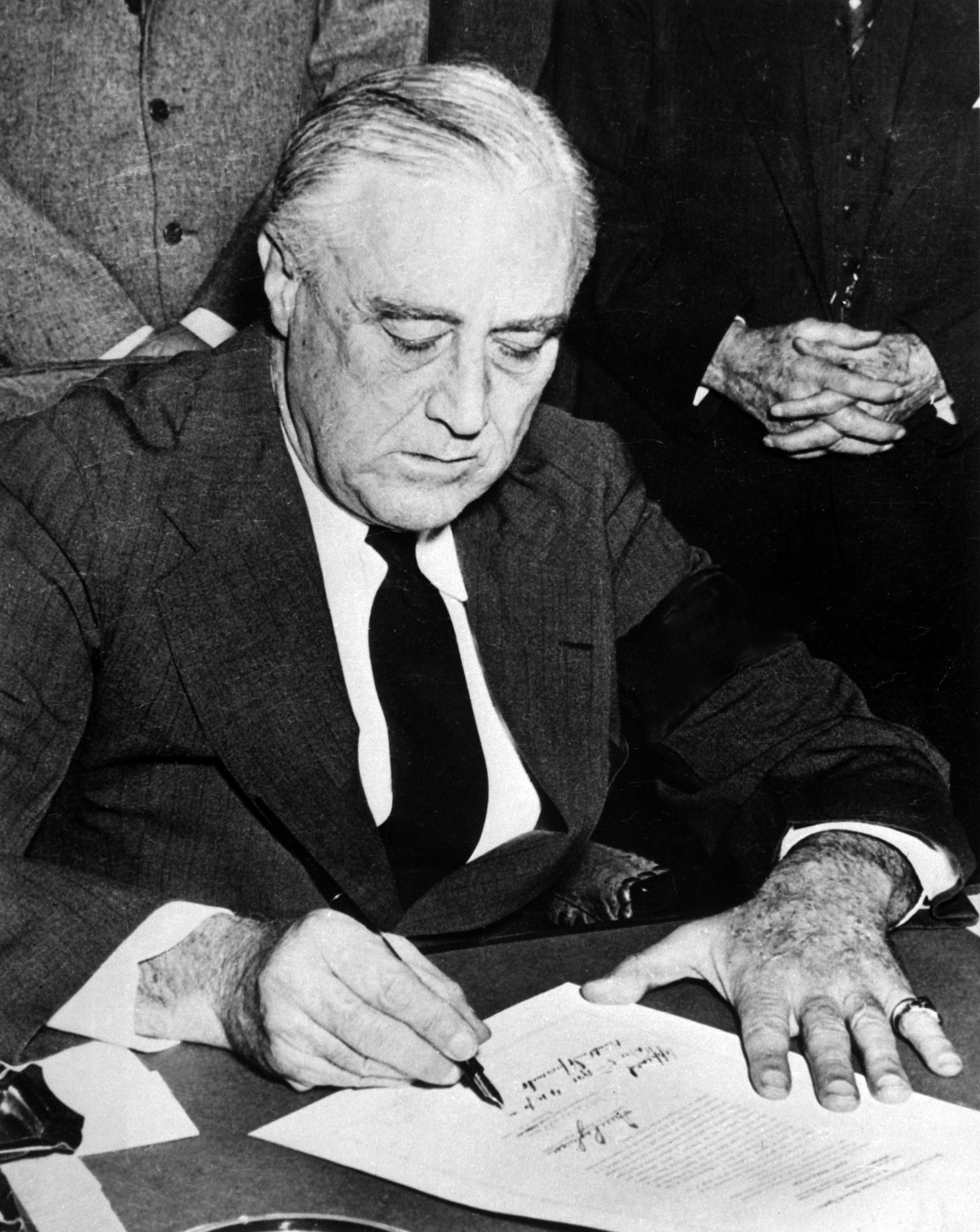
Президент Рузвельт подписывает декларацию об объявлении войны (8 декабря 1941)

Во второй половине дня 7 декабря послы Номура и Курусу были изгнаны из кабинета госсекретаря Халла. Японские дипломаты поспешили обратно в посольство Японии, где они впервые услышали о нападении на Перл-Харбор. Когда Курусу вошёл в свой офис на втором этаже, он встретил финансового атташе Нисияму Цутому (яп. 西山勉), который должен был выступить в качестве посредника в организации запланированной на 10 декабря встречи с Рузвельтом. «Мрачный» Нисияма рассказал о том, что произошло на Гавайях; оба чиновника пришли к выводу, что атака устранила любую возможность достижения дипломатического соглашения.

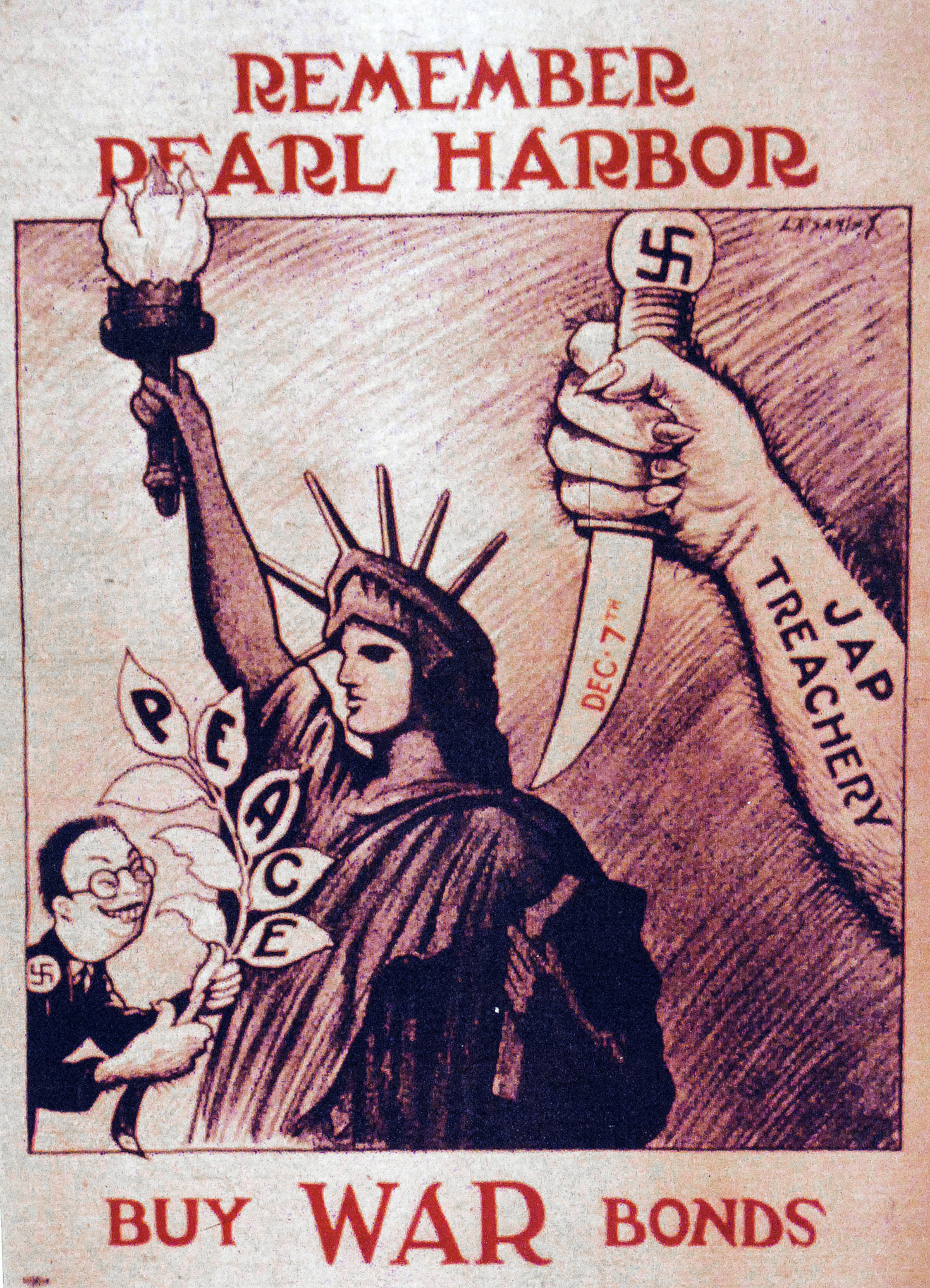
Плакат с ударом ножом в спину и слоганом «Помни о Перл-Харборе!» (ок. 1943)

Вечером 7 декабря в Белом доме встретились Рузвельт и госсекретарь Халл, а также — ключевые американские политические и военные чиновниками. Все согласились, что «предательское» нападение на военно-морскую базу США, предпринятое до объявления войны, обязывает американское правительство объявить войну Японской империи. От одновременного объявления войны нацистской Германии и Королевству Италия было решено отказаться: американское правительство решило дождаться, пока европейские союзники Японии сами объявят войну США. Британский посол граф Галифакс писал, что Халл ожидал от Германии и Италии объявления войны в тот же вечер.
На следующем заседании специальной сессии Конгресса Рузвельт произнёс свою речь «Infamy Speech», в которой назвал дату 7 декабря 1941 года «днём, который войдет в историю как символ позора». Президент лично вычеркнул первоначальную фразу про «день, который войдёт во всемирную историю» и заменил её термином «позор». Рузвельт уточнил, что расстояние между Гавайями и Японией делало очевидным, что атака была спланирована за несколько недель — что доказывало, что «японское правительство сознательно стремилось обмануть Соединённые Штаты ложными заявлениями и выражениями надежды на продолжение мира». Вечером Рузвельт сообщил британскому премьер-министру Уинстону Черчиллю результаты голосования в Конгрессе: 8 декабря Сенат единогласно принял объявление войны, а в Палате представителей был только один голос против. Вскоре после голосования в американском Конгрессе Британская империя, чьи колониальные владения — включая Гонконг — были атакованы практически одновременно с Гавайями, также объявила войну Японии.

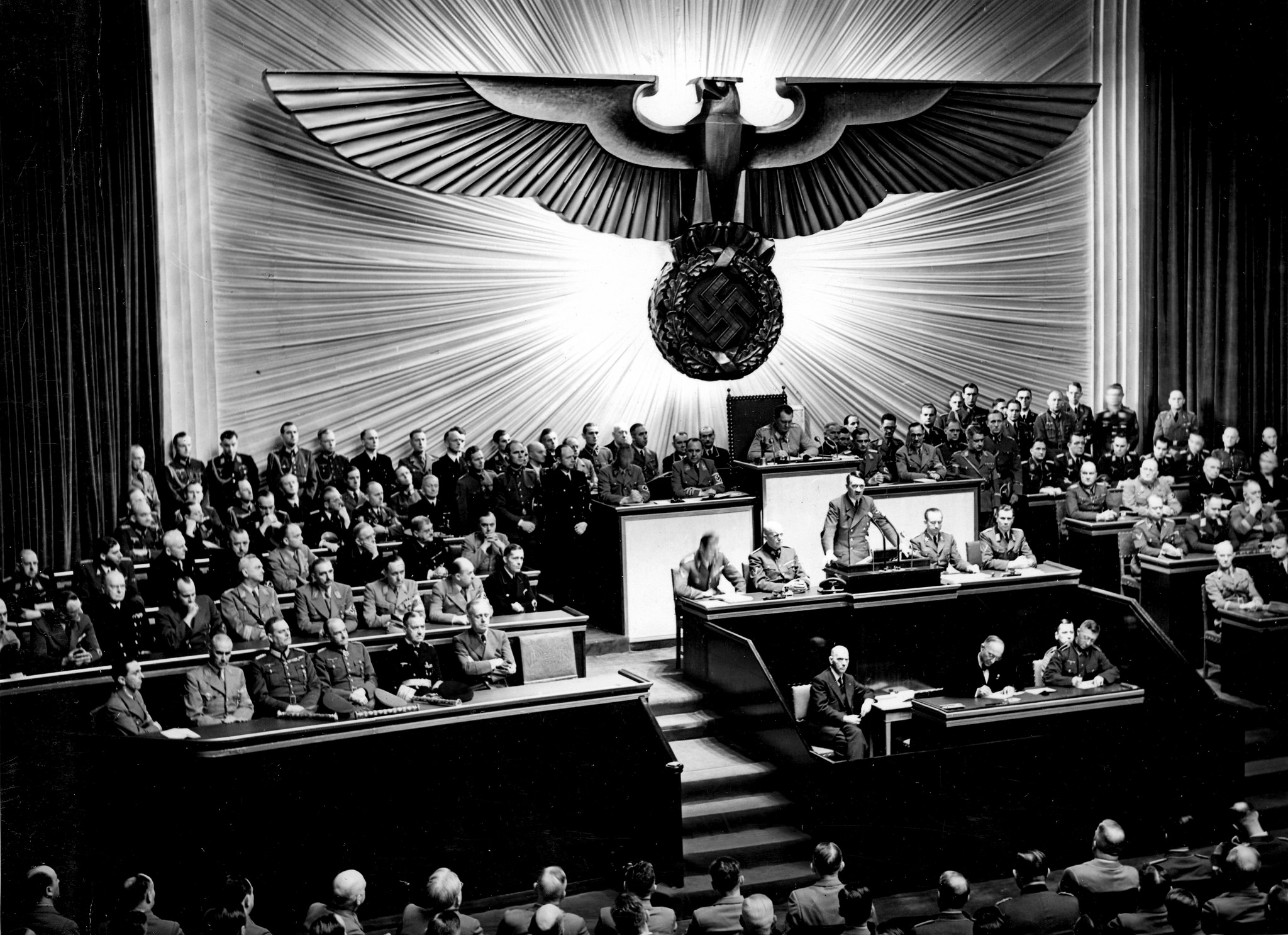
Речь Гитлера с объявлением войны США (11 декабря 1941)

Фюрер нацистской Германии Адольф Гитлер был «чрезвычайно доволен» развитием событий на Тихом океане: по словам министра пропаганды Йозефа Геббельса, фюрер был «крайне рад», когда услышал о японском нападении. Гитлер полагал, что Японская империя — одна из трёх крупнейших военно-морских держав мира — не только сможет сдержать американский флот в Азиатско-Тихоокеанском регионе, но и сумеет победить его; в результате США не смогут активно вмешиваться в европейские события. Если ранее Гитлер — вопреки мнению адмирала Эриха Редера — был готов «проявить сдержанность» даже после американской оккупации Исландии, то теперь Италия и Германия официально объявили войну США. Гитлер перенёс свою речь в Рейхстаге на два дня, и формальное объявление войны произошло 11 декабря 1941 года. При этом фюрер не настаивал на вступлении Японии в войну против СССР.

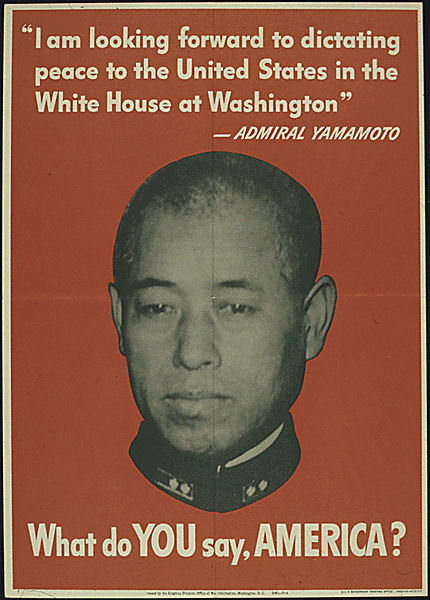
Постер с искажённой цитатой адмирала Ямамото (ок. 1943)

### Пропагандистская кампания. Интернирование

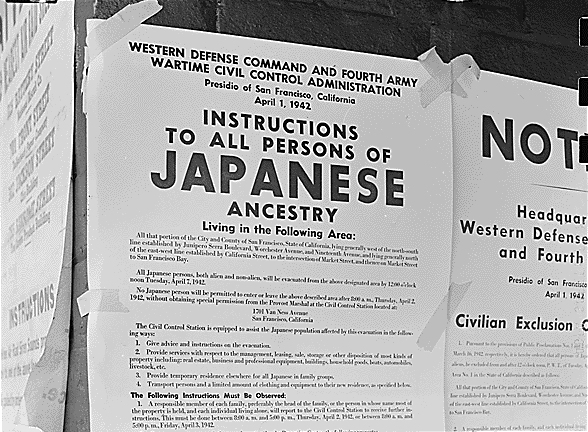
«Инструкции для всех лиц японского происхождения»: официальное уведомление о выселении (апрель 1942)

В результате нападения на Перл-Харбор правительство США полностью отказалось от изоляционистской позиции. Лозунг «Помните о Перл-Харборе!» стал важной частью широкомасштабной пропагандистской кампании, развёрнутой федеральным правительством и направленной на поддержание национального единства в вопросе о новой войне. Вскоре после 7 декабря практически каждый американец услышал об адмирале Ямамото, поскольку военная пропаганда сделала его «врагом № 1»: например, на обложке журнала «Time», вышедшего в декабре, «японский агрессор» Ямамото был изображен в виде «жёлтой гориллы с уродливым хмурым лицом».

Американский плакат с надписью «Помни о Перл-Харборе» (1943—1945)

Американская военная пропаганда также исказила саркастическое замечание, написанное Ямамото в личном письме, в котором адмирал скептически высказывался о перспективах победы над США: по версии американских СМИ, Ямамото написал, что он «с нетерпением ждал возможности продиктовать мир Соединённым Штатам в Белом доме в Вашингтоне». Данное искажённое заявление стало частью и послевоенной советской историографии Гавайской операции.
В целом, «коварное, трусливое нападение, совершенное в тот самый час, когда японские посланники-макиавеллисты вели „мирные“ переговоры с нашим правительством» вызвало резкое осуждение в газетах США. Ряд газет, включая New York Herald Tribune, дополнили общее негодование чувством «облегчения»: сложные предвоенные дискуссии о роли США в новой войне в одночасье завершились. Многие газеты, включая нью-йоркскую PM, полагали, что удар по Перл-Харбору был подготовлен Гитлером; другие считали, что Тихоокеанский флот США был напрямую атакован самолётами люфтваффе. Идея о том, что, как и в случае с Мукденским инцидентом, японские военные действовали без ведома гражданских властей, также пользовалась популярностью (см. гэккокудзё).
После Перл-Харбора в США значительно усилились антияпонские настроения; американские средства массовой информации стали выражать опасения по поводу перспективы японского вторжения на континентальную часть страны — прежде всего, на штаты Калифорния и Орегон, которые не были надёжно укреплены. В феврале 1942 года был принят Чрезвычайный указ № 9066, а в конце марта правительство Рузвельта начало принудительное переселение американцев японского происхождения, многие из которых жили на Западном побережье. Канада и Мексика присоединились к данной политике, включавшей в себя и конфискацию активов интернированных лиц; в Канаде чрезвычайные меры были отменены только в 1949 году. Гавайцы с японскими корнями — 157 905 человек — не были интернированы, но в ходе «антияпонской истерии» газеты на японском языке подверглись цензуре, а школы японской общины были закрыты. «Японцам» также запретили использовать радио и иметь фотоаппараты, поскольку все они стали считаться потенциальными шпионами.

## Влияние

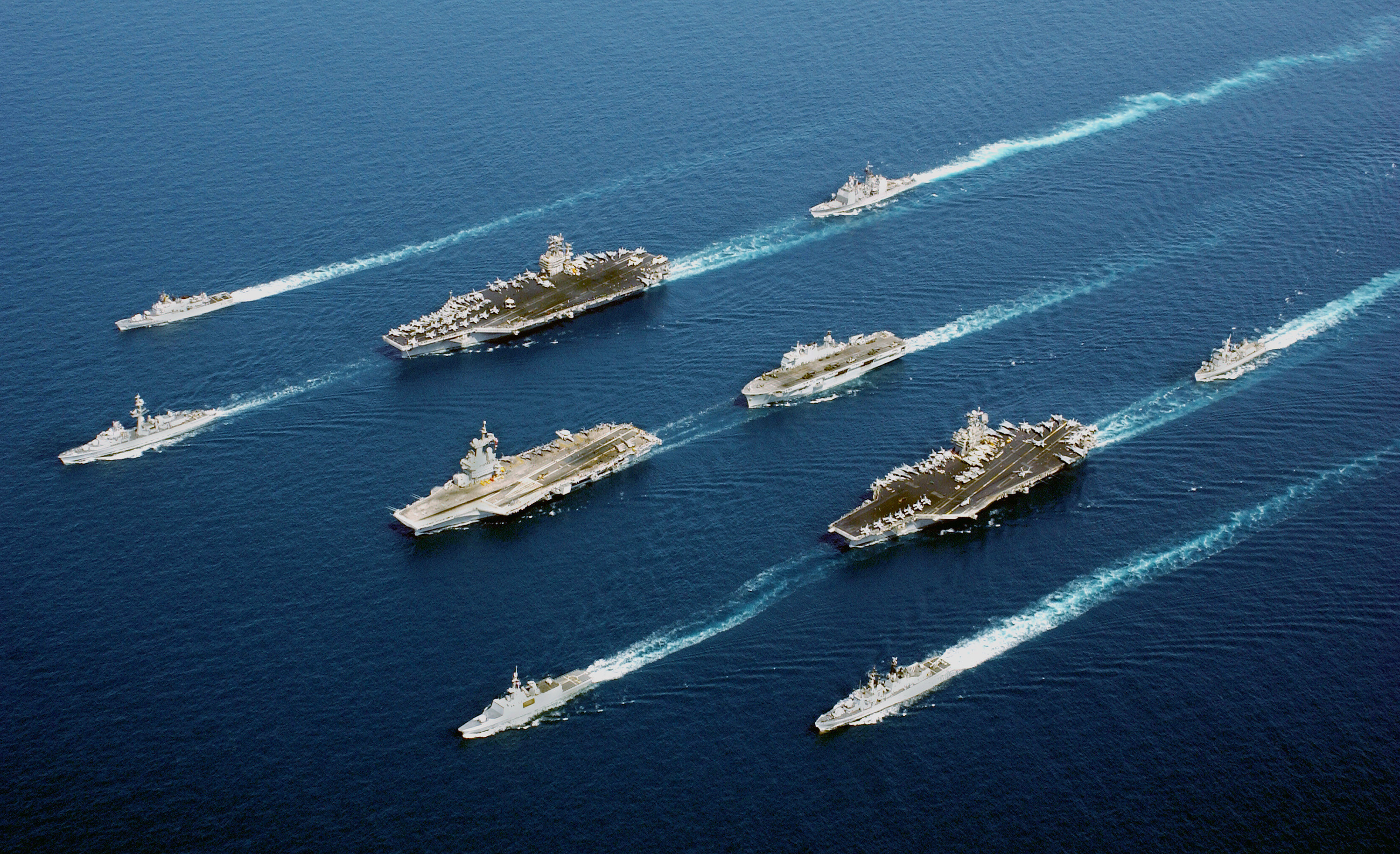
Походный порядок четырёх авианосцев XXI века (2002)

Перл-Харбор стал не только ключевым событием, но и поворотным моментом во Второй мировой войне. Японский флот одержал в Перл-Харборе решительную победу: операция «Гавайи» нанесла Тихоокеанскому флоту США тяжёлый удар, но не уничтожила его полностью. Победа в Перл-Харборе позволила японским ВМС в конце 1941 и первой половине 1942 года достичь значительных успехов, заняв Британскую Малайю, Филиппины, Британскую Бирму, Голландскую Ост-Индию, Новую Гвинею и целый ряд других территорий. В то же время, неожиданная атака на территорию США сделала невозможными мирные переговоры, что в конечном итоге привело к поражению Японской империи.
После атаки на Гавайи в американском английском возник глагол «to Pearl-Harbor», означавший «совершать неожиданное нападение». Отсылки к событиям 1941 года неоднократно делались политиками в послевоенный годы: так в ходе Карибского кризиса Роберт Кеннеди настаивал на том, что его брат — президент Джон Кеннеди — не станет «новым Тодзио» и не отдаст приказ внезапно атаковать СССР с использованием ядерного оружия.

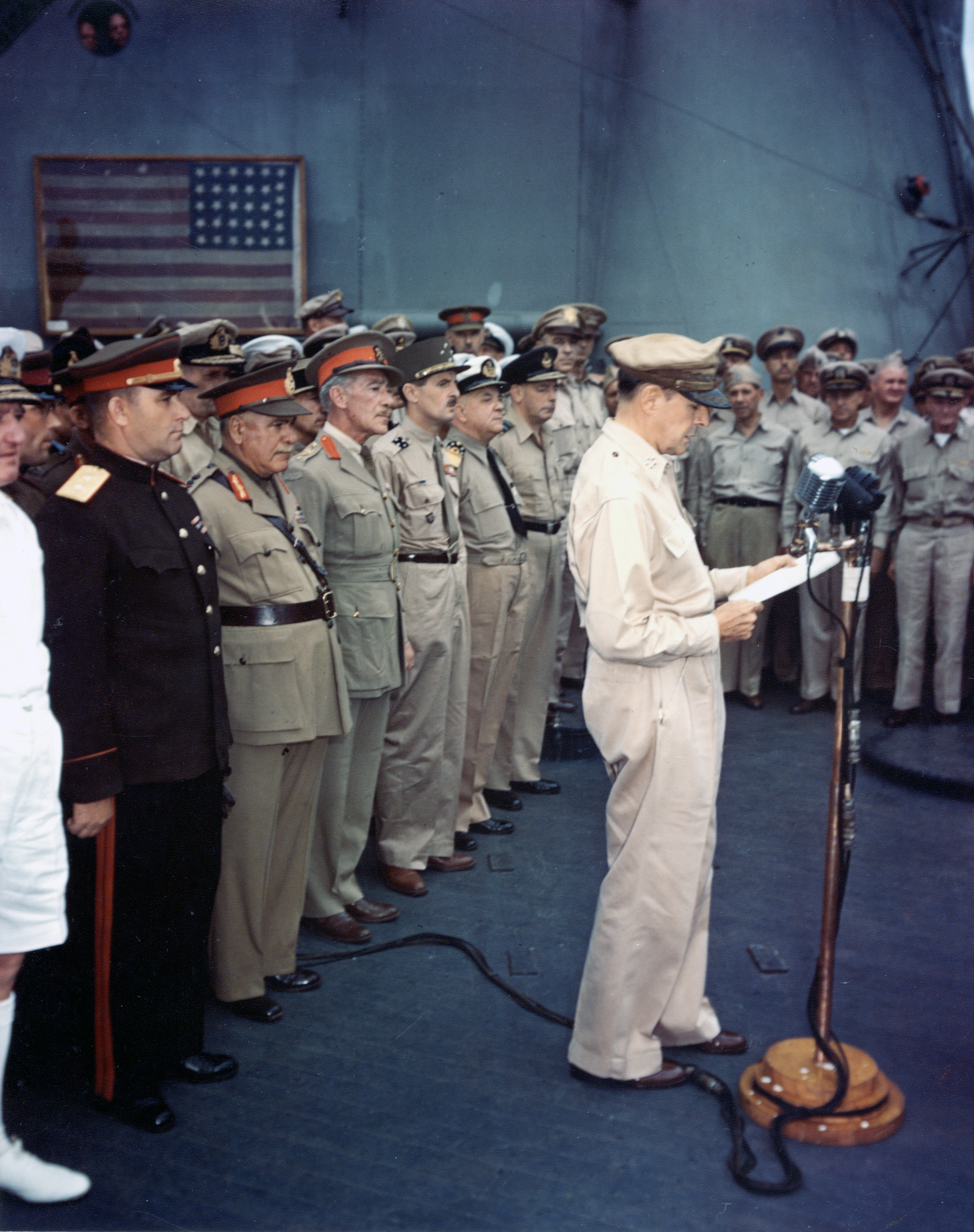
Речь генерала Д. Макартура на церемонии капитуляции Японской империи (2 сентября 1945)

В то же время атака на Перл-Харбор оказалась стратегической катастрофой для Японской империи, хотя первоначально японские власти и не осознавали этого. В ходе затянувшегося тихоокеанского конфликта крупные американские корабли, за исключением линкора «Аризона», вернулись в строй; некоторые из них сыграли ключевую роль в дальнейших боевых действиях. Большинство членов американских экипажей также выжили, что позволило быстро укомплектовать восстановленный флот. Как уже происходило после взрыва на крейсере «Мэн» и потопления «Лузитании», нападение на Перл-Харбор вызвало объединение различных политических сил в США — объединившихся в требовании безоговорочной капитуляции Японии.

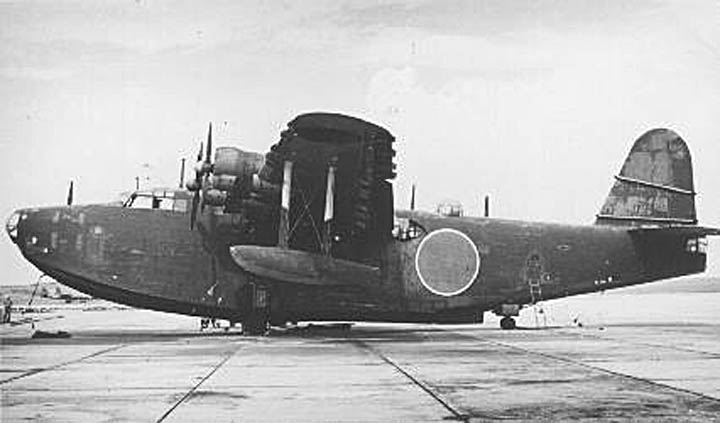
Гидросамолёт Kawanishi H8K «Эмили» (1940-е)

В послевоенной Америке обеспокоенность по поводу возможности нового внезапного нападения доминировала в размышлениях об оборонном курсе США как среди американских политиков, так и в рядах экспертов. Данная обеспокоенность повлияла на послевоенное признание значительной частью населения того факта, что участие США в международных делах являлось «разумным и целесообразным». Отчасти из-за атаки на Перл-Харбор изменилась и оперативная доктрина американского флота: военно-морской флот США стал в значительной мере полагаться на авианосные группы как основу своей ударной мощи.
Нападение на Перл-Харбор имело и международные последствия: так, атака стимулировала канадские власти, ранее категорически запрещавшие строительство по своей территории шоссе между Аляской и континентальной частью США, снять свой запрет. Возведение Аляскинской трассы, ставшей важной частью воздушного маршрута Алсиб, началось в феврале 1942 года.

## Операция «K» (1942)
После Перл-Харбора японские операции в восточной части Тихого океана, в основном, ограничивались атаками подводных лодок на американские корабли у Западного побережья США. Так, 11 января 1942 года японской подводной лодке удалось торпедировать авианосец «Саратога» в 800 км к юго-западу от Гавайев. В середине января, узнав об активном ремонте американский кораблей на Гаваях, в соответствии с новым планом адмирала Ямамото, японский флот должен был нанести новый удар по ремонтным верфям на Оаху. Для этого были использованы два гидросамолёта Kawanishi H8K «Эмили».

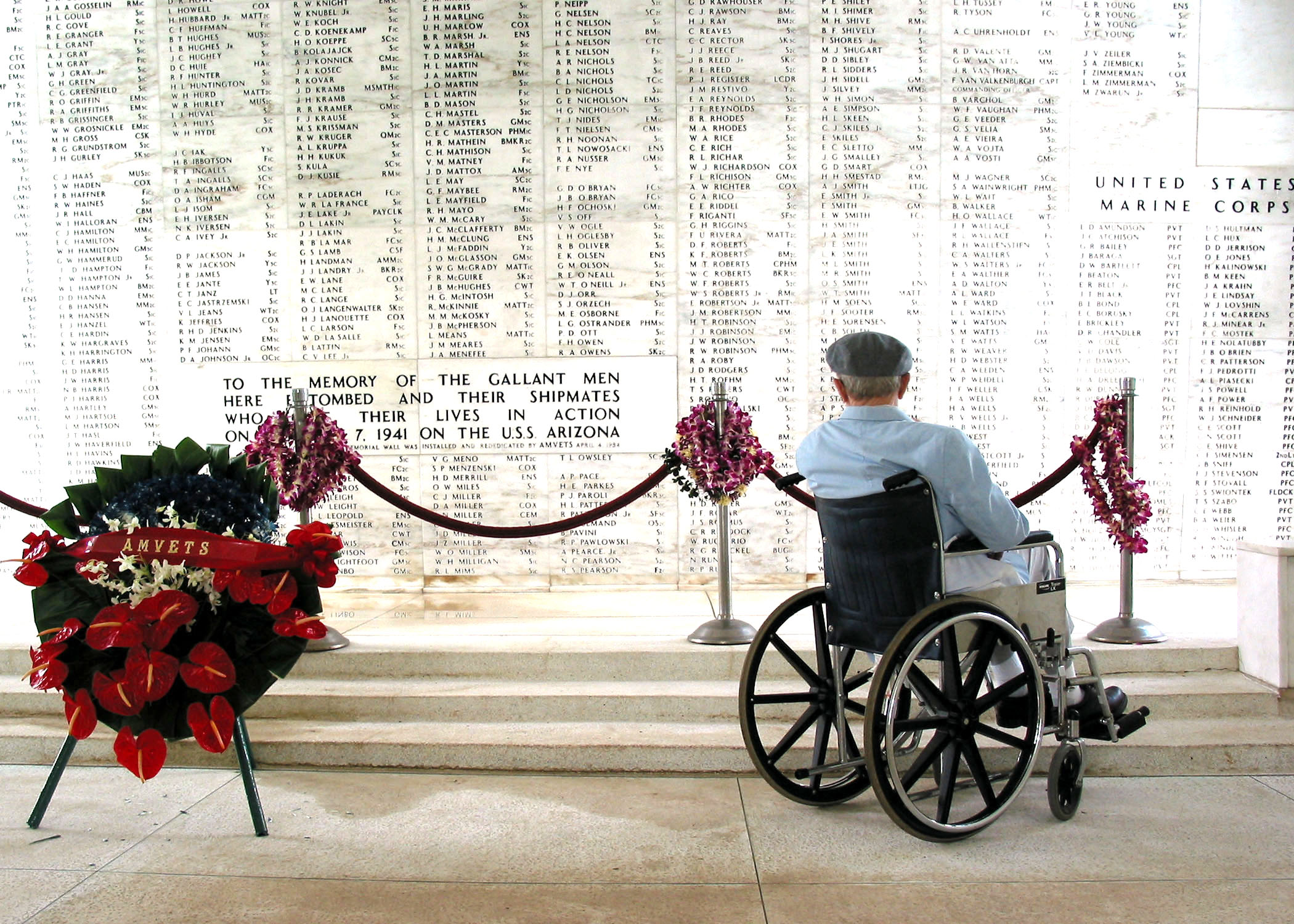
Ветеран Билл Джонсон, выживший в ходе атаки, читает список имён, внесённых в мемориал «Аризоны» (2004)

В ночь с 4 на 5 марта оба гидросамолёта были обнаружены на подлёте радиолокационными станциями США: как и 7 декабря 1941 года японские самолёты были приняты за американские. Удар оказался неэффективным, во многом из-за неблагоприятных погодных условий — небо над базой было облачным и самолёты сбросили свои бомбы «вслепую». Хотя японские газеты, основываясь на радиосообщениях из США, сообщили о массовых разрушениях военных объектов, фактический ущерб сводился к нескольким вырванным с корнем деревьям. Позднее в ходе войны на Тихом океане японское военное руководство не решалось предпринять ещё одну масштабную атаку на Перл-Харбор.

## В культуре. Память
Атака на Пёрл-Харбор привлекла значительное внимание широких масс населения — прежде всего, американцев и японцев. В результате на основе событий 7 декабря 1941 года было создано множество художественных произведений: включая фильмы, скульптурные работы (мемориальные статуи), документальные и художественные книги.

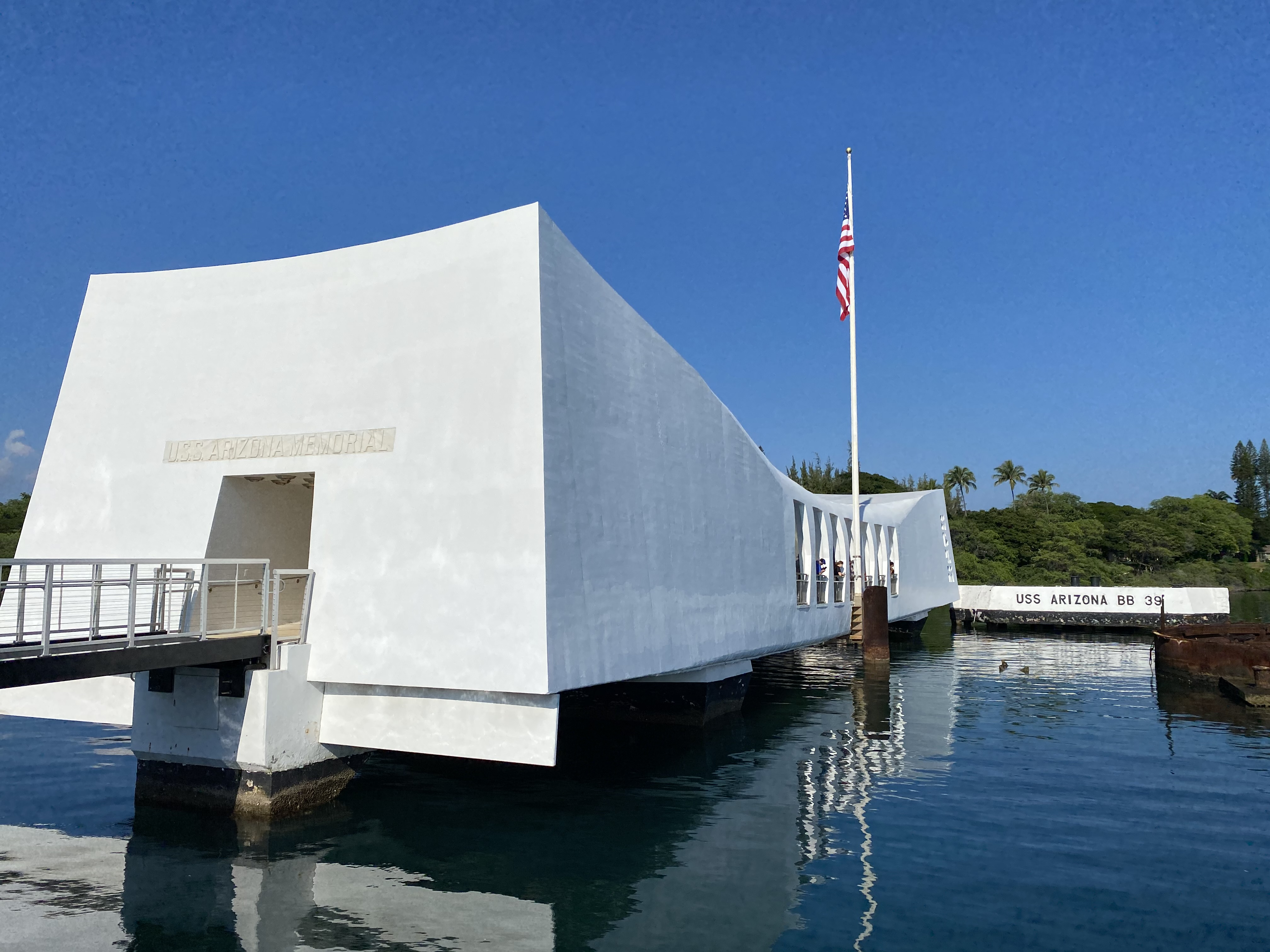
Национальный мемориал Перл-Харбора (2021)

Сразу после атаки повествование о Перл-Харборе стало обновлённой версией уже знакомой американцам «поучительной истории», сформированной в XIX веке на основе сражения при Литл-Бигхорне и защиты миссии Аламо. В рамках данного нарратива, фактическое поражение США оправдывало их «праведную месть» в отношении «дикарей», подтверждая тем самым «моральное превосходство» американской нации. Так слоган «Помни о Перл-Харборе!» (Remember Pearl Harbor!) являлся переработкой популярного ранее слогана «Помни об Аламо!». Новый всплеск интереса к атаке у широкой аудитории начался в 1990-х годах — в связи с пятидесятилетием событий в Жемчужной гавани. В тот период Перл-Харбор, в целом, и роль адмирала Киммела в американском поражении, в частности, стали частью целой серии «войн исторической памяти».
Несмотря на то, что в Перл-Харборе продолжает располагаться штаб Тихоокеанского флота США, сама военно-морская база в 1964 году была включена в список Национальных исторических памятников США. В 1976 году база вошла в Национальный реестр исторических мест. В XXI веке на территории базы располагались несколько военно-мемориальных комплексов: музей, посвящённый взорвавшемуся линкору «Аризона», а также — линкору «Миссури». Кроме того, в Гонолулу был создан Музей и парк подводной лодки «Боуфин». В 1999 году был открыт Музей авиации в Перл-Харборе, а в марте 2019 года был образован единый Национальный мемориал Перл-Харбора, объединивший все музеи и мемориалы на Гавайских островах.

## Историография
Практически сразу после японского нападения на Гавайи у многих современников возник вопрос о том, кто с американской стороны нёс ответственность за произошедшее. В декабре 1941 года американские СМИ вспомнили о британской Атаке лёгкой бригады в ходе Крымской войны, предположив, что и на этот раз «кто-то ошибся». В итоге, по данным БРЭ, в период с 1941 по 1946 год в США было проведено девять официальных расследований Гавайской операции; в 1995 году было проведено ещё одно, десятое.

Материалы «Слушаний Объединённой комиссии Конгресса по расследованию атаки на Пёрл-Харбор» (1945): перехваченные дипломатические сообщения

Материалы многочисленных следствий и комиссий, собранные в четыре десятка томов «Слушаний Объединённой комиссии Конгресса по расследованию атаки на Пёрл-Харбор» (Report of the Joint Committee on the Investigation of the Pearl Harbor Attack), стали основой для появления обширной научной литературы — особенно на японском и английском языках. В основном, атака на Перл-Харбор рассматривалась в работах, посвящённых международным отношениям, военной и политической истории. При этом мнения исследователей, в основном, следовали позициям, озвученным американскими политиками на слушаниях в Конгрессе. Однако в XXI веке, появляются и новые — преимущественно «гуманитарные» — темы для исследований: включая изменения, произошедшие в американской музыке под влиянием новостей о японской атаке.
События в Перл-Харборе «обросли мифологией», частью которой стала и теории заговора. Первоначально президент Рузвельт оказался в центре внимания сторонников одной из них. Так, после начала войны с Японской империей в США распространился слух о том, что президент был полностью осведомлён о предстоящем нападении, но позволил ему произойти. Согласно данной версии событий, Рузвельт искал веский повод для вступления в войну против держав «оси». По состоянию на начало XXI века, «теория заговора» о Перл-Харборе отвергалась большинством академических историков как бездоказательная, однако отдельные элементы данной версии получали поддержку в правительстве Японии.

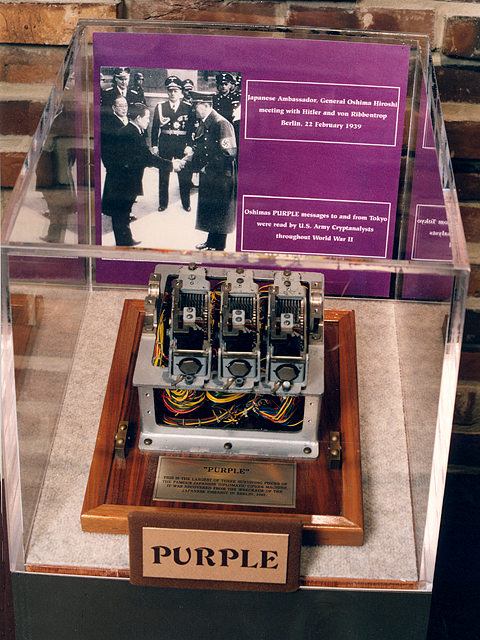
Фрагмент шифровальной машины «Purple» (NCM, 2005)

Роль американской разведки стала отдельной темой для многочисленных исследований, поскольку Служба разведки сигналов (SIS) — сумевшая ещё в 1940 году взломать коды японских шифровальных машин типа 97 «Purple» — имела возможность прочитать более 90 % дипломатических посланий за 1941 год. Однако, конкретные японские военные планы, включая планы подготовки атаки на Перл-Харбор, передавались с помощью специального кода военно-морского флота Японии JN-25, который стал доступен для американской дешифровки только в начале 1942 года (см. Битва за Мидуэй).
Влияние на обработку разведывательной информации оказали и межведомственные конфликты внутри американских ведомств: среди прочего, поскольку отношения между оперативным звеном армии и SIS были напряжёнными, армейское командование не придало значения сообщению разведчиков о том, что множество дипломатических представительств Японии — от Сингапура до Лондона — в начале декабря 1941 года получили приказ уничтожить свои коды и шифровальные машины. В итоге, учёные-историки XXI века полагали, что американские разведчики смогли заранее сделать вывод о том, что Японская империя считала войну возможной, но не имели никаких конкретных указаний относительно того, когда и где Япония планировала атаковать США. В то же время, американские лидеры в Вашингтоне не смогли истолковать предоставленную им информацию: они не ожидали, что империя, войска которой «увязли» в Китае, начнёт войну против нового противника.